# كأس العالم 2018
كأس العالم 2018 هي البطولة الحادية والعشرون من بطولات كأس العالم لفرق الرجال الوطنية، والمقامة تحت رعاية الاتحاد الدولي لكرة القدم، وقد استضافتها روسيا في الفترة ما بين 14 يونيو ولغاية 15 يوليو من عام 2018. فازت روسيا بشرف استضافة البطولة بعد قرار الاتحاد الدولي لكرة القدم المُعْلن عنه في 2 ديسمبر 2010. حيث استطاعت روسيا التغلب على 3 ترشيحات بالمجمل، فتغلبت على ترشيح مشترك بين إسبانيا والبرتغال، وعلى ترشيح مشترك أيضاً بين هولندا وبلجيكا، وترشيح وحيد لإنجلترا. تعتبر هذه النسخة من كأس العالم هي الأولى التي تقام في أوروبا الشرقية، وهي المرة الأولى أيضاً التي تستضيف بها القارة الأوروبية منافسات البطولة بعد بطولة كأس العالم 2006 والتي أقيمت في ألمانيا.
ومن الملاحظ أن المدن المستضيفة لمنافسات البطولة هي جُلَّها مدن روسيا الأوروبية، وهي التي تقع في الجانب الغربي من روسيا، وتحديداً في غرب جبال الأورال؛ باستثناء مدينة يكاترينبورغ والتي تبعد حوالي 1420 كم عن العاصمة موسكو، من أجل تسهيل عملية انتقال الجماهير بين المدن قدر الإمكان. وتجرى مباريات كأس العالم 2018 في 11 مدينة روسية. واحتضنت العاصمة موسكو مباراة الافتتاح واستضافت المباراة النهائية كذلك؛ حيث لُعبت المباراتين على ملعب لوجنيكي. ومن الجدير بالذكر، أن هذه النسخة من كأس العالم قد شهدت حدثاً تاريخياً جديداً، حيث تم استخدام تقنية الفار لأول مرة في تاريخ البطولة.
شارك في البطولة 32 منتخباً وطنياً، بعدما تم الإبقاء على الشكل الحالي للبطولة. من بينهم عشرون منتخباً سبق وأن شارك في النسخة السابقة وأبرزهم المنتخب الألماني الذي فاز به في كأس العالم 2014 في البرازيل. شهدت البطولة مشاركة منتخب آيسلندا ومنتخب بنما لأول مرة في تاريخهما. وقد قرر الاتحاد الدولي لكرة القدم إقامة نهائي كأس العالم 2018 على ملعب لوجنيكي والذي يتسع لحضور 81,000 ألف متفرج بعد التجديد، والواقع في العاصمة الروسية موسكو، بالإضافة لمباراة كرواتيا ضد إنجلترا. بينما أقيمت المباراة الثانية في دور نصف النهائي بين فرنسا وبلجيكا على ملعب كريستوفسكي الواقع بمدينة سان بطرسبرغ، والذي يتسع لحضور 68,134 ألف متفرج.
استطاع منتخب فرنسا الفوز باللقب للمرة الثانية في تاريخه بعدما تغلب على منتخب كرواتيا بنتيجة 4-2، في المباراة النهائية التي أقيمت على ملعب لوجنيكي وبحضور 78,011 ألف متفرج.

## اختيار البلد المستضيف

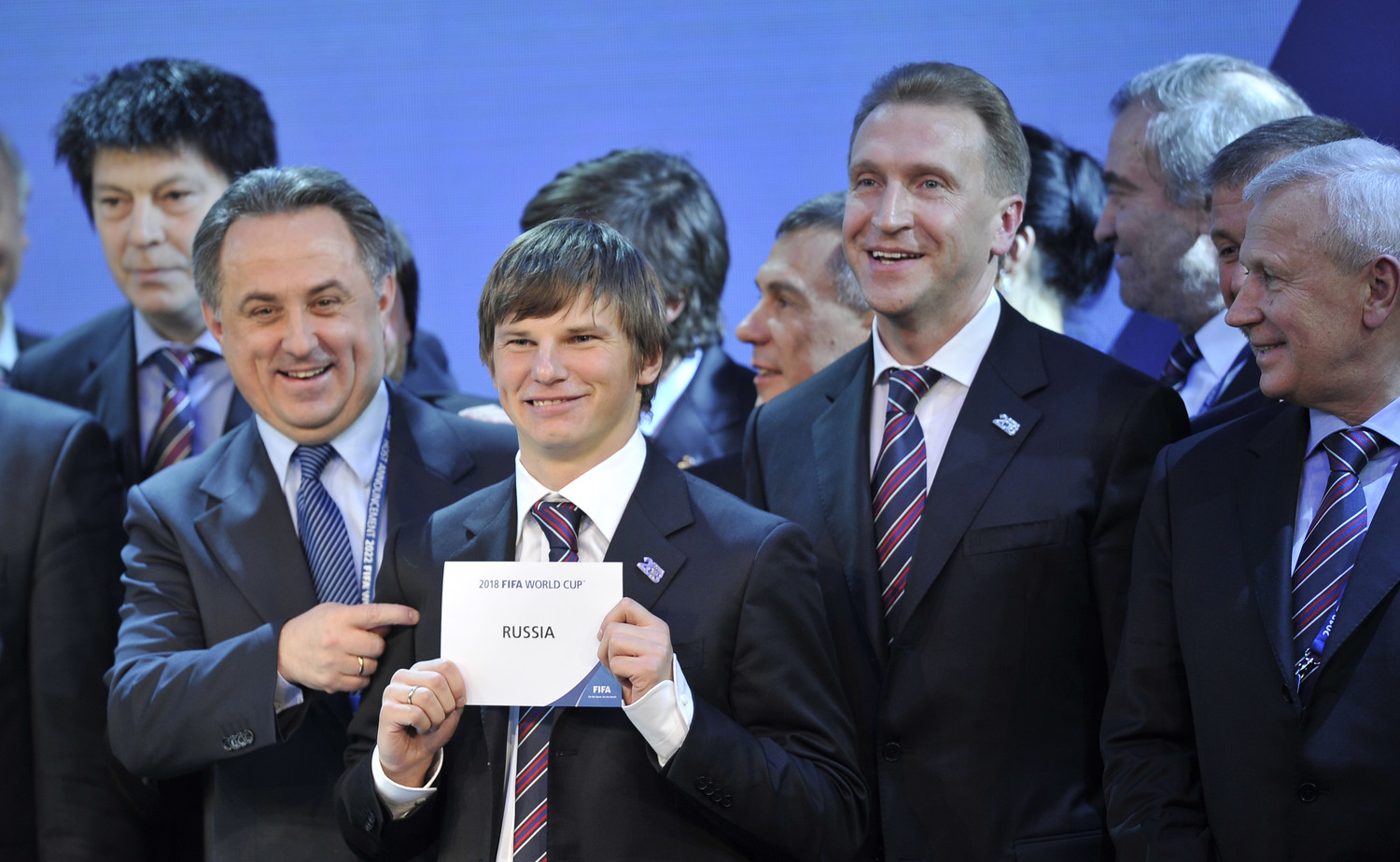
الوفد الروسي يحتفل بفوزه بشرف استضافة منافسات كأس العالم.

أعلن الاتحاد الدولي لكرة القدم في 29 أكتوبر 2007 عن إلغائه لقاعدة مداورة الاستضافة بين القارات الست، والتي تم تطبيقها بعد نهاية بطولة 2006. القاعدة الجديدة تنص أنه يحق لأي دولة تقديم طلب بالاستضافة، بشرط أن لا يكون الاتحاد القاري الذي تنتمي إليه سبق له تنظيم إحدى البطولتين السابقتين. بالنسبة إلى بطولة 2018 فقد تم استبعاد طلبات دول قارة إفريقيا وأمريكا الجنوبية. كما أن الاتحاد الدولي لكرة القدم سمح مجدداً باستلام والموافقة على طلبات الاستضافة المشتركة بعدما كان هذا الأمر ممنوعًا بعد بطولة 2002. وقد أعلنت عدة دول عن رغبتها في استضافة منافسات كأس العالم من خلال تقديم طلبات الاستضافة المشتركة، وهي إسبانيا مع البرتغال وبلجيكا مع هولندا.
أعلنت اللجنة التنفيذية عن الفائزين باستضافة البطولتين في 2 ديسمبر 2010. تم اختيار روسيا لاستضافة بطولة 2018 وهي المرة الأولى التي تستضيف فيها دولة تقع في شرق أوروبا البطولة. حيث حصدت روسيا على أغلبية الأصوات في الجولة الأولى بواقع 9 أصوات من 22 صوتاً، متغلبة على أصحاب التقديمات المشتركة مثل ملف إسبانيا مع البرتغال ذو السبعة أصوات، وملف بلجيكا مع هولندا ذو الأربعة أصوات، وعلى إنجلترا التي انسحبت من التصفيات الثانية بعدما حلت في المركز الأخير بجولة التصويت الأولى. في الجولة الثانية والنهائية، حصدت روسيا على أغلبية الأصوات في بواقع 13 أصوات من 22 صوتاً، بينما حصل ملف إسبانيا مع البرتغال على 7 أصوات، وملف بلجيكا مع هولندا على صوتين فقط.

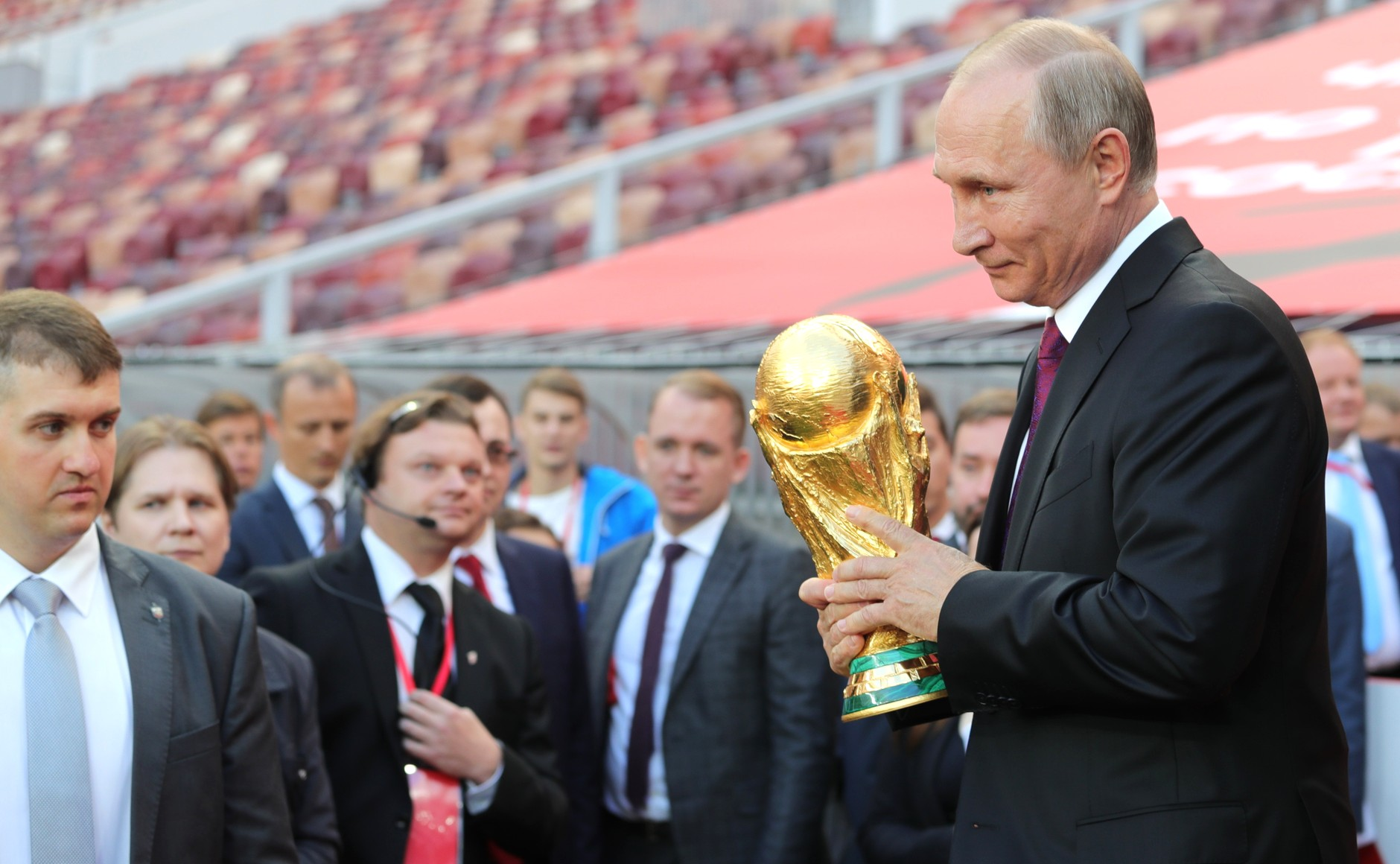
الرئيس الروسي فلاديمير بوتين حاملاً كأس العالم في بروفة حفل افتتاح كأس العالم الذي أقيم في العاصمة موسكو بتاريخ 9 سبتمبر 2017.

لم يمر الحدث مرور الكرام، حيث انتشرت مزاعم متعلقة بعملية فساد أخلاقية تتمثل بعملية رشوة من الجانب الروسي لأعضاء اللجنة التنفيذية التابعة للاتحاد الدولي لكرة القدم، أبرز تلك الاتهامات جاءت تحديداً عن طريق الاتحاد الإنجليزي لكرة القدم الذي فشل في الفوز باستضافة فعاليات الدورة. حيث زعم الاتحاد الإنجليزي عن تلقي أربعة أعضاء من اللجنة التنفيذية للرشوة من أجل التشويش على عملة التصويت والتصويت للملف الإنجليزي، وهو الأمر الذي أكده الرئيس السابق للفيفا سيب بلاتر حين صرح قائلاً: "إنه تم بالفعل الترتيب لهذا الأمر قبل التصويت على فوز روسيا". ومن أجل احتواء هذه الفضيحة، أوعز الفيفا مهمة عمل تحقيق داخلي إلى مايكل غارسيا، من أجل التحقق من الأمر ولبيان الملابسات التي وقعت في عمليات ترشيح آخر 3 نسخ كأس عالم. انتهى غارسيا من مهمته في عام 2014، وانتهى به المطاف لكتابة تقرير شامل عن الملابسات التي وقعت، وقد عُرِفَ التقرير باسم تقرير غارسيا. في بادئ الأمر تم حجب التقرير عن الإعلام والصحافة من قبل رئيس الفيفا في القضايا الأخلاقية الألماني هانس يواكيم إيكيرت لأسباب مجهولة، بُيِّنت فيما بعد بأن سبب المنع يعود إلى عدم استكمال كافة الإجراءات، خصوصاً فيما يخص قارة أميركا الجنوبية. وبسبب تردد الفيفا في نشر التقرير، قدم مايكل غارسيا استقالته احتجاجاً على هذا الأمر. نظراً للجدل الحاصل جراء هذا الخلاف، رفض الاتحاد الإنجليزي تبرئة هانس يواكيم إيكيرت لروسيا، حيث طالب الإنجليزي جريج دايك إلى إعادة النظر في القضية، بينما طالب الإنجليزي الآخر دافيد بيرنشتاين بمقاطعة كأس العالم.
في 27 يونيو من عام 2017، قام الاتحاد الدولي لكرة القدم بنشر تقرير غارسيا كاملاً بعدما كتب على موقعه الرسمي: "بما أن الوثيقة تم تسريبها بطريقة غير مشروعة لصحيفة ألمانية، فإن الرئيسين الجديدين للجنة العدل الداخلية لفيفا قررا النشر الفوري للتقرير بالكامل"، مضيفًا "وذلك بغية تفادي نشر أي معلومات غير صحيحة". وقد انتهى التقرير بتبرئة الجانب الروسي والقطري، حيث أكد التقرير عدم ارتكابهما أي مخالفات. وقد صرح رئيس اللجنة المنظمة لكأس العالم 2018، الروسي فيتالي موتكو قائلاً: “إن روسيا لم تفعل شيئا ينتهك مدونة قواعد السلوك أو المعايير العامة وقوانين التقدم بالطلب لاستضافة كأس العالم 2018 ”.

## المنتخبات المشاركة

### التصفيات

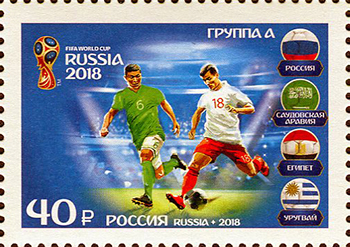
طابع بريدي للمجموعة الأولى لكأس العالم 2018

ستشهد هذه النسخة من بطولة كأس العالم 2018 مشاركة 32 منتخب من جميع قارات العالم الست، حيث تم تخصيص مقعد واحد للبلد المستضيف روسيا، ولم يُمنح حامل اللقب منتخب ألمانيا مقعداً مباشراً مثلما كان الحال في البطولات السابقة لبطولة 2006. المقاعد ال31 المتبقية تم تحديدها من خلال مباريات التصفيات المؤهلة لكأس العالم 2018. ويضم الاتحاد الدولي لكرة القدم (الفيفا) حوالي 209 عضواً، حيث كان باستطاعة كل عضو المشاركة بمنتخبه الرئيسي. ومن الجدير بالذكر أنه قد تم استبعاد منتخب اندونيسيا ومنتخب زيمبابوي قبل بداية التصفيات بسبب مشكلات خارج إطار لعبة كرة القدم. وتنافست المنتخبات (209 منتخب) في مشوار التصفيات الذي شمل 851 مباراة، أغلب تلك المباريات كانت ضمن إطار تصفيات القارات الست، بالإضافة للعب عدد محدد من مباريات لعبت بعد الانتهاء من التصفيات ضمن المباريات الفاصلة بين الاتحادات القارية والتي تعرف باسم الملحق القاري. واستغرقت التصفيات ما يقارب عامين وثمانية أشهر من أجل التأهل لخوض منافسات بطولة كأس العالم. في هذه النسخة، حدد الاتحاد الدولي لكرة القدم عدد المقاعد المؤهلة لكل قارة، فحصدت قارة أوروبا النصيب الأكبر من تلك المقاعد (13 مقعداً)، تلتها قارة إفريقيا (5 مقاعد)، ثم كل من قارة آسيا وقارة أمريكا الجنوبية (4 مقاعد ونصف مقعد)، ثم قارة قارة أمريكا الشمالية ومنطقة الكاريبي (3 مقاعد ونصف)، وأخيراً قارة أوقيانوسيا (نصف مقعد فقط). ويصبح بذلك مجموع المقاعد 31 مقعداً مؤهلاً لبطولة كأس العالم.
- أوروبا (الاتحاد الأوروبي) – 13 مقعداً: تقسم المنتخبات المشاركة إلى 9 مجموعات من 6 فرق، أبطال تلك المجموعات التسعة يتأهلون مباشرة إلى كأس العالم. بينما تشارك أفضل ثمانية منتخبات تحتل المركز الثاني في جولة المقبلة. حيث ستتوزع المنتخبات على 4 مواجهات بنظام الموجهات المباشرة، المنتخبات الأربعة الفائزة ستتأهل إلى كأس العالم. بينما تأهلت روسيا مباشرة بكونها الدولة المستضيفة.
- آسيا (الاتحاد الآسيوي) – 4 مقاعد ونصف: سيلعب 40 فريقا في المرحلة الثانية التي تتألف من ثماني مجموعات وتضم كل مجموعة خمسة فرق، ويتأهل متصدرو المجموعات الثماني وأفضل أربعة فرق تحتل المركز الثاني للمرحلة الثالثة حيث يتم تقسيم المنتخبات إلى مجموعتين تتألف كل مجموعة من ستة فرق. بحيث يتأهل بطل المجموعة ووصيفها مباشرة إلى كأس العالم، بينما يلعب ثالث المجموعة مع ثالث المجموعة الأخرى في مباراتين، الفائز منها يواجه رابع الترتيب في قارة أمريكا الشمالية والوسطى والكاريبي.
- أمريكا الجنوبية (اتحاد أمريكا الجنوبية) – 4 مقاعد مضمونة ونصف: تلعب المنتخبات العشرة في مجموعة واحدة بحيث تتأهل المنتخبات الأربعة الأوائل مباشرة إلى كأس العالم، بينما ينافس المركز الخامس على التأهل عندما يواجه المتأهل من ملحق قارة أوقيانوسيا.

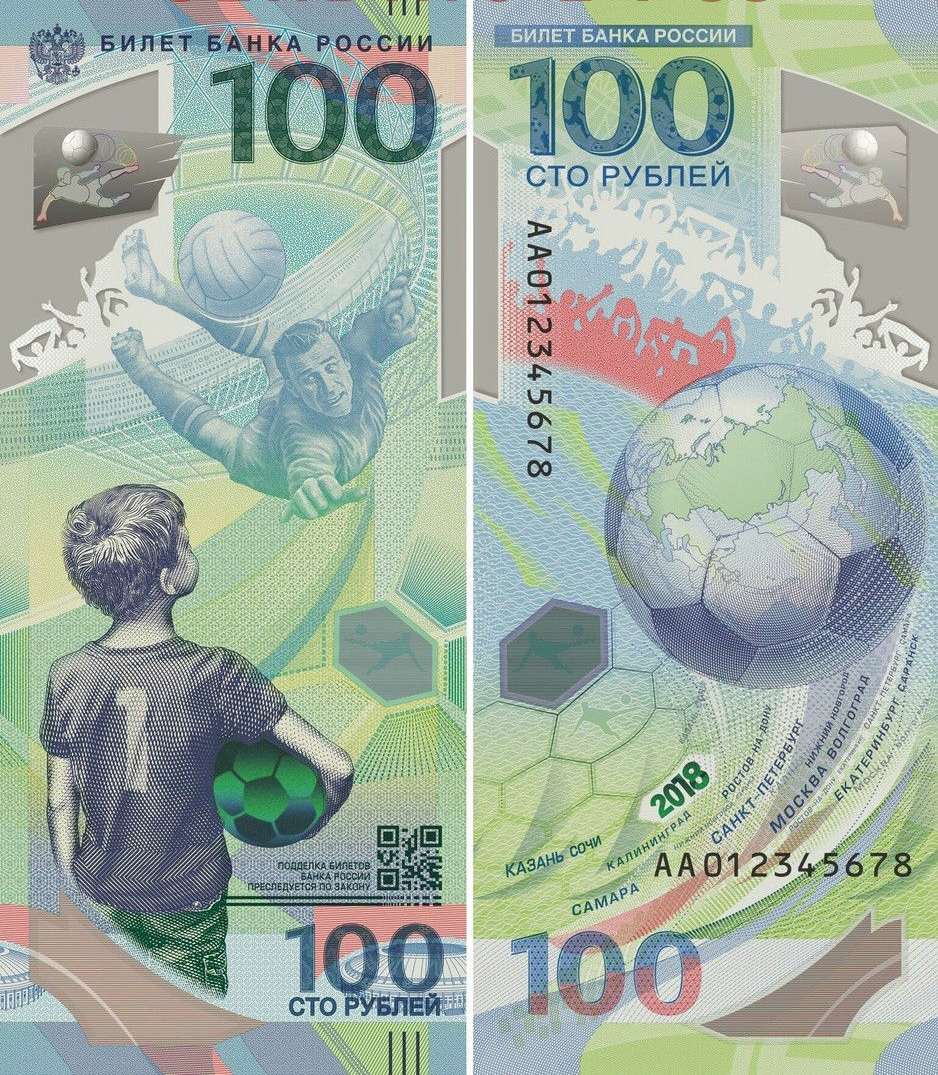
ورقة تذكارية ل 100 روبل روسية تذكارية لعام 2018. وتضم صورة لأفضل حارس مرمى روسي ليف ياشين

- إفريقيا (الاتحاد الإفريقي) – 5 مقاعد: سيتأهل 27 منتخباً مع 13 منتخباً للمشاركة في منافسات المرحلة الثانية من خلال خوض مباريات بنظام خروج المغلوب، وسيخوض 20 منتخبًا فائزًا الدور الثالث حيث سيتم تقسيمهم إلى خمس مجموعات تتألف كل مجموعة من أربعة فرق وسيتأهل متصدر كل مجموعة لنهائيات كأس العالم.
- أمريكا الشمالية والوسطى والكاريبي (اتحاد أمريكا الشمالية): 3 مقاعد ونصف: وستتقسم المنتخبات إلى 3 مجموعات تضم كل واحدة أربعة منتخبات، بحيث يتأهل بطل ووصيف المجموعة إلى الدور الذي يليه، بحيث تشارك جميعها في مجموعة واحدة، يتأهل أصحاب المراكز الثلاثة الأولى مباشرة لكأس العالم بينما يلعب صاحب المركز الرابع مباراة الملحق مع المتأهل من تصفيات قارة آسيا.
- أوقيانوسيا (اتحاد أوقيانوسيا) - نصف مقعد: حيث يلعب بطل تصفيات قارة أوقيانوسيا مع خامس الترتيب في تصفيات قارة أمريكا الجنوبية.[46]

لأول مرة في تاريخ كأس العالم، شاركت جميع الاتحادات الرياضية المنضمة للفيفا، والبالغ عددها 209 اتحاد رياضي في التصفيات المؤهلة إلى نهائيات كأس العالم. تم استبعاد كل من منتخب زيمبابوي ومنتخب إندونيسيا قبل أن يلعبوا أول مبارياتهم، بينما شارك كل من دخل منتخب جبل طارق ومنتخب كوسوفو، اللذان حصلا على عضوية في الاتحاد الدولي لكرة القدم في 13 مايو 2016، بعد التعادل التأهيلي ولكن قبل بدء التصفيات الأوروبية، مما ساعدهم في دخول تصفيات القارة الأوروبية. توزيع المقاعد القارية المؤهلة لم تتغير عما كانت عليه في كأس العالم 2014. وقد بدأت أول مباريات التصفيات في 12 مارس 2015 في مدينة ديلي عاصمة تيمور الشرقية، والي كانت بين منتخب تيمور الشرقية ومنتخب منغوليا ضمن المرحلة الأولى من تصفيات قارة آسيا المؤهلة لكأس العالم 2018. وقد أقيمت قرعة التصفيات المؤهلة لنهائيات كأس العالم 2018، في 25 يوليو 2015 بقصر كونستانتين بمدينة سان بطرسبرغ الروسية في الساعة 6:00 مساءً بتوقيت موسكو (ت ع م+03:00).
من بين 32 منتخب تأهل لنهائيات كأس العالم 2018، عشرون منتخباً منهم سبق وأن شارك في نسخة بطولة كأس العالم 2014. شهدت هذه النسخة تأهل منتخب آيسلندا لأول مرة في تاريخه، ليصبح بذلك أصغر بلد من حيث عدد السكان يستطيع التأهل لنهائيات كأس العالم. وستشهد أيضاً البطولة مشاركة منتخب بنما لأول مرة في تاريخه بعدما حل ثالثاً في تصفيات كأس العالم الخاصة باتحاد الكونكاكاف. كذلك تشهد هذه النسخة تأهل منتخبات سبق وأن تأهلت سابقاً لكنها عانت من غياب طويل، فاستطاع منتخب مصر أن يتأهل بعد غياب استمر 28 سنة حيث كان آخر ظهور للمنتخب المصري في كأس العالم 1990، بينما استطاع منتخب المغرب أن يتأهل بعد بعد غياب دام 20 سنة حيث كان آخر ظهور للمنتخب المغربي في كأس العالم 1998. كذلك الحال مع منتخب البيرو الذي تأهل لكأس العالم بعد غياب دام 46 سنة حينما تأهل لكأس العالم 1982؛ وأخيراً منتخب السنغال الذي استطاع بلوغ دور ربع النهائي في كأس العالم 2002. يذكر أن هذه هي المرة الأولى التي تتأهل فيها ثلاث دول شمالية (الدنمارك وأيسلندا والسويد) وأربع دول عربية (مصر والمغرب والسعودية وتونس).
أبرز المنتخبات التي فشلت في التأهل لنهائيات كأس العالم 2018 هي؛ منتخب إيطاليا بطل العالم لأربع مرات (حيث لم يتأهل للمرة الأولى منذ نسخة كأس العالم 1958)،  منتخب هولندا الذي حل وصيفاً ثلاث مرات (حيث لم يتأهل لأول مرة منذ نسخة كأس العالم 2002)، ومنتخب الكاميرون بطل كأس الأمم الإفريقية خمس مرات، ومنتخب تشيلي بطل أخر نسختين من كوبا أمريكا، ومنتخب نيوزيلندا الفائز بلقب كأس أوقيانوسيا للأمم 2016، ومنتخب الولايات المتحدة الفائز بلقب كأس كونكاكاف الذهبية 2017 (حيث لم يتأهل لأول مرة منذ نسخة كأس العالم 1986). بالإضافة إلى كل من منتخب ساحل العاج ومنتخب غانا اللذان فشلا بالتأهل بعدما شاركا في آخر 3 نسخ من نسخ كأس العالم.

### المنتخبات المتأهلة

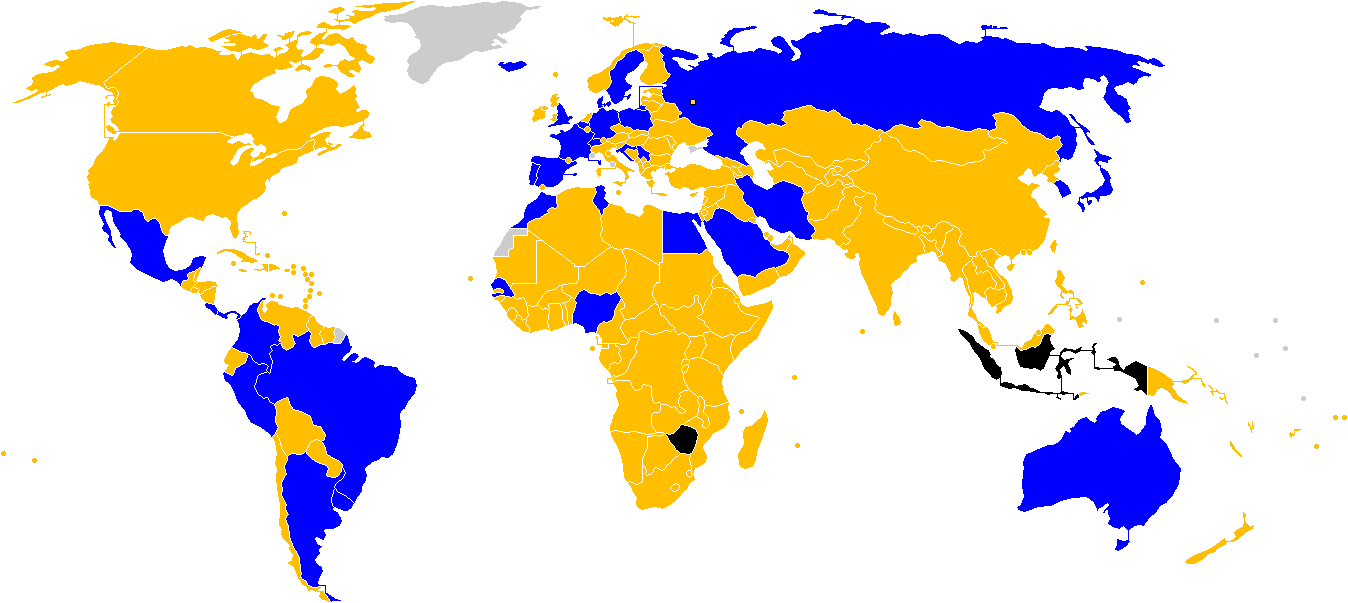
تأهل الفريق لكأس العالم
أخفق الفريق في التأهل لكأس العالم
طرد الفريق من المسابقة من قبل الفيفا قبل لعب أي مباراة
البلد ليس عضو في الفيفا

| آسيا (4) - إيران - اليابان - السعودية - كوريا الجنوبية - أستراليا أفريقيا (5) - مصر - المغرب - نيجيريا - السنغال - تونس | أمريكا الشمالية (3) - كوستاريكا - المكسيك - بنما أمريكا الجنوبية (5) - الأرجنتين - البرازيل - كولومبيا - بيرو - الأوروغواي أوقيانوسيا (0) - لم يتأهل أي منتخب | أوروبا (14) - بلجيكا - كرواتيا - الدنمارك - إنجلترا - فرنسا - ألمانيا (حامل اللقب) - آيسلندا - بولندا - البرتغال - روسيا (المستضيف) - صربيا - إسبانيا - السويد - سويسرا |  |

### القرعة
أُقيمت قرعة المونديال في 1 ديسمبر 2017 في ساحة الكرملين بموسكو، حيث قُسمت المنتخبات المتأهلة إلى 8 مجموعات، في كل مجموعة 4 منتخبات. تم تحديد المنتخبات 32 الذين سيشاركون في المونديال بناء على تصفيات كأس العالم 2018، حيث قُسمت المنتخبات المتأهلة إلى 8 مجموعات، وتم اختيار فريق واحد من كل مستوى لتشكيل مجموعة من 4 منتخبات. لكن لن يتواجد فريقين من نفس المستوى في نفس المجموعة، وأيضا لن يتواجد فريقين من نفس القارة باستثناء قارة أوربا. خلافاً للنسخ السابقة من كأس العالم، فقد تم تحديد جميع المستويات بناء على تصنيف الفيفا الصادر بشهر أكتوبر من عام 2017. فالمستوى الأول يتكون من أفضل 7 منتخبات في تصنيف الفيفا بالإضافة إلى منتخب البلد المستضيف، بينما يحتوي المستوى الثاني على أعلى 8 فرق خلف فرق التصنيف الأول. وهكذا. جرت العادة بوضع منتخب البلد المستضيف في المستوى 1، وبالتالي فإن المستوى 1 يتألف من المضيف منتخب روسيا المستضيف وأفضل سبعة فرق حسب تصنيف الفيفا الصادر بشهر أكتوبر من عام 2017. وكما هو الحال في النسخ السابقة، لم يكن في أي مجموعة أكثر من منتخب واحد من أي اتحاد كونفدرالي قاري باستثناء الاتحاد الأوروبي.
تم تقسيم المنتخبات على 4 وعائات حسب تصنيف فيفا العالمي لشهر أكتوبر 2017، الوعاء الأول سيحمل تلقائيًا المنتخب المضيف (أول المجموعة أ تلقائيا) فيما تتوزع المنتخبات السبعة الأخرى على رؤوس باقي المجموعات، مع اتباع نفس الطريقة مع الوعاء 2، 3 و4. مع الأخذ بعين الاعتبار تفادي وقوع منتخبين من نفس الاتحاد ماعدا منتخبات الاتحاد الأوروبي.
| الوعاء 1 (رؤوس المجموعات)                                                                                               | الوعاء 2 | الوعاء 3 | الوعاء 4 |
| --- | --- | --- | --- |
| روسيا (المستضيف) (65) · ألمانيا (1) · البرازيل (2) · البرتغال (3) · الأرجنتين (4) · بلجيكا (5) · بولندا (6) · فرنسا (7) | إسبانيا (8) · بيرو (10) · سويسرا (11) · إنجلترا (12) · كولومبيا (13) · المكسيك (16) · الأوروغواي (17) · كرواتيا (18) | الدنمارك (19) · آيسلندا (21) · كوستاريكا (22) · السويد (25) · تونس (28) · مصر (30) · السنغال (32) · إيران (34) | صربيا (39) · نيجيريا (41) · أستراليا (43) · اليابان (44) · المغرب (48) · بنما (49) · كوريا الجنوبية (62) · السعودية (63) |

## مزودو أطقم الملابس
| أديداس (12) | نايكي (10)                                                                                                  | بوما (4)                                | نيو بالانس (2)     | أمبرو (1) | هامل (1)   | إيرييا (1) | أولسبورت (1) |
| --- | --- | --------------------------------------- | ------------------ | --------- | ---------- | ---------- | ------------ |
| - ألمانيا - الأرجنتين - بلجيكا - إسبانيا - كولومبيا - المكسيك - السويد - مصر - إيران - المغرب - اليابان - روسيا | - البرازيل - البرتغال - بولندا - فرنسا - إنجلترا - كرواتيا - نيجيريا - أستراليا - كوريا الجنوبية - السعودية | - سويسرا - الأوروغواي - السنغال - صربيا | - كوستاريكا - بنما | - بيرو    | - الدنمارك | - آيسلندا  | - تونس       |

## المنشآت
في بداية الأمر اقترحت روسيا عدة مدن لاستضافة فعاليات البطولة (13 مدينة) وهي: مدينة كالينينغراد ومدينة كازان ومدينة كراسنودار ومدينة موسكو ومدينة نيجني نوفغورود ومدينة روستوف على نهر الدون ومدينة سانت بطرسبرغ ومدينة سامارا ومدينة سارانسك ومدينة سوتشي ومدينة فولغوغراد ومدينة ياروسلافل ومدينة يكاترينبورغ. ومن الملاحظ أن المدن المرشحة لمنافسات البطولة هي مدن روسيا الأوروبية أو على مشارفها، من أجل تقليل وقت التي تقضيه المنتخبات المشاركة في التنقل ما بين المدن الروسية. وقد ذكر تقرير المرافق ترشيحات كأس العالم 2018: أن "العرض الروسي يتضمن وجود 13 مدينة مستضيفة و16 ملعبًا، وبالتالي فإن العرض يتجاوز الحد الأدنى لمتطلبات الاتحاد الدولي لكرة القدم. حيث سيتم تجديد ثلاثة من الملاعب الستة عشر، مع بناء 13 ملعبًا حديثًا".

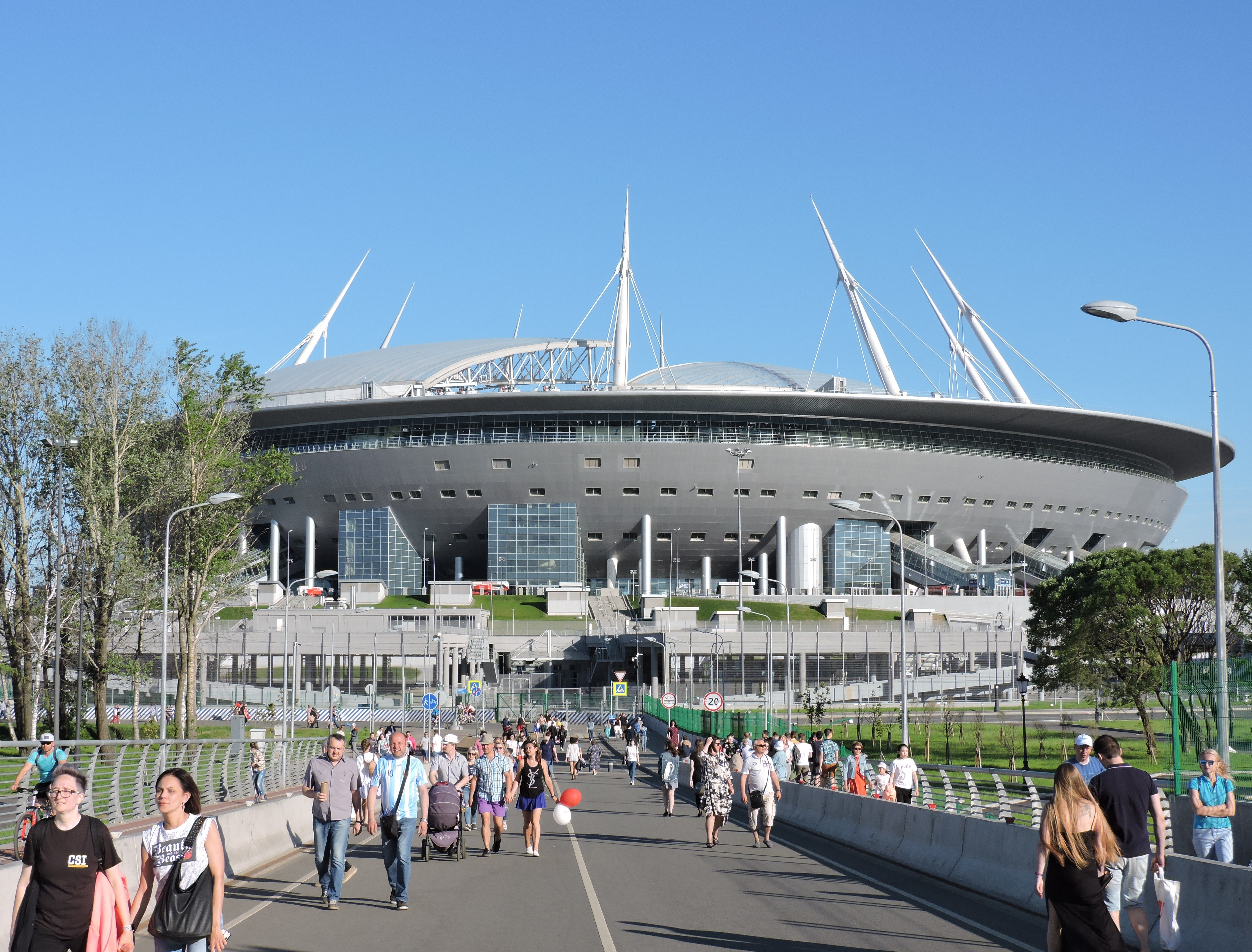
صورة لملعب كريستوفسكي في مدينة سانت بطرسبرغ، والذي استضاف مباراة المركز الثالث في كأس العالم 2018.

لكن في أكتوبر 2011 قامت روسيا بتخفيض عدد الملاعب المفترحة سابقاً في ملف الترشيح من 16 إلى 14 ملعباً. حيث تم إلغاء بناء ملعب بودولسك المقترح في منطقة موسكو من قبل الحكومة الإقليمية. بينما الملعب الآخر فكان أيضاً في العاصمة الروسية موسكو، حيث تنافس كل من ملعب أوتكريتيي أرينا مع ملعب دينامو على الفوز بأحقية التشييد من أجل منافسات كأس العالم، الأمر الذي أدى إلى فوز ملعب أوتكريتيي أرينا بالمنافسة. أُعلن عن القائمة النهائية للمدن المستضيفة للفعاليات المنتظرة في 29 سبتمبر 2012، حيث تم تقليل عدد المدن المستضيفة لتصبع 11 بدلاً من 13، كذلك تم خفض عدد الملاعب إلى 12 ملعباً بدلاً من 14؛ فتم التخلي عن ملعب شينيك وملعب كراسنودار. أصبحت القائمة للملاعب تحوى في جعبتها 12 ملعباً، تم تجديد 3 ملاعب منها (ملعب لوجنيكي في موسكو وملعب سنترال في يكاترينبورغ، وملعب فيشت الأولمبي في سوتشي)، وتم كذلك بناء 9 ملاعب أخرى جديدة كلياً. هذه الإنشاءات كلفت روسيا ما يقارب 11.8 مليار دولار أمريكي.
صرح رئيس الاتحاد الدولي لكرة القدم السابق السويسري سيب بلاتر في يوليو 2014 أنه بسبب المخاوف بشأن الانتهاء من تجهيز الملاعب في روسيا، فإنه قد يتم تخفيض عدد الملاعب البطولة من 12 ملعباً إلى 10 ملاعب. حيث صرح قائلاً:"نحن لن نكون في وضع محرج، كما كان الحال في ملعب واحد، أو ملعبين أو حتى ثلاثة ملاعب في جنوب إفريقيا، حيث إن مشكلة تكمن في ما تفعله أو تنجزه أنت في تلك الملاعب ". في أول زيارة رسمية لها إلى روسيا في أكتوبر 2014، قامت لجنة التفتيش التابعة للفيفا ويترأسها آنذاك كريس أونغر بزيارة كل من مدينة سان بطرسبرغ ومدينة سوتشي ومدينة كازان، وقد كانوا راضين تمام الرضى عن التقدم الحاصل في تلك الملاعب. وفي 8 أكتوبر 2015، وافق الاتحاد الدولي لكرة القدم واللجنة المنظمة المحلية على الأسماء الرسمية للملاعب المستخدمة في البطولة. وقد قسمت اللجنة المنظمة عدد المباريات التي ستلعب لعدة أصناف:
- 7 مباريات: ملعب لوجنيكي في موسكو واستاد ملعب كريستوفسكي في سانت بطرسبرغ (أكبر ملعبين في روسيا). حيث سيستضيف كل منها 7 مباريات موزعة على أدوار البطولة المتخلفة.
- 6 مباريات: ملعب فيشت الأولمبي في سوتشي واستاد كازان أرينا في كازان وملعب نيجني نوفغورود في نيجني نوفغورود وملعب سامارا في سامارا. حيث ستستضيف تلك الملاعب 6 مباريات من بينها مباراة واحدة في ربع النهائي.
- 5 مباريات: ملعب أوتكريتيي أرينا في موسكو وملعب روستوف أرينا في روستوف-نا-دونو. حيث سيستضيف كل منها 5 مباريات منها مباراة واحدة من دور ال 16 عشر
- 4 مباريات:ملعب كالينينغراد في كالينينغراد وملعب سنترالفي يكاترينبورغ وفولغوغراد أرينا في فولغوغراد وموردوفيا أرينافي سارانسك.حيث ستستضيف تلك الملاعب 4 مباريات جميعها في دور المجموعات، حيث لن تستضيف تلك الملاعب أي مباراة في الأدوار الإقصائية بسبب صغر السعة الإستيعابية.

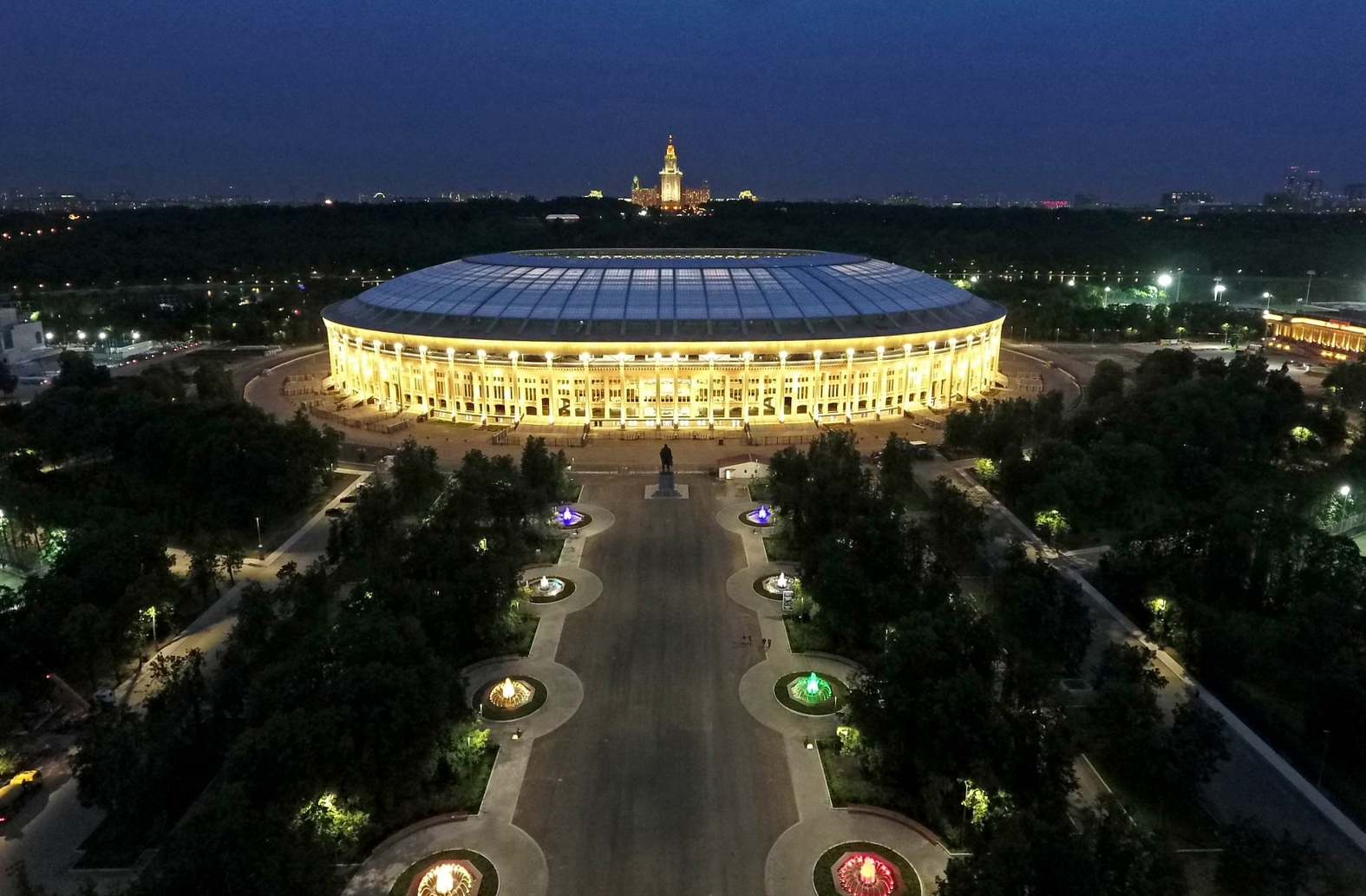
صورة ليلة لملعب لوجنيكي في العاصمة موسكو، والذي سيستضيف نهائي كأس العالم 2018.

### الملاعب
تم بناء وتجديد 12 ملعباً في 11 مدينة روسية من أجل استضافة نهائيات كأس العالم:
- مدينة سامارا: كوسموس أرينا (الطاقة الاستيعابية خلال كأس العالم: 44,918) بدأ البناء رسمياً في 21 يوليو 2014، وتم الانتهاء من المشروع في 21 أبريل 2018.
- مدينة نيجني نوفغورود: ملعب نيجني نوفغورود (الطاقة الاستيعابية خلال كأس العالم: 44,899) بدأ تشييد الملعب في عام 2015، واكتمل المشروع في ديسمبر 2017.[85]
- مدينة فولغوغراد: فولغوغراد أرينا (الطاقة الاستيعابية خلال كأس العالم: 45,568) بني الملعب في موقع الاستاد المركزي التي تم هدمه، عند سفح مجمع ماماييف كورغان التذكاري. واكتمل المشروع في 3 أبريل 2018.[86]
- مدينة يكاترينبورغ: ملعب سنترال (الطاقة الاستيعابية خلال كأس العالم: 35,696). تم تجديده لاستضافة كأس العالم. تم الانتهاء من مشروع في ديسمبر 2017.
- مدينة سارانسك: موردوفيا أرينا (الطاقة الاستيعابية خلال كأس العالم: 44,442) وكان من المقرر أن يتم الانتهاء من الملعب في 2012، ولكن تم إعادة جدولة الخطة، ليفتتح في عام 2017. استضاف الملعب أول مباراة رسمية في 21 أبريل 2018.
- مدينة روستوف-نا-دونو: روستوف أرينا (الطاقة الاستيعابية خلال كأس العالم: 45000) يقع الاستاد على الضفة اليسرى لنهر الدون. اكتمل بناء الملعب في 22 ديسمبر 2017.
- مدينة كالينينغراد: ملعب كالينينغراد (الطاقة الاستيعابية خلال كأس العالم: 35,212).بدأ تشييد الملعب في سبتمبر 2015. في 11 أبريل 2018 استضاف الملعب أول مباراة رسمية.
- مدينة كازان: كازان أرينا (الطاقة الاستيعابية خلال كأس العالم: 45,379). تم بناء الملعب لاستضافة فعاليات الألعاب الجامعية الصيفية 2013 وبطولة العالم للسباحة 2015. ثم تم تجديده مره أخرى لاستضافة فعاليات كأس القارات 2017 وكأس العالم 2018. وهو الملعب الرئيسي لنادي روبين كازان.
- العاصمة موسكو: أوتكريتيي أرينا (الطاقة الاستيعابية خلال كأس العالم: 45,360) هو الملعب الرئيسي لنادي سبارتاك موسكو. خلال بطولة كأس العالم 2018، سيطلق عليه اسم "ملعب سبارتاك" بدلاً من اسمه المعتاد "أوتكريتي أرينا". استضاف الملعب أول مباراة رسمية في 5 سبتمبر 2014.
- مدينة سوتشي: ملعب فيشت الأولمبي (الطاقة الاستيعابية خلال كأس العالم: 47,659) اتم تجديد الملعب كلياً من أجل استضافة الألعاب البارالمبية الشتوية 2014 والألعاب الأولمبية الشتوية 2014. ثم تم تجديده مره أخرى لاستضافة فعاليات كأس القارات 2017 وكأس العالم 2018.
- مدينة سانت بطرسبرغ: ملعب كريستوفسكي (الطاقة الاستيعابية خلال كأس العالم: 68,13) بدأ تشييد الملعب في عام 2007، وتم الانتهاء من المشروع رسميا في 29 ديسمبر 2016. استضاف الملعب مباريات كأس القارات 2017، وسيستضيف كذلك منافسات لكأس العالم 2018، ومنافسات بطولة أمم أوروبا 2020.[87]
- مدينة موسكو: ملعب لوجنيكي (الطاقة الاستيعابية خلال كأس العالم: 81,000) تم إغلاق أكبر ملعب في روسيا من أجل عمليات التجديد في عام 2013، وتم الانتهاء من المشروع رسمياً في نوفمبر 2017.

| موسكو            | موسكو | سانت بطرسبرغ | سوتشي                          |
| ---------------- | --- | --- | ------------------------------ |
| ملعب لوجنيكي     | أوتكريتيي أرينا (ملعب سبارتاك) | ملعب كريستوفسكي (ملعب سان بطرسبرغ) | ملعب فيشت الأولمبي (ملعب فيشت) |
| السعة: 81,000    | السعة: 45,360 | السعة: 68,134 | السعة: 47,659                  |
|                  | | |                                |
| كازان            | موسكو سان بطرسبرغ كالينينغراد نيجني نوفغورود كازان سامارا فولغوغراد سارانسك سوتشي روستوف-نا-دونو يكاترينبورغكأس العالم 2018 (روسيا الأوروبية) | موسكو سان بطرسبرغ كالينينغراد نيجني نوفغورود كازان سامارا فولغوغراد سارانسك سوتشي روستوف-نا-دونو يكاترينبورغكأس العالم 2018 (روسيا الأوروبية) | سامارا                         |
| كازان أرينا      | موسكو سان بطرسبرغ كالينينغراد نيجني نوفغورود كازان سامارا فولغوغراد سارانسك سوتشي روستوف-نا-دونو يكاترينبورغكأس العالم 2018 (روسيا الأوروبية) | موسكو سان بطرسبرغ كالينينغراد نيجني نوفغورود كازان سامارا فولغوغراد سارانسك سوتشي روستوف-نا-دونو يكاترينبورغكأس العالم 2018 (روسيا الأوروبية) | كوسموس أرينا (ملعب سامارا)     |
| السعة: 45,379    | موسكو سان بطرسبرغ كالينينغراد نيجني نوفغورود كازان سامارا فولغوغراد سارانسك سوتشي روستوف-نا-دونو يكاترينبورغكأس العالم 2018 (روسيا الأوروبية) | موسكو سان بطرسبرغ كالينينغراد نيجني نوفغورود كازان سامارا فولغوغراد سارانسك سوتشي روستوف-نا-دونو يكاترينبورغكأس العالم 2018 (روسيا الأوروبية) | السعة: 44,918                  |
|                  | موسكو سان بطرسبرغ كالينينغراد نيجني نوفغورود كازان سامارا فولغوغراد سارانسك سوتشي روستوف-نا-دونو يكاترينبورغكأس العالم 2018 (روسيا الأوروبية) | موسكو سان بطرسبرغ كالينينغراد نيجني نوفغورود كازان سامارا فولغوغراد سارانسك سوتشي روستوف-نا-دونو يكاترينبورغكأس العالم 2018 (روسيا الأوروبية) |                                |
| فولغوغراد        | موسكو سان بطرسبرغ كالينينغراد نيجني نوفغورود كازان سامارا فولغوغراد سارانسك سوتشي روستوف-نا-دونو يكاترينبورغكأس العالم 2018 (روسيا الأوروبية) | موسكو سان بطرسبرغ كالينينغراد نيجني نوفغورود كازان سامارا فولغوغراد سارانسك سوتشي روستوف-نا-دونو يكاترينبورغكأس العالم 2018 (روسيا الأوروبية) | روستوف-نا-دونو                 |
| فولغوغراد أرينا  | موسكو سان بطرسبرغ كالينينغراد نيجني نوفغورود كازان سامارا فولغوغراد سارانسك سوتشي روستوف-نا-دونو يكاترينبورغكأس العالم 2018 (روسيا الأوروبية) | موسكو سان بطرسبرغ كالينينغراد نيجني نوفغورود كازان سامارا فولغوغراد سارانسك سوتشي روستوف-نا-دونو يكاترينبورغكأس العالم 2018 (روسيا الأوروبية) | روستوف أرينا                   |
| السعة: 45,568    | موسكو سان بطرسبرغ كالينينغراد نيجني نوفغورود كازان سامارا فولغوغراد سارانسك سوتشي روستوف-نا-دونو يكاترينبورغكأس العالم 2018 (روسيا الأوروبية) | موسكو سان بطرسبرغ كالينينغراد نيجني نوفغورود كازان سامارا فولغوغراد سارانسك سوتشي روستوف-نا-دونو يكاترينبورغكأس العالم 2018 (روسيا الأوروبية) | السعة: 45,000                  |
|                  | موسكو سان بطرسبرغ كالينينغراد نيجني نوفغورود كازان سامارا فولغوغراد سارانسك سوتشي روستوف-نا-دونو يكاترينبورغكأس العالم 2018 (روسيا الأوروبية) | موسكو سان بطرسبرغ كالينينغراد نيجني نوفغورود كازان سامارا فولغوغراد سارانسك سوتشي روستوف-نا-دونو يكاترينبورغكأس العالم 2018 (روسيا الأوروبية) |                                |
| كالينينغراد      | يكاترينبورغ | سارانسك | نيجني نوفغورود                 |
| ملعب كالينينغراد | الملعب المركزي (ملعب يكاترينبورغ) | موردوفيا أرينا | ملعب نيجني نوفغورود            |
| السعة: 35,212    | السعة: 35,696 | السعة: 44,442 | السعة: 44,899                  |
|                  | | |                                |

### مقر المنتخبات
أعلن الاتحاد الدولي لكرة القدم في 9 فبراير 2018 عن مقر/معسكر كل منتخب مشارك في البطولة. حيث سيتم استخدام تلك المقرات/المعسكرات من قبل المنتخبات ال 32 الوطنية المشاركة للبقاء والتدريب قبل وأثناء منافسات بطولة كأس العالم.
- الأرجنتين: برونيتسي، محافظة موسكو
- أستراليا: كازان، تتارستان
- بلجيكا:منطقة كراسنوجورسكي، محافظة موسكو
- البرازيل: سوتشي، كراسنودار كراي
- كولومبيا: منطقة فيركينوسلونسكي، تتارستان
- كوستاريكا: سانت بطرسبرغ
- كرواتيا: منطقة فيبورغسكي، لينينغراد أوبلاست
- الدنمارك: أنابا، كراسنودار كراي
- مصر: غروزني، الشيشان
- إنجلترا: سانت بطرسبرغ
- فرنسا: إيسترا، محافظة موسكو
- ألمانيا: موسكو
- آيسلندا: غيلينجيك، كراسنودار كراي
- إيران: باكوفكا، محافظة موسكو
- اليابان: كازان، تتارستان
- المكسيك: خيمكي، محافظة موسكو
- المغرب: فورونيج، فورونيج أوبلاست
- نيجيريا: ييسينتوكي، كراي ستافروبول
- بنما: سارانسك، موردوفيا
- بيرو: موسكو
- بولندا: سوتشي، كراسنودار كراي
- البرتغال: رامنسكوي، محافظة موسكو
- روسيا: خيمكي، محافظة موسكو
- السعودية: سانت بطرسبرغ
- السنغال: كالوغا، كالوغا أوبلاست
- صربيا: سفتلوغورسك، أوبلاست كالينينغرادسكايا
- كوريا الجنوبية: سانت بطرسبرغ
- إسبانيا: كراسنودار، كراسنودار كراي
- سويسرا: تولياتي، سمارا أوبلاست
- السويد: غلنجيك، كراسنودار كراي
- تونس: بيرفوماسكوي، محافظة موسكو
- الأوروغواي: بور، نيجني نوفغورود أوبلاست

## النظام

### نظام البطولة
بطولة كأس العالم 2018 تضم 32 منتخباً من قارات العالم الست. تتنافس هذه المنتخبات لمدة شهر كامل في أرض الدولة المضيفة لنيل شرف الفوز بلقب البطولة. المرحلة الأولى من المنافسات تبدأ بدور المجموعات. ويتكون دور المجموعات من 8 مجموعات، حيث ستلعب كل أربعة منتخبات في مجموعة واحدة، يتأهل بطلها ووصيفه إلى الدور المقبل. ويتم تقسم المنتخبات المشاركة على أربعة مستويات بالاعتماد على تصنيف الفيفا العالمي للمنتخبات وطبقا لمعايير رياضية وجغرافية. ومنذ عام 1998 تم إقرار بعض القواعد في تقسيم المنتخبات، ومنها ما نص على عدم وقوع أكثر من فريقين أوروبيين في مجموعة واحدة، كما تنص على عدم وقوع أكثر من فريق واحد من كل اتحاد قاري آخر في مجموعة واحدة، لتجنيب منتخبات القارة الواحدة من المواجهة المبكرة في مجموعة واحدة. وبسبب عدم تساوي المنتخبات في الأوعية الأربعة.

### معايير كسر التعادل
يخوض كل منتخب 3 مباريات في دور المجموعات ضد الفرق الأخرى في نفس المجموعة. وستلعب الجولة الأخيرة في المجموعة بتوقيت واحد للحفاظ على العدل بين المنتخبات الأربعة. أكثر فريقين حصداً للنقاط يتأهلان للدور المقبل. ومنذ عام 1994 تستخدم النقاط لترتيب الفرق ضمن المجموعة، فيتم منح ثلاث نقاط للفوز، واحدة للتعادل ولا شيء للخسارة، بعدما كان في السابق يحصل الفائز على نقطتين فقط. وفي حالة تساوي النقاط يتم تطبيق قوانين الفيفا التالية:
ترتيب الفرق المشاركة في مرحلة المجموعات يكون على النحو التالي:
1. النقاط التي تم الحصول عليها.
2. فارق الأهداف المسجلة والمتلقاة لكل فريق.
3. أكثر الفرق تسجيلا للأهداف.

في حال استمرار التعادل بين فريقين أو أكثر، يكون الترتيب على النحو التالي:
1. النقاط التي حصل عليها الفريق في المباريات بين الفرق المعنية.
2. فارق الأهداف الناتجة عن مباريات المجموعة بين الفرق المعنية.
3. أكبر عدد من الأهداف المسجلة في جميع مباريات المجموعة بين الفرق المعنية.
4. اللجوء لقواعد اللعب النظيف التي تحدد على أساس البطاقات الملونة.[105] ويتم احتساب نقاط اللعب النظيف كالتالي: (بطاقة صفراء -1، بطاقة حمراء غير مباشرة (إنذارين) -3، بطاقة حمراء مباشرة -4، بطاقة صفراء ثم طرد مباشر -5).[106]
5. سحب القرعة من قبل اللجنة المنظمة للفيفا.

تضم مرحلة خروج المغلوب المنتخبات الستة عشر التي تأهلت من مرحلة المجموعات في البطولة. هناك أربع أدوار من هذه المرحلة، مع كل دور يتم الإقصاء على نصف عدد الفرق التي دخلت تلك المرحلة. الأدوار المتتالية هي دور الستة عشر، الدور ربع النهائي، ونصف النهائي، والمباراة النهائية. وكان هناك أيضا مباراة فاصلة لتحديد أصاحب المركز الثالث والرابع. أي تعادل في كل مباراة من مرحلة خروج المغلوب بعد لعب 90 دقيقة يعقبها ثلاثون دقيقة من الوقت الإضافي؛ وإذا بقيت النتيجة متعادلة، تم الاحتكام إلى ضربات ترجيحية لتحديد الفريق المتأهل إلى الدور المقبل.

### التحكيم

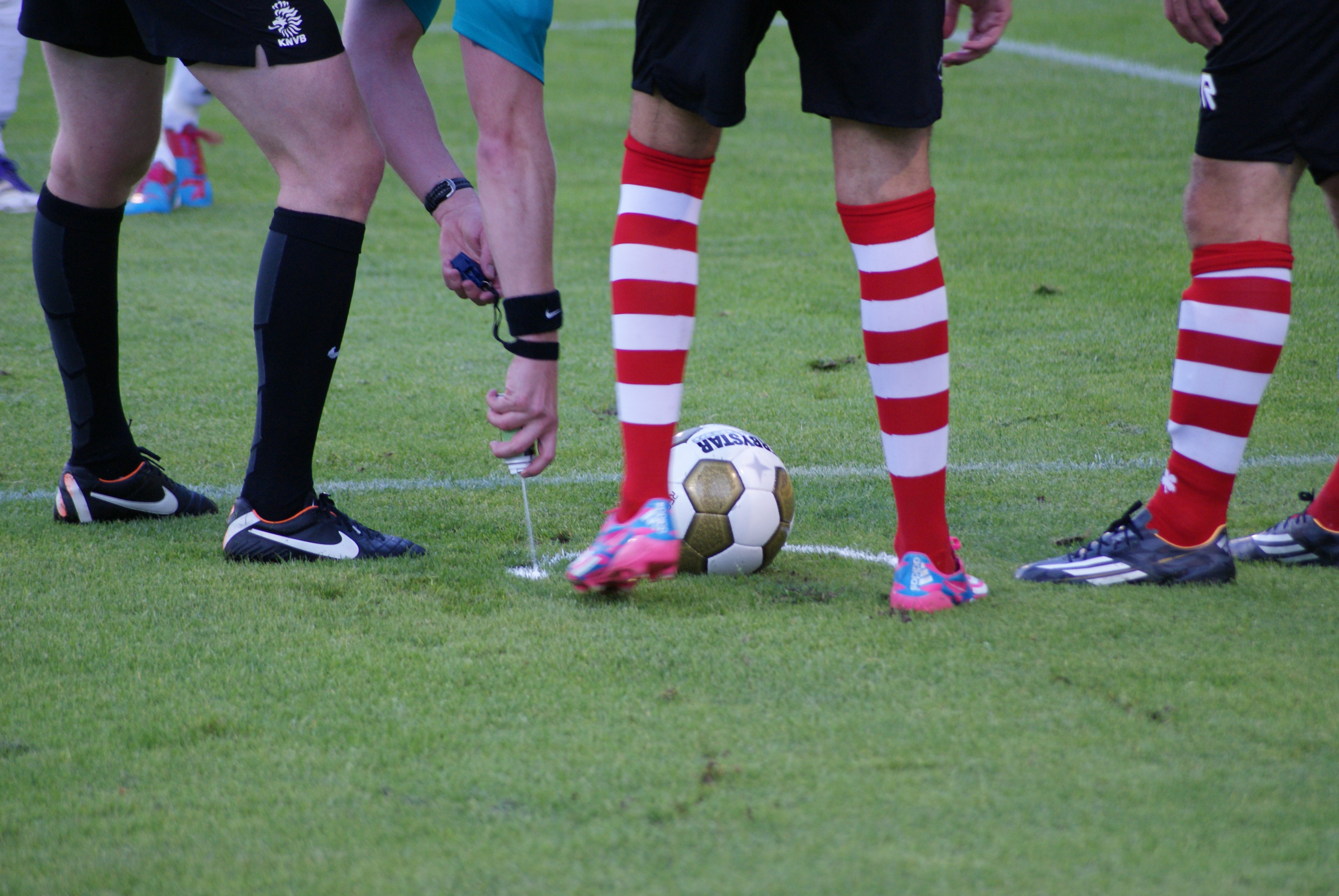
استخدام الرذاذ المتلاشي

في 29 مارس 2018، أصدر الاتحاد الدولي لكرة القدم قائمة من 36 حكماً رئيسياً و63 حكماً مساعداً تم اختيارهم للإشراف على مباريات البطولة. وفي 30 أبريل 2018، أصدر الفيفا قائمة من 13 حكامًا تم اختيارهم للإشراف على تقنية الفيديو VAR. كذلك في 30 مايو 2018، تم حظر الحكم السعودي فهد المرداسي مدى الحياة بسبب إثبات التهمة عليه بتلقي رشوة، من رئيس نادي الاتحاد السعودي حمد الصنيع في إحدى مباريات كأس خادم الحرمين الشريفين. وقد تم استبعاده هو ومساعديه محمد الأبخري وعبد الله الشلوي. لم يتم اختيار حكم بديل للموقوف فهد المرداسي، لكن تم تكليف كل من الإماراتي حسن المهري والياباني هيروشي ياموشي كحكمين مساعدين بدلاً من الحكام المساعدين الموقوفين.
- تقنية خط المرمى: سمح الاتحاد الدولي لكرة القدم باستخدام تقنية خط المرمى بدءاً من بطولة كأس العالم 2014 في البرازيل بعد نجاحها في 3 بطولات سابقة، وهي كأس العالم للأندية 2012 وكأس القارات 2013 وكأس العالم للأندية لكرة القدم 2013.[115][116][117][118] والهدف من ذلك هو استخدام الخاصية من أجل البحث في أي غموض، ما يسهل على الحكم الأساسي والحكام الأربعة المساعدين في اتخاذ القرارات دون خوف من الحاق الظلم بأي طرف كما حدث في بطولات سابقة. منح فيفا الترخيص لشركة غوال كونترول (GoalControl) الألمانية لتكون المزوّد الرسمي للتقنية في كأس العالم، بعد نجاحها في تجربة النظام خلال بطولة كأس القارات 2013.[119][120]
- رذاذ متلاشي: بعد نجاح تجربة استخدامه في بطولات كأس العالم تحت 20 سنة لكرة القدم 2013 وكأس العالم تحت 17 سنة لكرة القدم 2013 وكأس العالم للأندية لكرة القدم 2013, وافق الفيفا في اجتماعه في 3 مارس 2014،[121] على استخدام الرذاذ المتلاشي من قبل الحكام للمرة الأولى في نهائيات كأس العالم.[122] والذي يهدف لمساعدة الحكام في تحديد مكان وقوف حائط الدفاع قبل تسديد الركلات الحرة، حيث يقوم الحكم بتحديد ومن ثم رسم خط على طول المكان الذي يبعد عن مكان تسديد الكرة، أي المكان الذي يسمح عنده بتواجد أقرب مدافع، ويختفي الخط خلال دقيقة بعد ذلك.[123]
- الوقت المستقطع: وافق الاتحاد الدولي لكرة القدم على الاقتراح الذي قدمه المدير الفني لمنتخب إيطاليا لكرة القدم تشيزاري برانديلي، بشأن وضع فواصل خلال اللقاء ليتناول فيها اللاعبون الماء في حالة الطقس الحار بصورة استثنائية، وذلك بعد الأزمة التي عانى منها الجميع خلال بطولة كأس القارات 2013 بسبب ارتفاع الرطوبة كثيرًا في البرازيل. وقد طبق الوقت المستقطع في بعض المباريات التي سبق وأعلن عنها الفيفا في بطولة كأس العالم 2014.[124][125][126] وسيتم اللجوء لها في كأس العالم 2018 إذا لزم الأمر.
- التبديل الرابع: أعلن الاتحاد الدولي لكرة القدم بعد اجتماع اللجنة التنفيذية للفيفا والذي استضافته العاصمة الكولومبية بوغوتا في يومي 15 و16 من مارس 2018،[127][128] عن السماح بتبديل رابع، في حال انتهاء الوقت الأصلي بالتعادل، واضطر المنتخبان لخوض أشواط إضافية.[129][130][131]

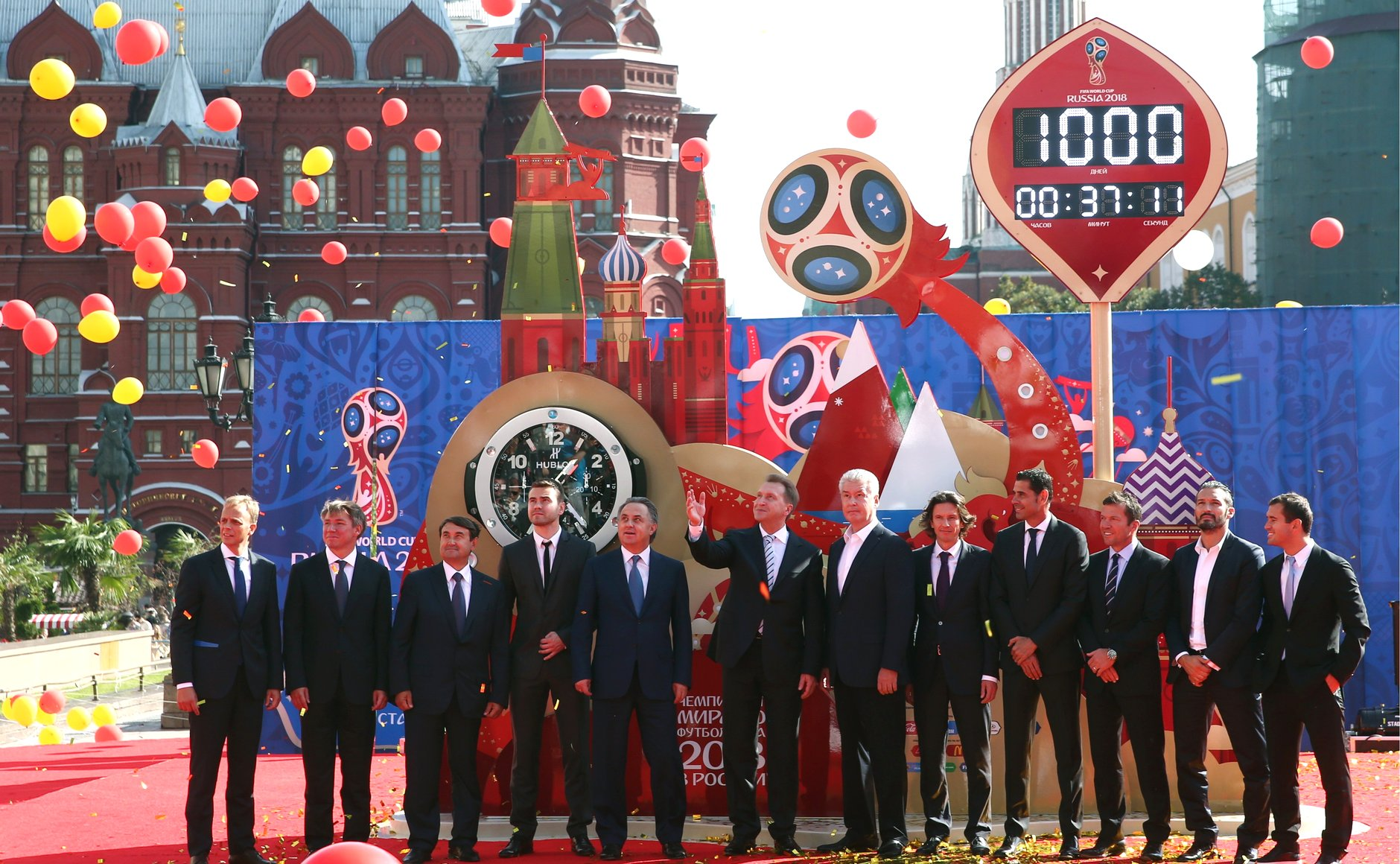
حفل في موسكو بمناسبة انطلاق العد التنازلي 1000 يوم على انطلاق المونديال في روسيا.

- تقنية الفيديو (VAR): في 16 مارس 2018، وافقت اللجنة التنفيذية للفيفا على استخدام الحكام المساعدين لتقنية الفيديو (VAR) لأول مرة في تاريخ بطولات كأس العالم.[132]

### التشكيلات
كما كان الحال مع في بطولة كأس العالم 2014، فإنه يتوجب على كل منتخب مشارك أن يرسل القائمة الأولية المكونة من 30 لاعباً للفيفا في الفترة ما بين 21 مايو و27 مايو 2018، مع استثناء اللاعبين المشاركين في نهائي دوري أبطال أوروبا 2018 والذي سيلعب في 26 مايو 2018. وعلى المنتخبات الوطنية المشاركة تأكيد القائمة النهائية، باستبعاد 7 لاعبين من القائمة الأولية ولتصبح القائمة النهائية مكونة من 23 لاعباً (بينهم ثلاثة حراس مرمى وجوباً) قبل موعد لا يتجاوز 10 أيام من انطلاق البطولة، أي في 4 يونيو 2018 كحد أقصى. وفي حالة إصابة لاعب إصابة تبعده عن البطولة، فإن منتخبه لديه الحق باستبداله بلاعب آخر في أي وقت حتى 24 ساعة قبل المباراة الأولى للفريق. وفي فبراير 2018 أعلن الاتحاد الدولي لكرة القدم عن زيادة عدد اللاعبين في القائمة الأولية لتصبح من 30-35 لاعباً بدلاً من 30 لاعباً فقط.

## تقنية الفيديو
شهد كأس العالم حدثاً تاريخياً جديداً، حيث تم استخدام تقنية الفار لأول مرة في تاريخ البطولة. أول حالة تحكيمية يلجأ فيها الحكم لاستخدام التقنية كانت من في مباراة فرنسا وأستراليا، حيث تأكد الحكم من وجود مخالفة من اللاعب الإسترالي جوش ريزدون ضد المهاجم الفرنسي أنطوان غريزمان. بينما أول هدف يتم إلغائه باستخدام تقنية الفار كان في مباراة إيران ضد إسبانيا، حيث سجل الإيراني سعيد عزت اللهي هدفاً في الدقيقة 60، لكن بعد الرجوع لتقنية الفيديو، تم إلغاء الهدف بداعي التسلل الذي كان على اللاعب الإيراني رامين رضائيان. كذلك شهدت مباراة كوريا الجنوبية ومنتخب ألمانيا أول حالة تأكيد هدف، بعدما رفع الحكم المساعد رايته معلناً تسلل اللاعب الكوري الجنوبي كيم يونج-جوون، لكن تم إلغاء القرار الحكم المساعد بعد الرجوع لتقنية الفار لتؤكد صحة الهدف.
تعرضت تقنية الفار الحديثة إلى الكثير من الانتقادات، خاصة في مباريات المجموعة ب. ففي مباراة إسبانيا والبرتغال، وضحت الإعادة التلفزيونة عن عدم صحة هدف دييغو كوستا بعدما عرقل البرتغالي بيبي، بيد إن الحكم لم يلجأ تقنية الفار. وفي مباراة إيران ضد البرتغال رفض حكم مباراة الباراغوياني إنريكي كاسيريس استخدام تقنية الفيديو أمام مطالبة لاعبي ومدرب منتخب إيران بركلة جزاء كان سيؤدي احتسابها وتسجيل هدف منها لإقصاء البرتغال وتصدر إيران المجموعة. وفي المباراة الأخرى بين إسبانيا والمغرب، كانت الاعتراضات أكثر صراحة، بعد أن قرر حكم الساحة الأوزبكي رافشان إيرماتوف استخدام تقنية الفار للتأكد من صحة هدف التعادل لمنتخب إسبانيا والذي سُجل في الدقيقة 91 من المباراة، بعد أن رفع الحكم المساعد رايته معلناً عن تسلل، لكن الحكم قرر أن الهدف صحيح. هاجم العديد من اللاعبين والمدربين التقنية، فصرح لاعب المنتخب المغربي نور الدين أمرابط وهو يوجه كلمات للجماهير قائلاً إن تقنية الفيديو عبارة عن "هراء"، فيما اعتبر مدرب منتخب إيران البرتغالي كارلوس كيروش قائلاً إن تقنية الفيديو "لا تمتلك أسس واضحة لاستخدامها".

## جدول المباريات
أعلن الاتحاد الدولي لكرة القدم عن جدول مباريات كأس العالم في 24 يوليو 2015 (حيث تم تأكيده لاحقا مرفقا بالتوقيت المحلي)، المنتخب الروسي سيكون على رأس المجموعة الأولى حيث سيلعب مباراة الافتتاح على ملعب لوجنيكي في العاصمة الروسية موسكو في 14 يونيو 2018، وكذلك سيستضيف الملعب المباراة الثانية من دور نصف النهائي في 11 يوليو بالإضافة إلى المباراة النهائية في 15 يوليو. بينما سيستضيف ملعب كريستوفسكي بمدينة سانت بطرسبرغ المباراة الثانية من دور نصف النها والتي ستقام بتاريخ 14 يوليو 2018.

## حفل الافتتاح

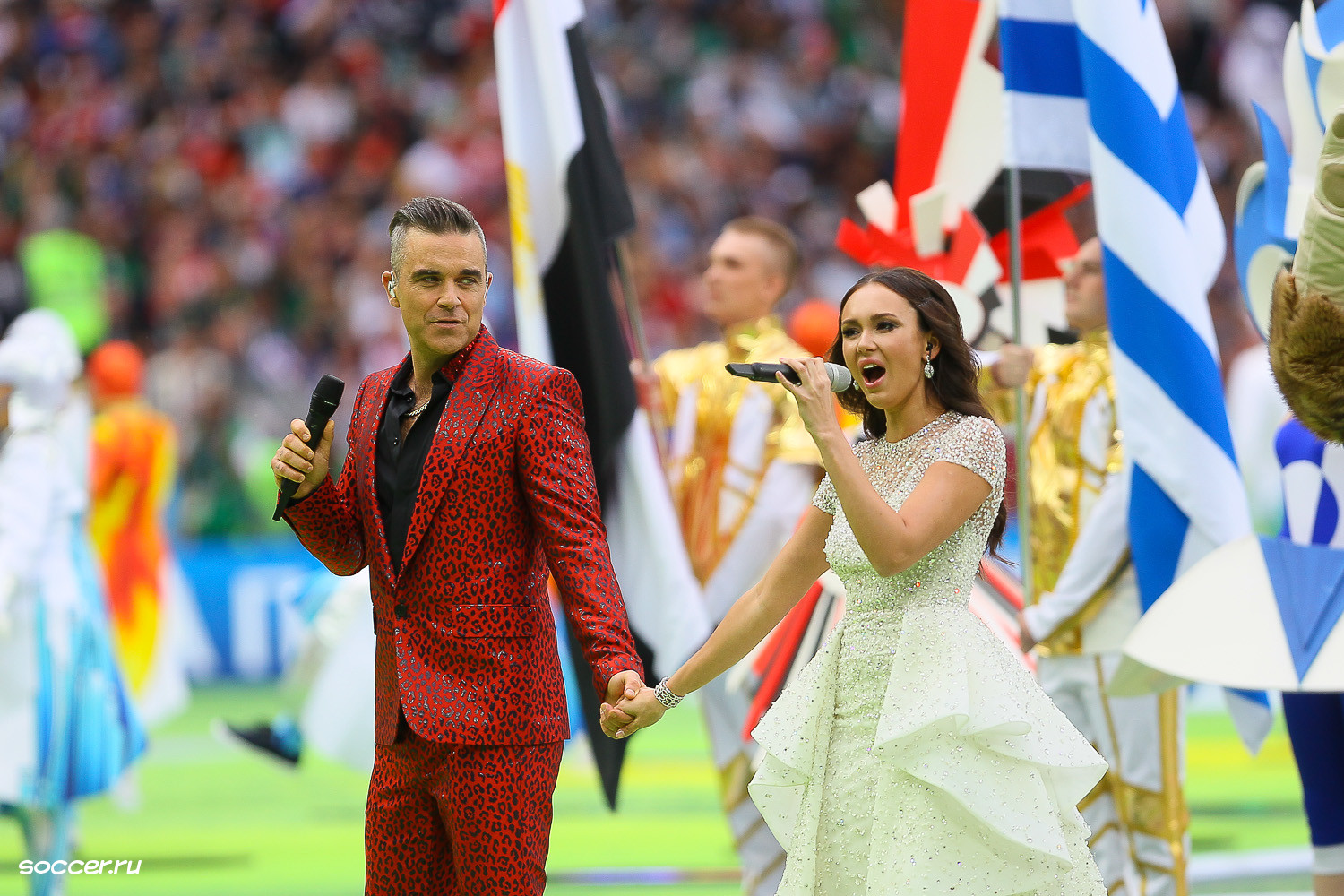
حفل افتتاح كأس العالم 2018

أُقِيمَ حفل افتتاح كأس العالم 2018 في يوم الخميس الموافق 14 يونيو 2018، في ملعب لوجنيكي في العاصمة الروسية موسكو. وقد انطلق الحفل في تمام الساعة 5:30 (بتوقيت موسكو)، أي بحوالي نصف ساعة قبل المباراة الافتتاحية، والتي فازت بها روسيا 5-0 على السعودية.
شارك في الحفل الذي استمر لمدة 15 دقيقة. حوالي 800 شخص في الأنشطة الاستعراضية في الملعب الروسي. قبل بداية الحفل، رفع قائد منتخب إسبانيا الحائز على كأس العالم 2010 الحارس إيكر كاسياس كأس العالم وإلى جانبه عارضة الأزياء الروسية ناتاليا فوديانوفا. دخل رونالدو المهاجم البرازيلي السابق الفائز بكأس العالم مع طفل يرتدي قميص مكتوب عليه روسيا 2018. بعدها احتل مغني البوب الإنجليزي روبي ويليامز الصدارة بعدما قام بغناء عدة أغاني قديمة اشتهرت في تسعينات القرن الماضي. فأدى أغنية "دعني أمتعك" (بالإنجليزية: Let Me Entertain You)، قبل أن يتم عزف السوبرانو الروسي لعايدة جارفولنا.
كذلك غَنَّى ويليامز قسماً من أغنية "فيل" (بالإنجليزية: Feel)، قبل أن يقوم هو وغاريفولينا بعمل دويتو لأغنية “الملائكة” (بالإنجليزية: Angels)، حيث ظهر الفنانون وهو مرتدين أعلام جميع الفرق الـ 32 ويحملون لافتة تحمل اسم كل دولة. عاد البرازيلي رونالدو مرة أخرى لأرضية الملعب حاملاً معه الكرة الرسمية للبطولة (أديداس تيليستار 18) التي أرسلت إلى الفضاء مع طاقم محطة الفضاء الدولية في مارس وعادوا إلى الأرض في أوائل يونيو. وتلا حفل الافتتاح كلمتين مقتضبتين للرئيس الروسي فلاديمير بوتين ولرئيس الفيفا السويسري جياني إنفانتينو أعلنا خلالها عن افتتاح البطولة رسمياً.

## مرحلة المجموعات
- جميع الأوقات المذكورة في الأسفل حسب التوقيت المحلي.

### المجموعة الأولى

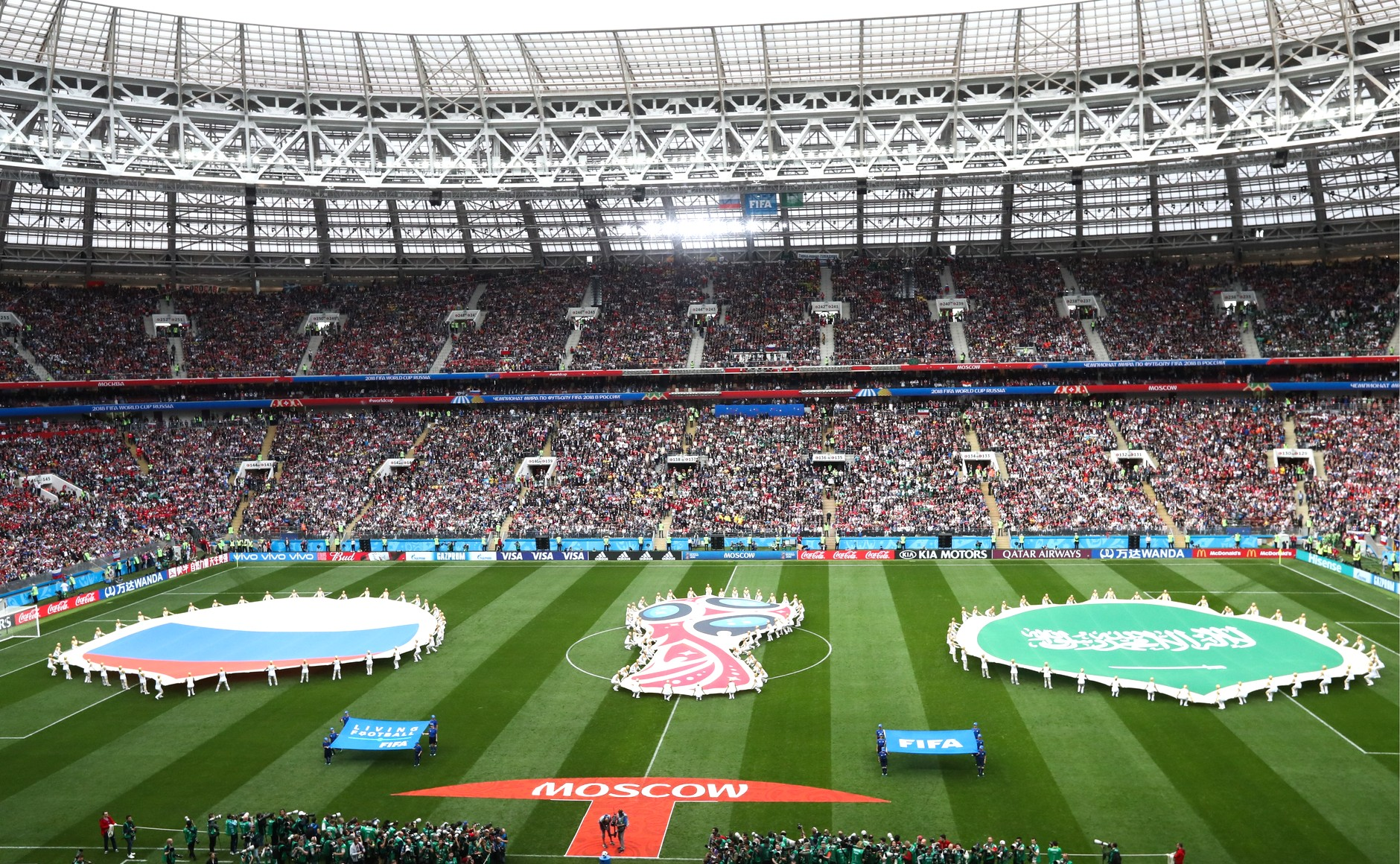
حفل الافتاح الذي أقيم قبل المباراة الافتتاحية بين منتخبي روسيا والمملكة العربية السعودية.

| م | الفريق     | لعب | ف | ت | خ | أ.له | أ.ع | أ.ف | نقاط | التأهل                        |
| - | ---------- | --- | - | - | - | ---- | --- | --- | ---- | ----------------------------- |
| 1 | الأوروغواي | 3   | 3 | 0 | 0 | 5    | 0   | +5  | 9    | التقدم إلى مرحلة خروج المغلوب |
| 2 | روسيا (H)  | 3   | 2 | 0 | 1 | 8    | 4   | +4  | 6    | التقدم إلى مرحلة خروج المغلوب |
| 3 | السعودية   | 3   | 1 | 0 | 2 | 2    | 7   | −5  | 3    |                               |
| 4 | مصر        | 3   | 0 | 0 | 3 | 2    | 6   | −4  | 0    |                               |

| روسيا                                                             | 5–0   | السعودية |
| ----------------------------------------------------------------- | ----- | -------- |
| - غازينسكي 12' - تشيريشيف 43'، 90+1' - دزيوبا 71' - غولوفين 90+4' | تقرير |          |

| مصر | 0–1   | الأوروغواي    |
| --- | ----- | ------------- |
|     | تقرير | - خيمينيز 89' |

| روسيا                                         | 3–1   | مصر                |
| --------------------------------------------- | ----- | ------------------ |
| - فتحي 47' (ه.ذ.) - تشيريشيف 59' - دزيوبا 62' | تقرير | - صلاح 73' (ركلة.) |

| الأوروغواي   | 1–0   | السعودية |
| ------------ | ----- | -------- |
| - سواريز 23' | تقرير |          |

| الأوروغواي                                      | 3–0   | روسيا |
| ----------------------------------------------- | ----- | ----- |
| - سواريز 10' - تشيريشيف 23' (ه.ذ.) - كافاني 90' | تقرير |       |

| السعودية                              | 2–1   | مصر        |
| ------------------------------------- | ----- | ---------- |
| - الفرج 45+6' (ركلة.) - الدوسري 90+5' | تقرير | - صلاح 22' |

### المجموعة الثانية

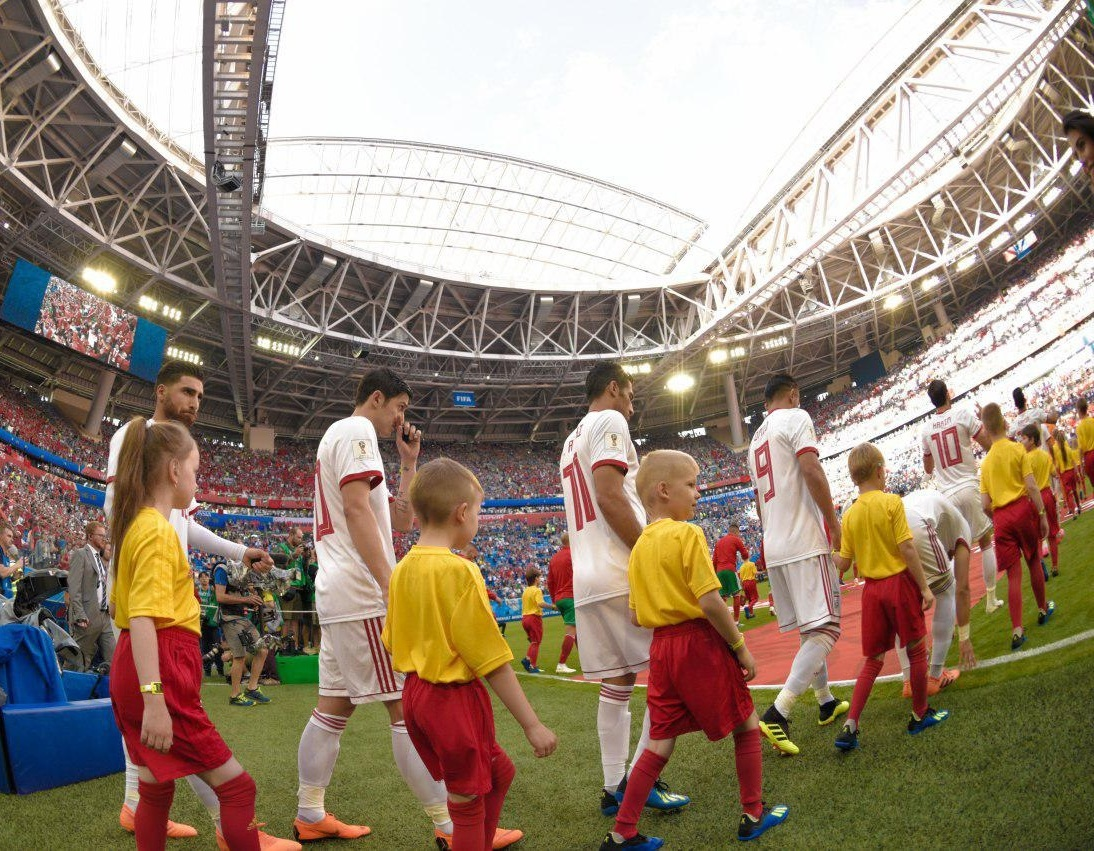
جانب من مباراة منتخب إيران ضد منتخب المغرب.

| م | الفريق   | لعب | ف | ت | خ | أ.له | أ.ع | أ.ف | نقاط | التأهل                        |
| - | -------- | --- | - | - | - | ---- | --- | --- | ---- | ----------------------------- |
| 1 | إسبانيا  | 3   | 1 | 2 | 0 | 6    | 5   | +1  | 5    | التقدم إلى مرحلة خروج المغلوب |
| 2 | البرتغال | 3   | 1 | 2 | 0 | 5    | 4   | +1  | 5    | التقدم إلى مرحلة خروج المغلوب |
| 3 | إيران    | 3   | 1 | 1 | 1 | 2    | 2   | 0   | 4    |                               |
| 4 | المغرب   | 3   | 0 | 1 | 2 | 2    | 4   | −2  | 1    |                               |

| المغرب | 0–1   | إيران                 |
| ------ | ----- | --------------------- |
|        | تقرير | - بوحدوز 90+5' (ه.ذ.) |

| البرتغال                       | 3–3   | إسبانيا                      |
| ------------------------------ | ----- | ---------------------------- |
| - رونالدو 4' (ركلة.)، 44'، 88' | تقرير | - كوستا 24'، 55' - ناتشو 58' |

| البرتغال     | 1–0   | المغرب |
| ------------ | ----- | ------ |
| - رونالدو 4' | تقرير |        |

| إيران | 0–1   | إسبانيا     |
| ----- | ----- | ----------- |
|       | تقرير | - كوستا 54' |

| إيران                     | 1–1   | البرتغال       |
| ------------------------- | ----- | -------------- |
| - أنصاريفرد 90+4' (ركلة.) | تقرير | - كواريسما 45' |

| إسبانيا                   | 2–2   | المغرب                    |
| ------------------------- | ----- | ------------------------- |
| - إيسكو 19' - أسباس 90+1' | تقرير | - بوطيب 14' - النصيري 81' |

### المجموعة الثالثة

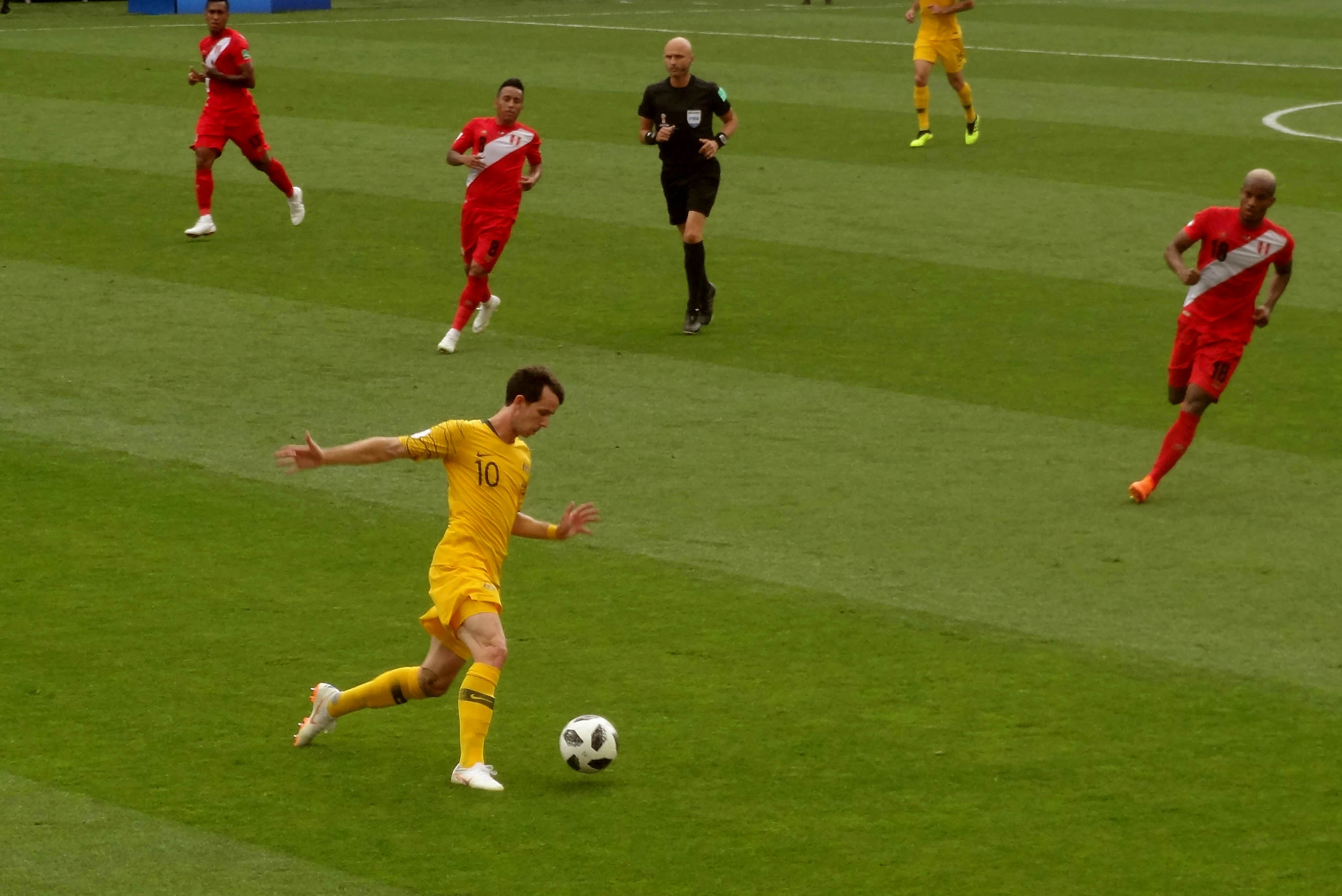
جانب من مباراة منتخب أستراليا ضد منتخب البيرو.

| م | الفريق   | لعب | ف | ت | خ | أ.له | أ.ع | أ.ف | نقاط | التأهل                        |
| - | -------- | --- | - | - | - | ---- | --- | --- | ---- | ----------------------------- |
| 1 | فرنسا    | 3   | 2 | 1 | 0 | 3    | 1   | +2  | 7    | التقدم إلى مرحلة خروج المغلوب |
| 2 | الدنمارك | 3   | 1 | 2 | 0 | 2    | 1   | +1  | 5    | التقدم إلى مرحلة خروج المغلوب |
| 3 | بيرو     | 3   | 1 | 0 | 2 | 2    | 2   | 0   | 3    |                               |
| 4 | أستراليا | 3   | 0 | 1 | 2 | 2    | 5   | −3  | 1    |                               |

| فرنسا                                     | 2–1   | أستراليا             |
| ----------------------------------------- | ----- | -------------------- |
| - غريزمان 58' (ركلة.) - بيهيتش 81' (ه.ذ.) | تقرير | - يديناك 62' (ركلة.) |

| بيرو | 0–1   | الدنمارك  |
| ---- | ----- | --------- |
|      | تقرير | بولسن 59' |

| الدنمارك    | 1–1   | أستراليا             |
| ----------- | ----- | -------------------- |
| - إريكسن 7' | تقرير | - يديناك 38' (ركلة.) |

| فرنسا     | 1–0   | بيرو |
| --------- | ----- | ---- |
| مبابي 34' | تقرير |      |

| الدنمارك | 0–0   | فرنسا |
| -------- | ----- | ----- |
|          | تقرير |       |

| أستراليا | 0–2   | بيرو                     |
| -------- | ----- | ------------------------ |
|          | تقرير | - كاريو 18' - غيريرو 50' |

### المجموعة الرابعة

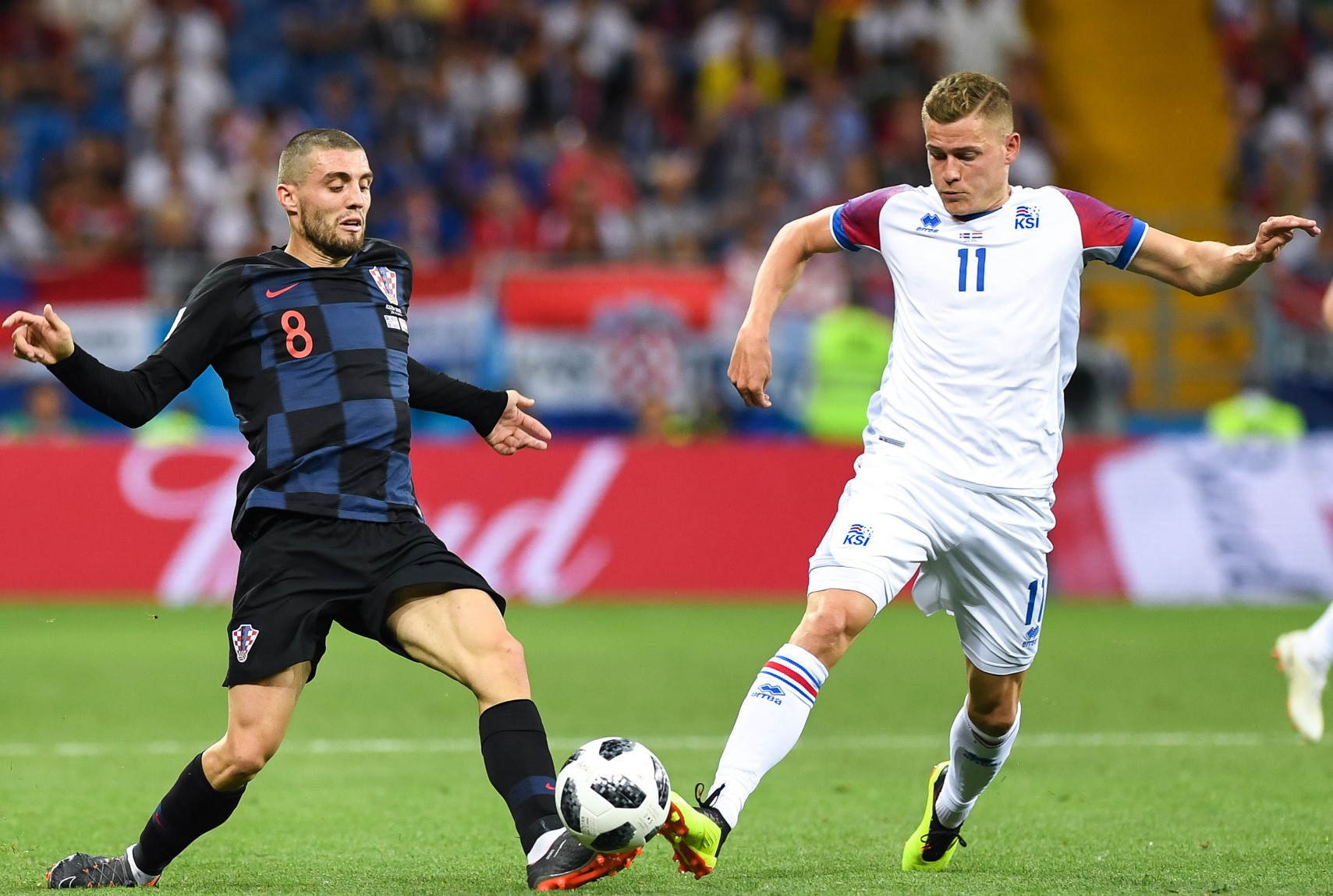
جانب من مباراة منتخب كرواتيا ضد منتخب آيسلندا.

| م | الفريق    | لعب | ف | ت | خ | أ.له | أ.ع | أ.ف | نقاط | التأهل                        |
| - | --------- | --- | - | - | - | ---- | --- | --- | ---- | ----------------------------- |
| 1 | كرواتيا   | 3   | 3 | 0 | 0 | 7    | 1   | +6  | 9    | التقدم إلى مرحلة خروج المغلوب |
| 2 | الأرجنتين | 3   | 1 | 1 | 1 | 3    | 5   | −2  | 4    | التقدم إلى مرحلة خروج المغلوب |
| 3 | نيجيريا   | 3   | 1 | 0 | 2 | 3    | 4   | −1  | 3    |                               |
| 4 | آيسلندا   | 3   | 0 | 1 | 2 | 2    | 5   | −3  | 1    |                               |

| الأرجنتين    | 1–1   | آيسلندا          |
| ------------ | ----- | ---------------- |
| - أغويرو 19' | تقرير | - فينبوغاسون 23' |

| كرواتيا                                   | 2–0   | نيجيريا |
| ----------------------------------------- | ----- | ------- |
| - ايتيبو 32' (ه.ذ.) - مودريتش 71' (ركلة.) | تقرير |         |

| الأرجنتين | 0–3   | كرواتيا                                     |
| --------- | ----- | ------------------------------------------- |
|           | تقرير | - ريبيتش 53' - مودريتش 80' - راكيتيتش 90+1' |

| نيجيريا         | 2–0   | آيسلندا |
| --------------- | ----- | ------- |
| - موسى 49'، 75' | تقرير |         |

| نيجيريا             | 1–2   | الأرجنتين             |
| ------------------- | ----- | --------------------- |
| - موسيس 51' (ركلة.) | تقرير | - ميسي 14' - روخو 87' |

| آيسلندا                    | 1–2   | كرواتيا                     |
| -------------------------- | ----- | --------------------------- |
| - غ. سيغوردسون 76' (ركلة.) | تقرير | - باديلي 53' - بيريشيتش 90' |

### المجموعة الخامسة

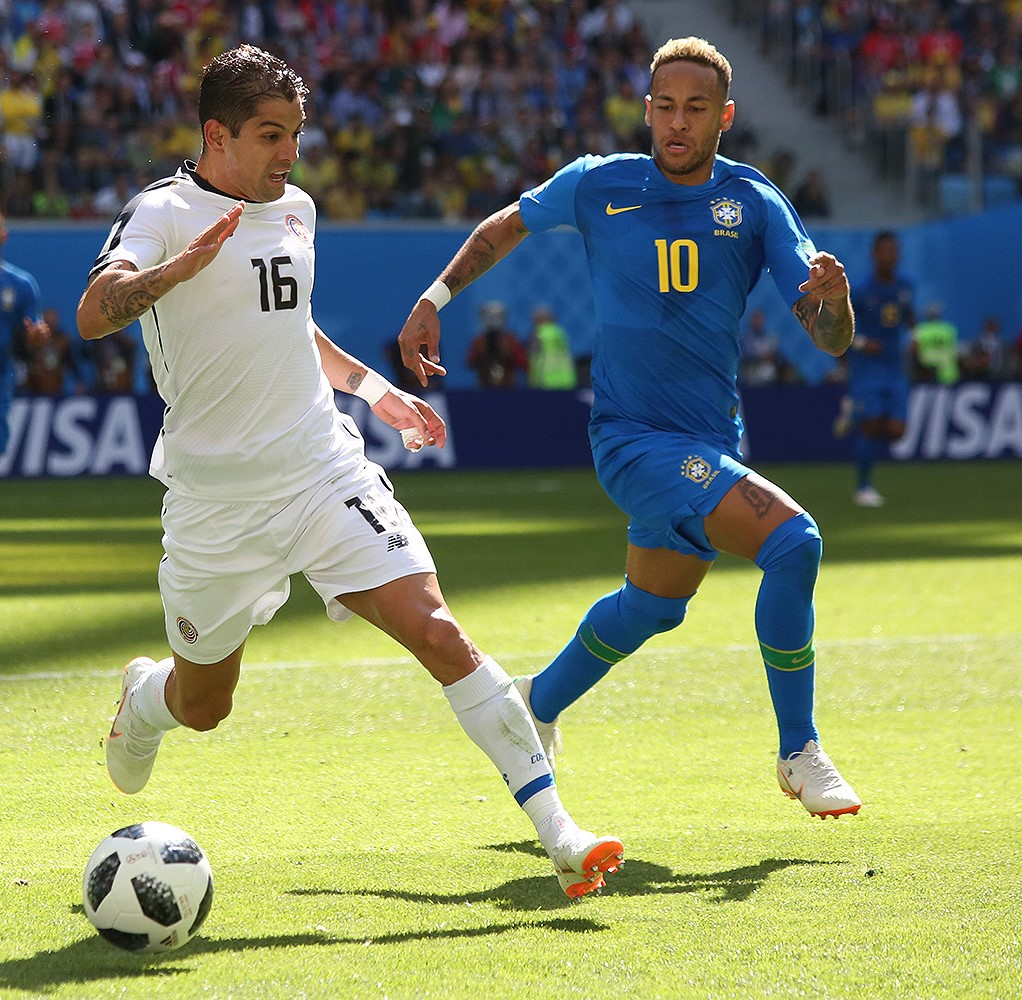
جانب من مباراة منتخب البرازيل ضد منتخب كوستاريكا.

| م | الفريق    | لعب | ف | ت | خ | أ.له | أ.ع | أ.ف | نقاط | التأهل                        |
| - | --------- | --- | - | - | - | ---- | --- | --- | ---- | ----------------------------- |
| 1 | البرازيل  | 3   | 2 | 1 | 0 | 5    | 1   | +4  | 7    | التقدم إلى مرحلة خروج المغلوب |
| 2 | سويسرا    | 3   | 1 | 2 | 0 | 5    | 4   | +1  | 5    | التقدم إلى مرحلة خروج المغلوب |
| 3 | صربيا     | 3   | 1 | 0 | 2 | 2    | 4   | −2  | 3    |                               |
| 4 | كوستاريكا | 3   | 0 | 1 | 2 | 2    | 5   | −3  | 1    |                               |

| كوستاريكا | 0–1   | صربيا         |
| --------- | ----- | ------------- |
|           | تقرير | - كولاروف 56' |

| البرازيل      | 1–1   | سويسرا     |
| ------------- | ----- | ---------- |
| - كوتينيو 20' | تقرير | - زوبر 50' |

| البرازيل                      | 2–0   | كوستاريكا |
| ----------------------------- | ----- | --------- |
| - كوتينيو 90+1' - نيمار 90+7' | تقرير |           |

| صربيا        | 1–2   | سويسرا                  |
| ------------ | ----- | ----------------------- |
| ميتروفيتش 5' | تقرير | - جاكا 52' - شاقيري 90' |

| صربيا | 0–2   | البرازيل                         |
| ----- | ----- | -------------------------------- |
|       | تقرير | - باولينيو 36' - تياغو سيلفا 68' |

| سويسرا                    | 2–2   | كوستاريكا                        |
| ------------------------- | ----- | -------------------------------- |
| - جمايلي 31' - درميتش 88' | تقرير | - واستون 56' - سومر 90+3' (ه.ذ.) |

### المجموعة السادسة

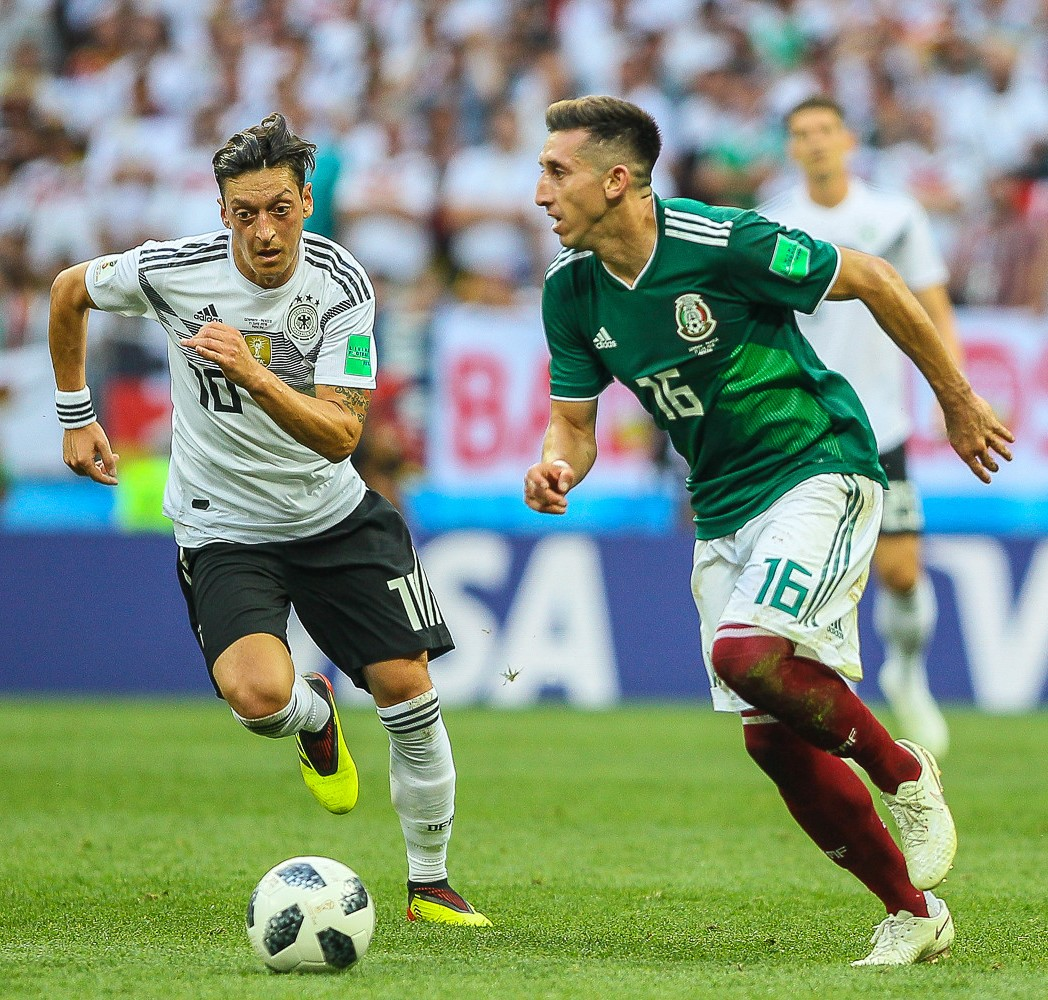
جانب من مباراة منتخب ألمانيا ضد منتخب المكسيك.

| م | الفريق         | لعب | ف | ت | خ | أ.له | أ.ع | أ.ف | نقاط | التأهل                        |
| - | -------------- | --- | - | - | - | ---- | --- | --- | ---- | ----------------------------- |
| 1 | السويد         | 3   | 2 | 0 | 1 | 5    | 2   | +3  | 6    | التقدم إلى مرحلة خروج المغلوب |
| 2 | المكسيك        | 3   | 2 | 0 | 1 | 3    | 4   | −1  | 6    | التقدم إلى مرحلة خروج المغلوب |
| 3 | كوريا الجنوبية | 3   | 1 | 0 | 2 | 3    | 3   | 0   | 3    |                               |
| 4 | ألمانيا        | 3   | 1 | 0 | 2 | 2    | 4   | −2  | 3    |                               |

| ألمانيا | 0–1   | المكسيك      |
| ------- | ----- | ------------ |
|         | تقرير | - لوزانو 35' |

| السويد                  | 1–0   | كوريا الجنوبية |
| ----------------------- | ----- | -------------- |
| - غرانكفيست 65' (ركلة.) | تقرير |                |

| كوريا الجنوبية | 1–2   | المكسيك                            |
| -------------- | ----- | ---------------------------------- |
| هنغ من 90+3'   | تقرير | - فيلا 26' (ركلة.) - هيرنانديز 66' |

| ألمانيا                 | 2–1   | السويد         |
| ----------------------- | ----- | -------------- |
| - رويس 48' - كروس 90+5' | تقرير | - تويفونين 32' |

| كوريا الجنوبية                          | 2–0   | ألمانيا |
| --------------------------------------- | ----- | ------- |
| - كم يونغ غوون 90+3' - سون هنغ من 90+6' | تقرير |         |

| المكسيك | 0–3   | السويد                                                         |
| ------- | ----- | -------------------------------------------------------------- |
|         | تقرير | - أوغوستينسون 50' - غرانكفيست 61' (ركلة.) - ألفاريز 74' (ه.ذ.) |

### المجموعة السابعة

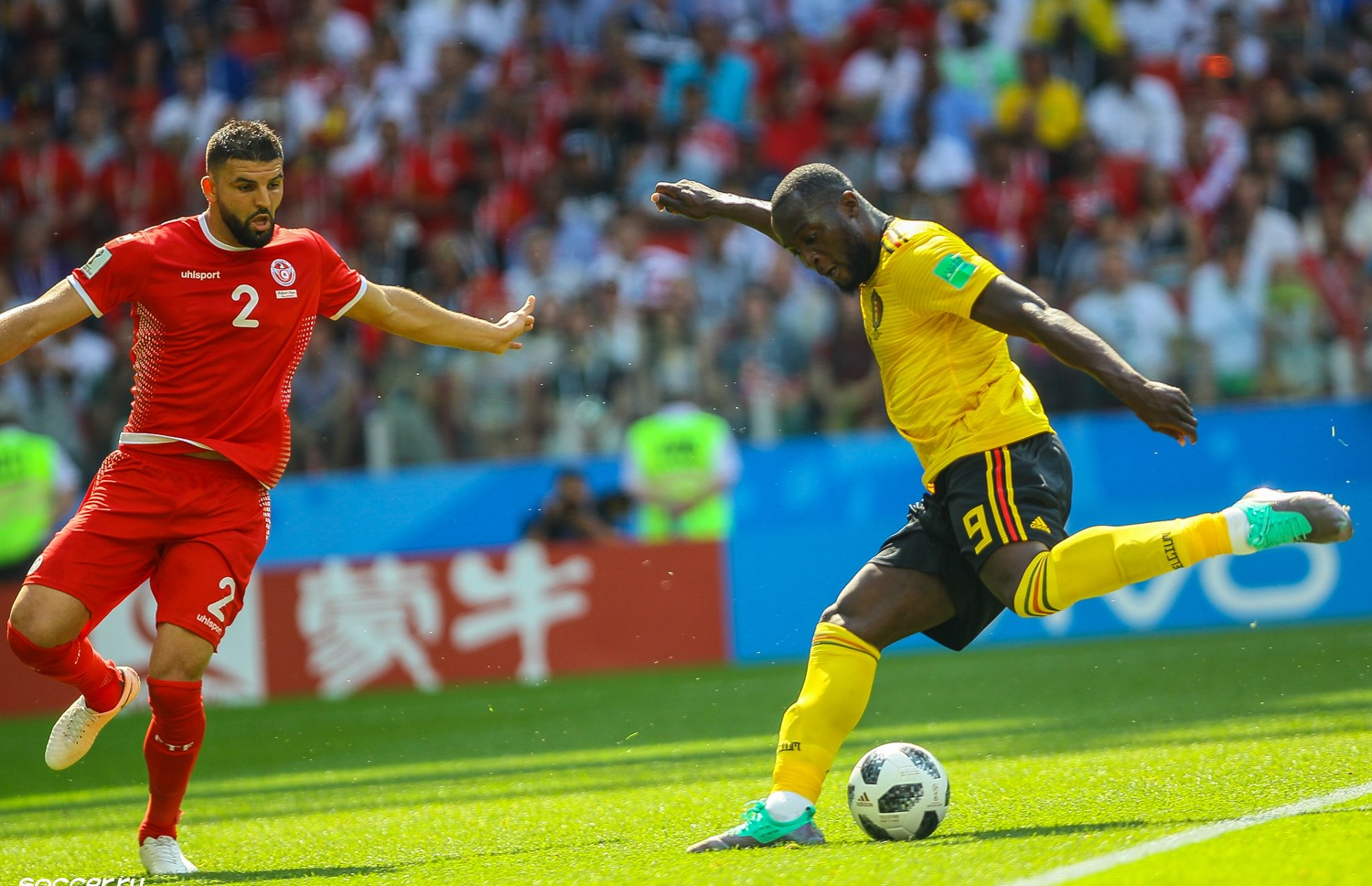
جانب من مباراة منتخب بلجيكا ضد منتخب تونس.

| م | الفريق  | لعب | ف | ت | خ | أ.له | أ.ع | أ.ف | نقاط | التأهل                        |
| - | ------- | --- | - | - | - | ---- | --- | --- | ---- | ----------------------------- |
| 1 | بلجيكا  | 3   | 3 | 0 | 0 | 9    | 2   | +7  | 9    | التقدم إلى مرحلة خروج المغلوب |
| 2 | إنجلترا | 3   | 2 | 0 | 1 | 8    | 3   | +5  | 6    | التقدم إلى مرحلة خروج المغلوب |
| 3 | تونس    | 3   | 1 | 0 | 2 | 5    | 8   | −3  | 3    |                               |
| 4 | بنما    | 3   | 0 | 0 | 3 | 2    | 11  | −9  | 0    |                               |

| بلجيكا                         | 3–0   | بنما |
| ------------------------------ | ----- | ---- |
| - ميرتنز 47' - لوكاكو 69'، 75' | تقرير |      |

| تونس               | 1–2   | إنجلترا          |
| ------------------ | ----- | ---------------- |
| - ساسي 35' (ركلة.) | تقرير | - كين 11'، 90+1' |

| بلجيكا                                                      | 5–2   | تونس                    |
| ----------------------------------------------------------- | ----- | ----------------------- |
| - هازارد 6' (ركلة.)، 51' - لوكاكو 16'، 45+3' - باتشوايي 90' | تقرير | - برون 18' - خزري 90+3' |

| إنجلترا                                                             | 6–1   | بنما        |
| ------------------------------------------------------------------- | ----- | ----------- |
| - ستونز 8'، 40' - كين 22' (ركلة.)، 45+1' (ركلة.)، 62' - لينغارد 36' | تقرير | - بالوي 78' |

| إنجلترا | 0–1   | بلجيكا        |
| ------- | ----- | ------------- |
|         | تقرير | - يانوزاي 51' |

| بنما               | 1–2   | تونس                        |
| ------------------ | ----- | --------------------------- |
| - مرياح 33' (ه.ذ.) | تقرير | - ف. بن يوسف 51' - خزري 66' |

### المجموعة الثامنة

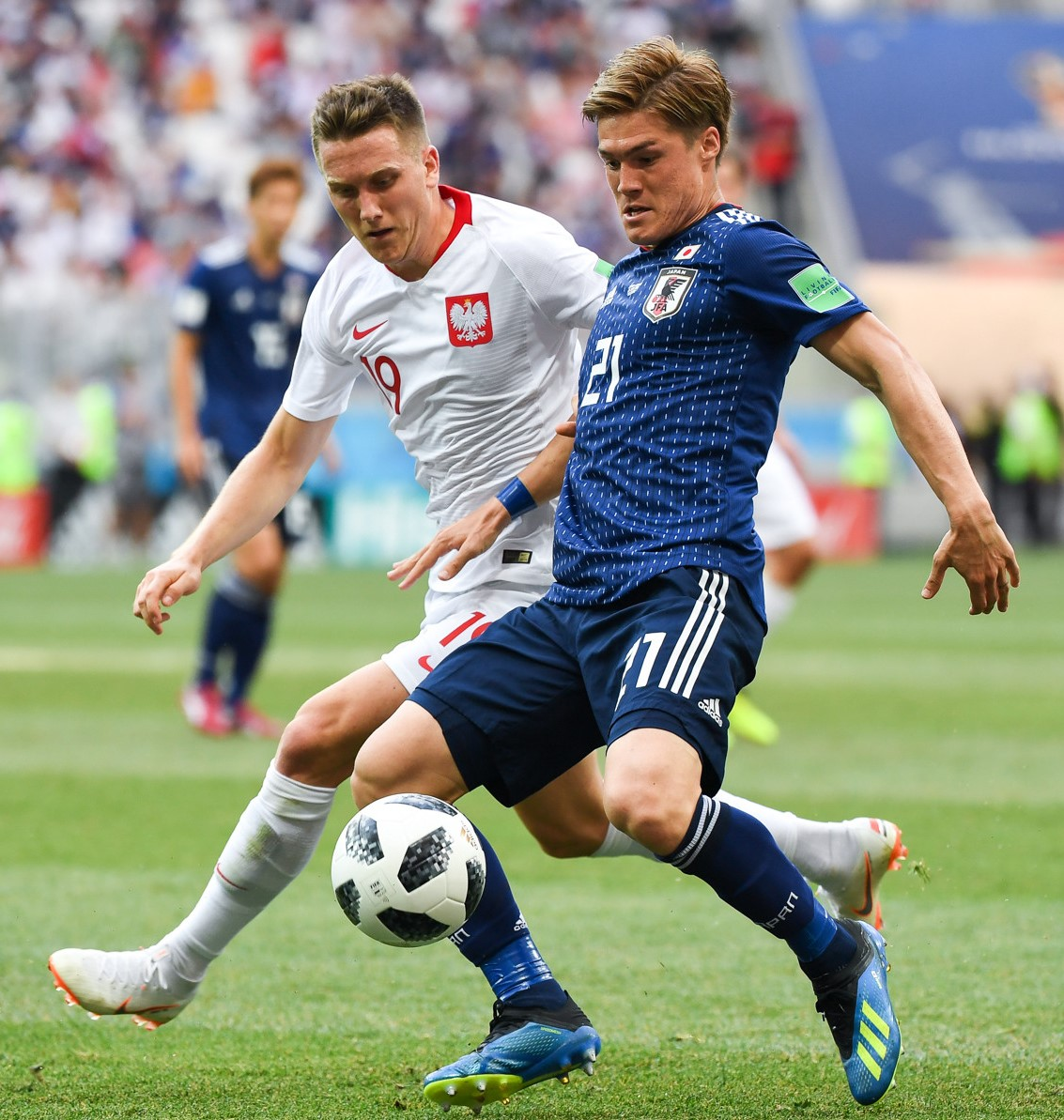
جانب من مباراة منتخب اليابان ضد منتخب بولندا.

| م | الفريق   | لعب | ف | ت | خ | أ.له | أ.ع | أ.ف | نقاط | التأهل                        |
| - | -------- | --- | - | - | - | ---- | --- | --- | ---- | ----------------------------- |
| 1 | كولومبيا | 3   | 2 | 0 | 1 | 5    | 2   | +3  | 6    | التقدم إلى مرحلة خروج المغلوب |
| 2 | اليابان  | 3   | 1 | 1 | 1 | 4    | 4   | 0   | 4    | التقدم إلى مرحلة خروج المغلوب |
| 3 | السنغال  | 3   | 1 | 1 | 1 | 4    | 4   | 0   | 4    |                               |
| 4 | بولندا   | 3   | 1 | 0 | 2 | 2    | 5   | −3  | 3    |                               |

1. 1 2  نقاط اللعب النظيف: اليابان −4، السنغال−6.

| كولومبيا      | 1–2   | اليابان                          |
| ------------- | ----- | -------------------------------- |
| - كينتيرو 39' | تقرير | - كاغاوا 6' (ركلة.) - أوساكو 73' |

| بولندا           | 1–2   | السنغال                         |
| ---------------- | ----- | ------------------------------- |
| - كريتشوفياك 86' | تقرير | - كيونيك 37' (ه.ذ.) - نيانغ 60' |

| اليابان                 | 2–2   | السنغال                |
| ----------------------- | ----- | ---------------------- |
| - إينوي 34' - هوندا 78' | تقرير | - ماني 11' - واغيه 71' |

| بولندا | 0–3   | كولومبيا                               |
| ------ | ----- | -------------------------------------- |
|        | تقرير | - مينا 40' - فالكاو 70' - كوادرادو 75' |

| اليابان | 0–1   | بولندا         |
| ------- | ----- | -------------- |
|         | تقرير | - بيدناريك 59' |

| السنغال | 0–1   | كولومبيا   |
| ------- | ----- | ---------- |
|         | تقرير | - مينا 74' |

## مرحلة خروج المغلوب
|  | دور الـ16                 | دور الـ16        |                            |       | ربع النهائي          | ربع النهائي          |                         |                         | نصف النهائي | نصف النهائي |  |  | النهائي | النهائي |
|  |                           |                  |                            |       |                      |                      |                         |                         |             |             |  |  |         |         |
|  | 30 يونيو – سوتشي          |                  |                            |       |                      |                      |                         |                         |             |             |  |  |         |         |
|  |                           |                  |                            |       |                      |                      |                         |                         |             |             |  |  |         |         |
|  | الأوروغواي                | 2                |                            |       |                      |                      |                         |                         |             |             |  |  |         |         |
|  | الأوروغواي                | 2                | 6 يوليو – نيجني نوفغورود   |       |                      |                      |                         |                         |             |             |  |  |         |         |
|  | البرتغال                  | 1                |                            |       |                      |                      |                         |                         |             |             |  |  |         |         |
|  | البرتغال                  | 1                | الأوروغواي                 | 0     |                      |                      |                         |                         |             |             |  |  |         |         |
|  | 30 يونيو – كازان          |                  | الأوروغواي                 | 0     |                      |                      |                         |                         |             |             |  |  |         |         |
|  |                           | فرنسا            | 2                          |       |                      |                      |                         |                         |             |             |  |  |         |         |
|  | فرنسا                     | فرنسا            | 2                          | 4     |                      |                      |                         |                         |             |             |  |  |         |         |
|  | فرنسا                     |                  | 10 يوليو – سانت بطرسبرغ    | 4     |                      |                      |                         |                         |             |             |  |  |         |         |
|  | الأرجنتين                 | 3                |                            |       |                      |                      |                         |                         |             |             |  |  |         |         |
|  | الأرجنتين                 | 3                | فرنسا                      | 1     |                      |                      |                         |                         |             |             |  |  |         |         |
|  | 2 يوليو – سامارا          |                  | فرنسا                      | 1     |                      |                      |                         |                         |             |             |  |  |         |         |
|  |                           | بلجيكا           | 0                          |       |                      |                      |                         |                         |             |             |  |  |         |         |
|  | البرازيل                  | بلجيكا           | 0                          | 2     |                      |                      |                         |                         |             |             |  |  |         |         |
|  | البرازيل                  | 6 يوليو – كازان  |                            | 2     |                      |                      |                         |                         |             |             |  |  |         |         |
|  | المكسيك                   | 0                |                            |       |                      |                      |                         |                         |             |             |  |  |         |         |
|  | المكسيك                   | 0                | البرازيل                   | 1     |                      |                      |                         |                         |             |             |  |  |         |         |
|  | 2 يوليو – روستوف-نا-دونو  |                  | البرازيل                   | 1     |                      |                      |                         |                         |             |             |  |  |         |         |
|  |                           | بلجيكا           | 2                          |       |                      |                      |                         |                         |             |             |  |  |         |         |
|  | بلجيكا                    | بلجيكا           | 2                          | 3     |                      |                      |                         |                         |             |             |  |  |         |         |
|  | بلجيكا                    |                  | 15 يوليو – موسكو (لوجنيكي) | 3     |                      |                      |                         |                         |             |             |  |  |         |         |
|  | اليابان                   | 2                |                            |       |                      |                      |                         |                         |             |             |  |  |         |         |
|  | اليابان                   | 2                | فرنسا                      | 4     |                      |                      |                         |                         |             |             |  |  |         |         |
|  | 1 يوليو – موسكو (لوجنيكي) |                  | فرنسا                      | 4     |                      |                      |                         |                         |             |             |  |  |         |         |
|  |                           | كرواتيا          | 2                          |       |                      |                      |                         |                         |             |             |  |  |         |         |
|  | إسبانيا                   | كرواتيا          | 2                          | 1 (3) |                      |                      |                         |                         |             |             |  |  |         |         |
|  | إسبانيا                   | 7 يوليو – سوتشي  |                            | 1 (3) |                      |                      |                         |                         |             |             |  |  |         |         |
|  | روسيا (ج.)                | 1 (4)            |                            |       |                      |                      |                         |                         |             |             |  |  |         |         |
|  | روسيا (ج.)                | 1 (4)            | روسيا                      | 1 (3) |                      |                      |                         |                         |             |             |  |  |         |         |
|  | 1 يوليو – نيجني نوفغورود  |                  | روسيا                      | 1 (3) |                      |                      |                         |                         |             |             |  |  |         |         |
|  |                           | كرواتيا (ج.)     | 1 (4)                      |       |                      |                      |                         |                         |             |             |  |  |         |         |
|  | كرواتيا (ج.)              | كرواتيا (ج.)     | 1 (4)                      | 1 (3) |                      |                      |                         |                         |             |             |  |  |         |         |
|  | كرواتيا (ج.)              |                  | 11 يوليو – موسكو (لوجنيكي) | 1 (3) |                      |                      |                         |                         |             |             |  |  |         |         |
|  | الدنمارك                  | 1 (2)            |                            |       |                      |                      |                         |                         |             |             |  |  |         |         |
|  | الدنمارك                  | 1 (2)            | كرواتيا (ب.و.إ.)           | 2     |                      |                      |                         |                         |             |             |  |  |         |         |
|  | 3 يوليو – سانت بطرسبرغ    |                  | كرواتيا (ب.و.إ.)           | 2     |                      |                      |                         |                         |             |             |  |  |         |         |
|  |                           | إنجلترا          | 1                          |       | مباراة المركز الثالث | مباراة المركز الثالث |                         |                         |             |             |  |  |         |         |
|  | السويد                    | إنجلترا          | 1                          | 1     | مباراة المركز الثالث | مباراة المركز الثالث |                         |                         |             |             |  |  |         |         |
|  | السويد                    | 7 يوليو – سامارا | 7 يوليو – سامارا           | 1     |                      |                      | 14 يوليو – سانت بطرسبرغ | 14 يوليو – سانت بطرسبرغ |             |             |  |  |         |         |
|  | سويسرا                    | 7 يوليو – سامارا | 7 يوليو – سامارا           | 0     |                      |                      | 14 يوليو – سانت بطرسبرغ | 14 يوليو – سانت بطرسبرغ |             |             |  |  |         |         |
|  | سويسرا                    | السويد           | 0                          | 0     | بلجيكا               | 2                    |                         |                         |             |             |  |  |         |         |
|  | 3 يوليو – موسكو (سبارتاك) | السويد           | 0                          |       | بلجيكا               | 2                    |                         |                         |             |             |  |  |         |         |
|  |                           | إنجلترا          | 2                          |       | إنجلترا              | 0                    |                         |                         |             |             |  |  |         |         |
|  | كولومبيا                  | إنجلترا          | 2                          | 1 (3) | إنجلترا              | 0                    |                         |                         |             |             |  |  |         |         |
|  | كولومبيا                  |                  |                            | 1 (3) |                      |                      |                         |                         |             |             |  |  |         |         |
|  | إنجلترا (ج.)              | 1 (4)            |                            |       |                      |                      |                         |                         |             |             |  |  |         |         |
|  | إنجلترا (ج.)              | 1 (4)            |                            |       |                      |                      |                         |                         |             |             |  |  |         |         |

### دور الـ16
| فرنسا                                              | 4–3   | الأرجنتين                                   |
| -------------------------------------------------- | ----- | ------------------------------------------- |
| - غريزمان 13' (ركلة.) - بافار 57' - مبابي 64'، 68' | تقرير | - دي ماريا 41' - ميركادو 48' - أغويرو 90+3' |

| الأوروغواي       | 2–1   | البرتغال   |
| ---------------- | ----- | ---------- |
| - كافاني 7'، 62' | تقرير | - بيبي 55' |

| إسبانيا                                  | 1–1 (ب.و.إ.) | روسيا                                       |
| ---------------------------------------- | ------------ | ------------------------------------------- |
| - إيغناشيفيتش 12' (ه.ذ.)                 | تقرير        | - دزيوبا 41' (ركلة.)                        |
| ركلات الترجيح                            |              |                                             |
| - إنييستا - بيكيه - كوكي - راموس - أسباس | 3–4          | - سمولوف - إيغناشيفيتش - غولوفين - تشيريشيف |

| كرواتيا                                              | 1–1 (ب.و.إ.) | الدنمارك                                       |
| ---------------------------------------------------- | ------------ | ---------------------------------------------- |
| - ماندجوكيتش 4'                                      | تقرير        | - م. يورغنسن 1'                                |
| ركلات الترجيح                                        |              |                                                |
| - باديلي - كراماريتش - مودريتش - بيفاريتش - راكيتيتش | 3–2          | - إريكسن - كيير - كرون-دلي - شونه - ن. يورغنسن |

| البرازيل                  | 2–0   | المكسيك |
| ------------------------- | ----- | ------- |
| - نيمار 51' - فيرمينو 88' | تقرير |         |

| بلجيكا                                       | 3–2   | اليابان                     |
| -------------------------------------------- | ----- | --------------------------- |
| - فيرتونغن 69' - فيلايني 74' - الشاذلي 90+4' | تقرير | - هاراغوتشي 48' - إينوي 52' |

| السويد       | 1–0   | سويسرا |
| ------------ | ----- | ------ |
| - فوشبري 66' | تقرير |        |

| كولومبيا                                     | 1–1 (ب.و.إ.) | إنجلترا                                   |
| -------------------------------------------- | ------------ | ----------------------------------------- |
| - مينا 90+3'                                 | تقرير        | - كين 57' (ركلة.)                         |
| ركلات الترجيح                                |              |                                           |
| - فالكاو - كوادرادو - مورييل - أوريبي - باكا | 3–4          | - كين - راشفورد - هندرسون - تريبير - داير |

### ربع النهائي
| الأوروغواي | 0–2   | فرنسا                     |
| ---------- | ----- | ------------------------- |
|            | تقرير | - فاران 40' - غريزمان 61' |

| البرازيل             | 1–2   | بلجيكا                                 |
| -------------------- | ----- | -------------------------------------- |
| - ريناتو أوغوستو 76' | تقرير | - فرناندينيو 13' (ه.ذ.) - دي بروين 31' |

| السويد | 0–2   | إنجلترا                 |
| ------ | ----- | ----------------------- |
|        | تقرير | - ماغواير 30' - ألي 59' |

| روسيا                                                   | 2–2 (ب.و.إ.) | كرواتيا                                             |
| ------------------------------------------------------- | ------------ | --------------------------------------------------- |
| - تشيريشيف 31' - فيرنانديز 115'                         | تقرير        | - كراماريتش 39' - فيدا 101'                         |
| ركلات الترجيح                                           |              |                                                     |
| - سمولوف - دزاغويف - فيرنانديز - إيغناشيفيتش - كوزياييف | 3–4          | - بروزوفيتش - كوفاتشيتش - مودريتش - فيدا - راكيتيتش |

### نصف النهائي
| فرنسا         | 1–0   | بلجيكا |
| ------------- | ----- | ------ |
| - أومتيتي 51' | تقرير |        |

| كرواتيا                          | 2–1 (ب.و.إ.) | إنجلترا     |
| -------------------------------- | ------------ | ----------- |
| - بيريشيتش 68' - ماندجوكيتش 109' | تقرير        | - تريبير 5' |

### مباراة المركز الثالث
| بلجيكا                   | 2–0   | إنجلترا |
| ------------------------ | ----- | ------- |
| - مونييه 4' - هازارد 82' | تقرير |         |

### النهائي

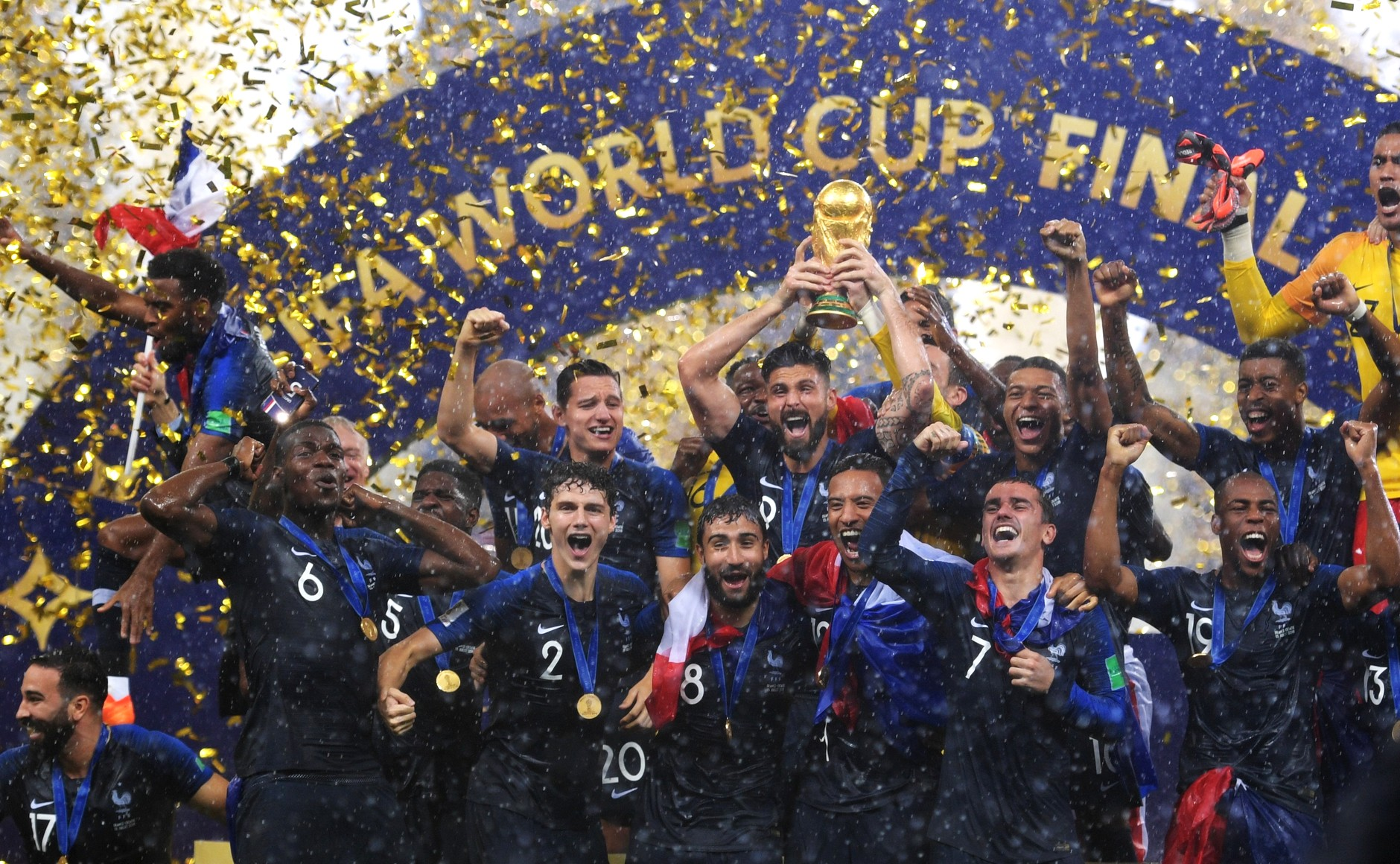
حفل تتويج فرنسا بطلة للعالم لنسخة 2018 - في الصورة أوليفييه جيرو حاملاً الكأس.

| 15 يوليو 201818:00 ت.م (ت ع م+3)\| فرنسا \| 4–2 \| كرواتيا \| \| --------------------------------------------------------------------- \| ----- \| ------------------------------- \| \| - ماندجوكيتش 18' (ه.ذ.) - غريزمان 38' (ركلة.) - بوغبا 59' - مبابي 65' \| تقرير \| - بيريشيتش 28' - ماندجوكيتش 69' \|ملعب لوجنيكي، موسكوالحضور: 78،011الحكم: نيستور بيتانا (الأرجنتين) |       |                                 |
| فرنسا | 4–2   | كرواتيا                         |
| - ماندجوكيتش 18' (ه.ذ.) - غريزمان 38' (ركلة.) - بوغبا 59' - مبابي 65' | تقرير | - بيريشيتش 28' - ماندجوكيتش 69' |

| بطل كأس العالم 2018     |
| ----------------------- |
| · فرنسا · للمرة الثانية |

| الوصيف  | المركز الثالث | المركز الرابع |
| ------- | ------------- | ------------- |
| كرواتيا | بلجيكا        | إنجلترا       |

## الإحصائيات

### الهدافون

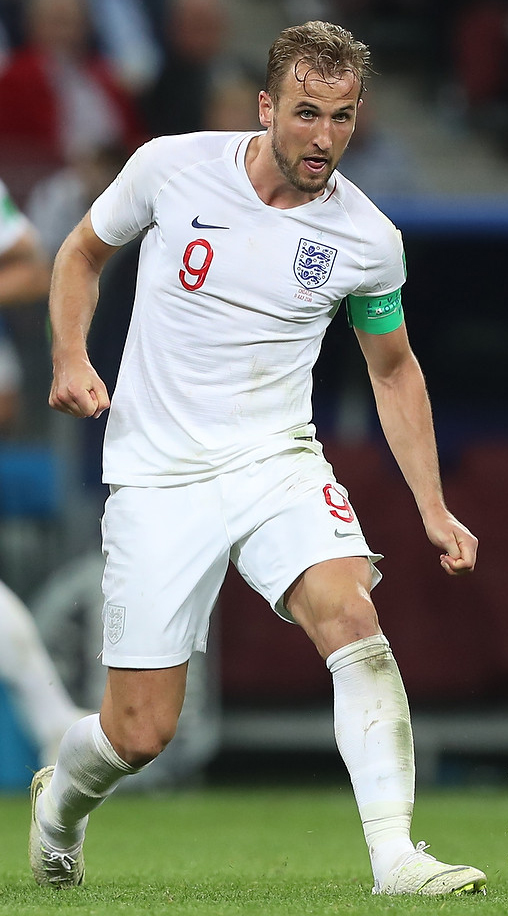
هاري كين هداف البطولة برصيد 6 أهداف

عدد الأهداف المُسجلة  169 هدفًا  في 64 مباراة، بمتوسط 2.64 هدفًا في المباراة الواحدة.
6 أهداف
- هاري كين

4 أهداف
- روميلو لوكاكو
- أنطوان غريزمان
- كيليان مبابي
- كريستيانو رونالدو
- دينيس تشيريشيف

3 أهداف
- ياري مينا
- إدين هازارد
- دييغو كوستا
- إيفان بيريشيتش
- ماريو ماندجوكيتش
- أرتيم دزيوبا
- إدينسون كافاني

هدفان
- سيرخيو أغويرو
- ميلي يديناك
- نيمار
- فيليبي كوتينيو
- لوكا مودريتش
- محمد صلاح
- جون ستونز
- تاكاشي إينوي
- أحمد موسى
- سون هنغ من
- أندرياس غرانكفيست
- وهبي خزري
- لويس سواريز

هدف
- ليونيل ميسي
- ماركوس روخو
- أنخيل دي ماريا
- غابرييل ميركادو
- عدنان يانوزاي
- ميتشي باتشوايي
- دريس ميرتنز
- ناصر الشاذلي
- مروان فيلايني
- يان فيرتونغن
- كيفن دي بروين
- توماس مونييه
- باولينيو
- تياغو سيلفا
- روبرتو فيرمينو
- ريناتو أوغوستو
- خوان كوادرادو
- راداميل فالكاو
- خوان فرناندو كينتيرو
- كيندال واستون
- ميلان باديلي
- إيفان راكيتيتش
- أنته ريبيتش
- دوماغوي فيدا
- أندري كراماريتش
- كريستيان إريكسن
- ماتياس يورغنسن
- يوسف بولسن
- ديلي ألي
- جيسي لينغارد
- هاري ماغواير
- كيران تريبير
- بنجامين بافار
- بول بوغبا
- رافاييل فاران
- صامويل أومتيتي
- توني كروس
- ماركو رويس
- ألفريد فينبوغاسون
- غيلفي سيغوردسون
- كريم أنصاريفرد
- كيسوكي هوندا
- شينجي كاغاوا
- غينكي هاراغوتشي
- يويا أوساكو
- تشيشاريتو
- هيرفينغ لوزانو
- كارلوس فيلا
- خالد بوطيب
- يوسف النصيري
- فيكتور موسيس
- فيليبي بالوي
- أندريه كاريو
- باولو غيريرو
- غجيغوش كريتشوفياك
- يان بيدناريك
- بيبي
- ريكاردو كواريسما
- يوري غازينسكي
- ألكساندر غولوفين
- ماريو فيرنانديز
- سالم الدوسري
- سلمان الفرج
- ساديو ماني
- مباي نيانغ
- موسى واغيه
- ألكساندر كولاروف
- ألكساندر ميتروفيتش
- كم يونغ غوون
- ياغو أسباس
- إيسكو
- ناتشو
- لودفيغ أوغوستينسون
- أولا تويفونين
- إيميل فورسبيرغ
- يوسيب درميتش
- بليريم دزيمايلي
- شيردان شاقيري
- غرانيت جاكا
- ستيفن زوبر
- ديلان برون
- فرجاني ساسي
- فخر الدين بن يوسف
- خوسيه خيمينيز

هدف ذاتي
- عزيز بيهيتش (ضد فرنسا)
- فرناندينيو (ضد بلجيكا)
- ماريو ماندجوكيتش (ضد فرنسا)
- أحمد فتحي (ضد روسيا)
- إديسون ألفاريز (ضد السويد)
- عزيز بوحدوز (ضد إيران)
- أوجينيكارو إيتيبو (ضد كرواتيا)
- تياغو كيونيك (ضد السنغال)
- دينيس تشيريشيف (ضد الأوروغواي)
- سيرغي إيغناشيفيتش (ضد إسبانيا)
- يان سومر (ضد كوستاريكا)
- ياسين مرياح (ضد بنما)

مصدر: 

### صناعة الأهداف
هدفان
| - إيفر بانيغا - ليونيل ميسي - كيفن دي بروين - إدين هازارد - توماس مونييه - يوري تيليمانس | - ناصر الشاذلي - فيليبي كوتينيو - خاميس رودريغيز - خوان فرناندو كينتيرو - أنطوان غريزمان - لوكاس هيرنانديز | - أرتيم دزيوبا - ألكساندر غولوفين - فيكتور كلايسون - كارلوس أندريس سانشيز - وهبي خزري |

هدف واحد
| - كريستيان بافون - ماركوس روخو - روميلو لوكاكو - دريس ميرتنز - توبي ألدرفايريلد - دوغلاس كوستا - غابرييل جيسوس - نيمار - ويليان - خوان كوادرادو - جويل كامبل - ميلان باديلي - مارسيلو بروزوفيتش - ماتيو كوفاتشيتش - ماريو ماندجوكيتش - لوكا مودريتش - شيمي فرساليكو - إيفان بيريشيتش - يوسيب بيفاريتش - دوماغوي فيدا - توماس ديلاني - كريستيان إريكسن - نيكولاي يورغنسن - عبد الله السعيد | - جيسي لينغارد - هاري ماغواير - رحيم ستيرلينغ - كيران تريبير - أشلي يونغ - أوليفيه جيرو - كورينتين توليسو - ماركو رويس - توني كروس - كيسوكي هوندا - تاكاشي إينوي - يوتو ناغاتومو - شينجي كاغاوا - غاكو شيباساكي - تشيشاريتو - هيرفينغ لوزانو - فيصل فجر - كينيث أوميرو - فيكتور موسيس - ريكاردو أفيلا - باولو غيريرو - كاميل غروشيتسكي - رافال كورزاوا - غونسالو غيديس | - جواو موتينيو - رافاييل غيريرو - أدريين سيلفا - رومان زوبنين - إيليا كوتيبوف - ماريو فيرنانديز - ألان دزاغويف - عبد الله عطيف - مباي نيانغ - دوشان تاديتش - لي جاي سونج - جو سي جونغ - سيرجيو بوسكيتس - أندريس إنييستا - داني كارفاخال - أولا تويفونين - ماريو غافرانوفيتش - شيردان شاقيري - بريل إمبولو - دينيس زكريا - حمدي النقاز - أسامة الحدادي - رودريغو بنتانكور - لويس سواريز |

### الجوائز

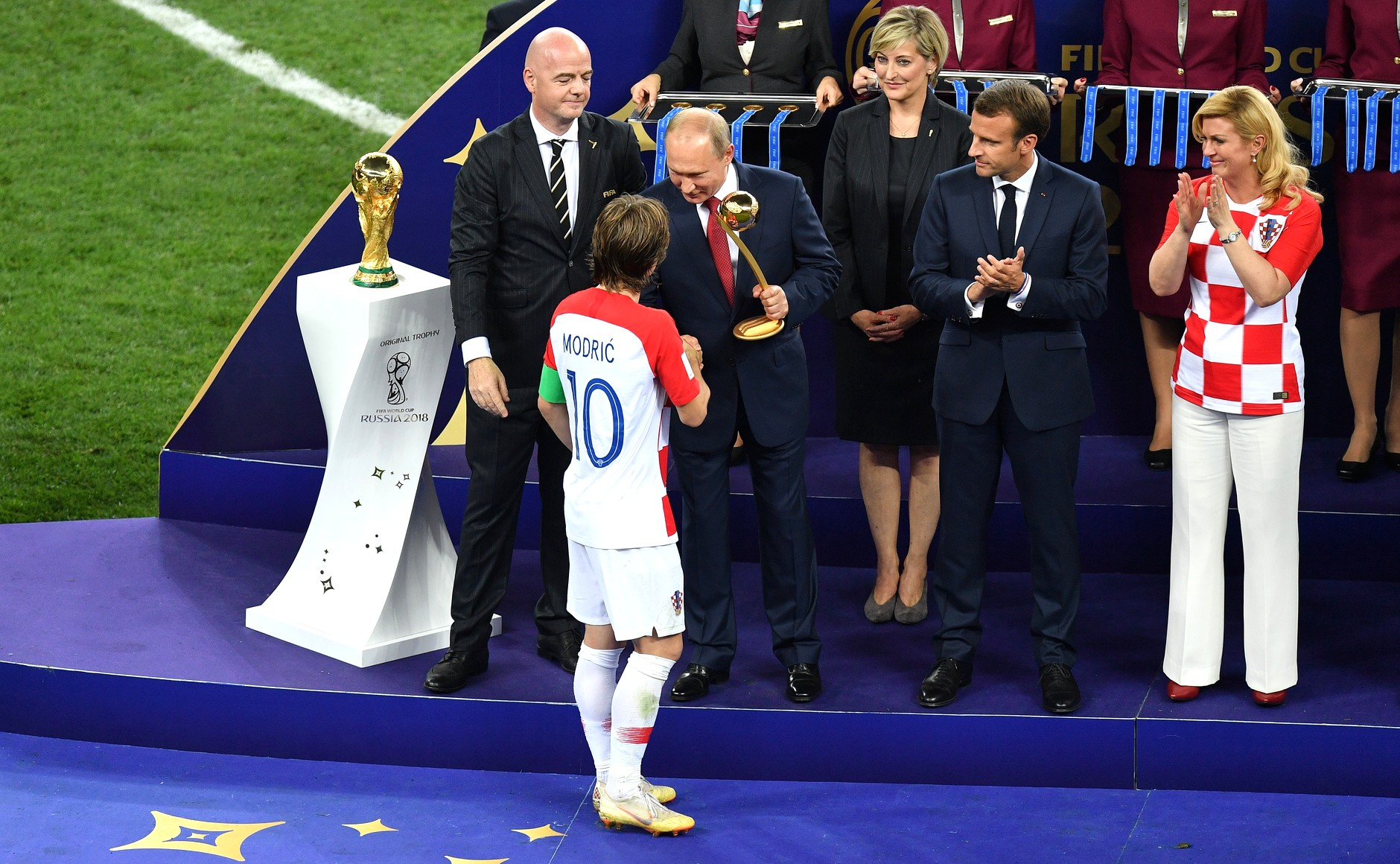
لوكا مودريتش وهو يستلم جائزة الكرة الذهبية من الرئيس الروسي فلاديمير بوتين.

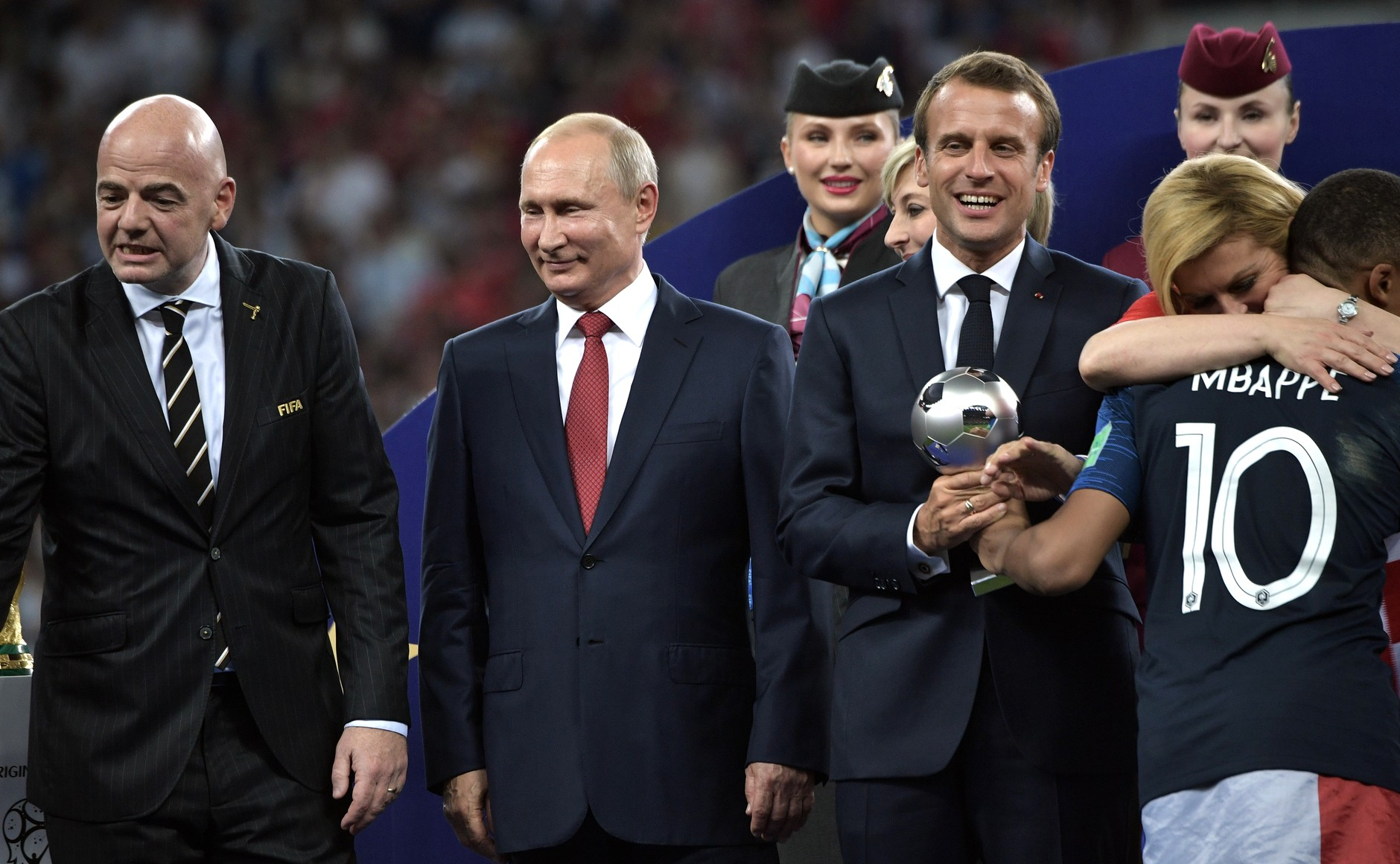
الفرنسي كيليان مبابي يستلم جائزة أفضل لاعب شاب في كأس العالم من الرئيس الفرنسي إيمانويل ماكرون.

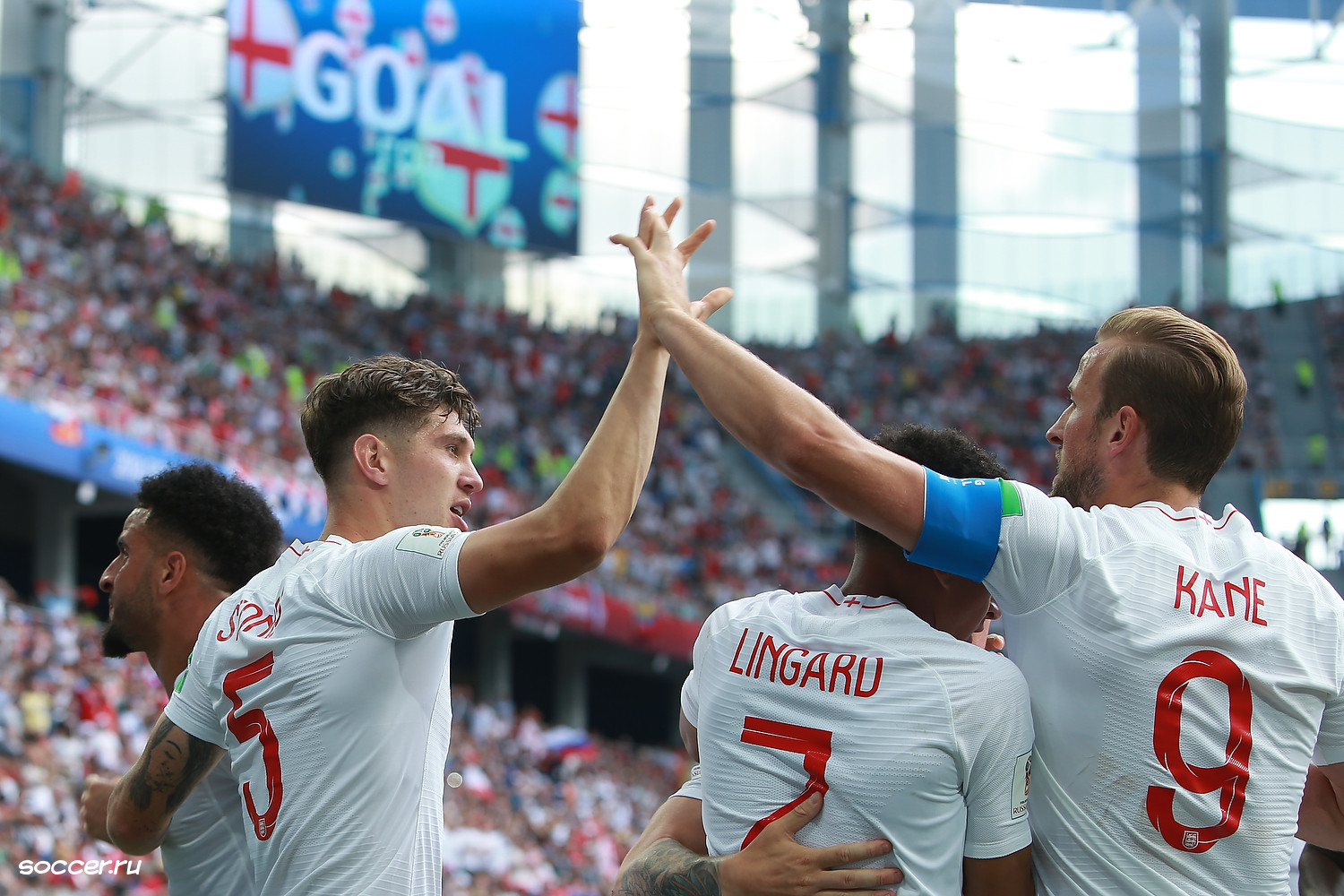
الإنجليزي هاري كين الفائز بجائزة الحذاء الذهبي.

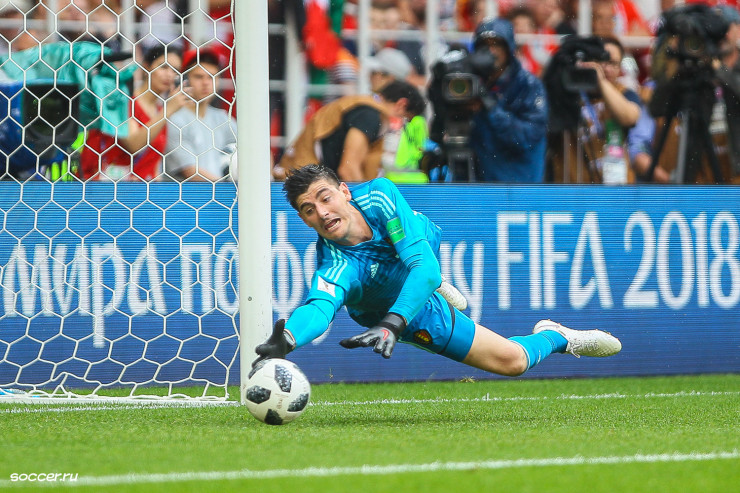
البلجيكي تيبو كورتوا الفائز بجائزة القفاز الذهبي.

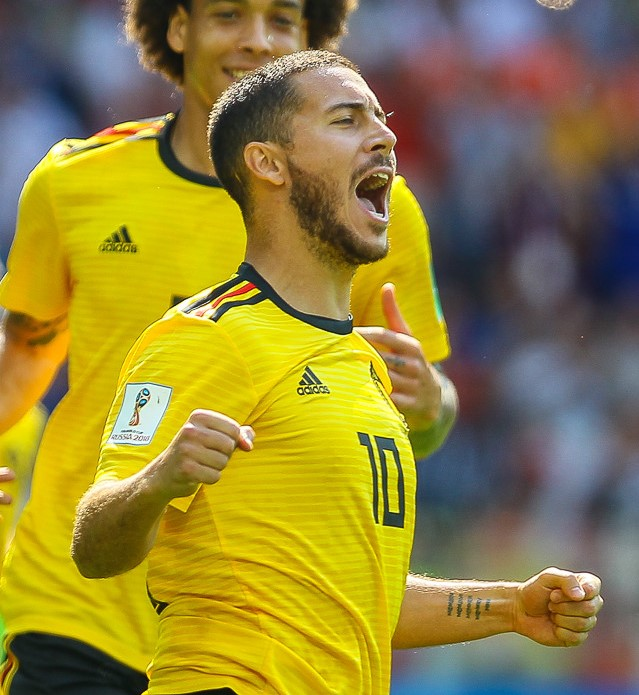
البلجيكي إدين هازارد الفائز بجائزة الكرة الفضية.

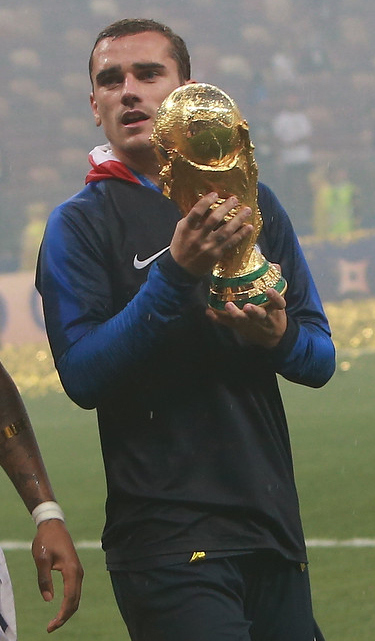
الفرنسي أنطوان غريزمان الفائز بجائزة الكرة البرونزية والحذاء الفضي.

تم منح الجوائز التالية في ختام البطولة. كل من الجوائز التالية: الكرة الذهبية والحذاء الذهبي والقفاز الذهبي كانت تحت رعاية شركة أديداس.
| الكرة الذهبية           | الكرة الفضية                | الكرة البرونزية         |
| ----------------------- | --------------------------- | ----------------------- |
| لوكا مودريتش            | إدين هازارد                 | أنطوان غريزمان          |
| الحذاء الذهبي           | الحذاء الفضي                | الحذاء البرونزي         |
| هاري كين                | أنطوان غريزمان              | روميلو لوكاكو           |
| 6 أهداف، 0 تمريرة حاسمة | 4 أهداف، 2 تمريرتين حاسمتين | 4 أهداف، 1 تمريرة حاسمة |
| القفاز الذهبي           |                             |                         |
| تيبو كورتوا             |                             |                         |
| أفضل لاعب شاب           |                             |                         |
| كيليان مبابي            |                             |                         |
| اللعب النظيف            |                             |                         |
| إسبانيا                 |                             |                         |

### الترتيب النهائي
| مركز                          | فريق           | المجموعة | لعب | ف | ت | خ | نقاط | أ.له | أ.ع | ف.أ |
| ----------------------------- | -------------- | -------- | --- | - | - | - | ---- | ---- | --- | --- |
| 1                             | فرنسا          | ج        | 7   | 6 | 1 | 0 | 19   | 14   | 6   | +8  |
| 2                             | كرواتيا        | د        | 7   | 4 | 2 | 1 | 14   | 14   | 9   | +5  |
| 3                             | بلجيكا         | ص        | 7   | 6 | 0 | 1 | 18   | 16   | 6   | +10 |
| 4                             | إنجلترا        | ص        | 7   | 3 | 1 | 3 | 10   | 12   | 8   | +4  |
| تم إقصائهم من دور ربع النهائي |                |          |     |   |   |   |      |      |     |     |
| 5                             | الأوروغواي     | أ        | 5   | 4 | 0 | 1 | 12   | 7    | 3   | +4  |
| 6                             | البرازيل       | ر        | 5   | 3 | 1 | 1 | 10   | 8    | 3   | +5  |
| 7                             | السويد         | س        | 5   | 3 | 0 | 2 | 9    | 6    | 4   | +2  |
| 8                             | روسيا          | أ        | 5   | 2 | 2 | 1 | 8    | 11   | 7   | +4  |
| تم إقصائهم من الدور الـ 16    |                |          |     |   |   |   |      |      |     |     |
| 9                             | كولومبيا       | ط        | 4   | 2 | 1 | 1 | 7    | 6    | 3   | +3  |
| 10                            | إسبانيا        | ب        | 4   | 1 | 3 | 0 | 6    | 7    | 6   | +1  |
| 11                            | الدنمارك       | ج        | 4   | 1 | 3 | 0 | 6    | 3    | 2   | +1  |
| 12                            | المكسيك        | س        | 4   | 2 | 0 | 2 | 6    | 3    | 6   | -3  |
| 13                            | البرتغال       | ب        | 4   | 1 | 2 | 1 | 5    | 6    | 6   | 0   |
| 14                            | سويسرا         | ر        | 4   | 1 | 2 | 1 | 5    | 5    | 5   | 0   |
| 15                            | اليابان        | ط        | 4   | 1 | 1 | 2 | 4    | 6    | 7   | -1  |
| 16                            | الأرجنتين      | د        | 4   | 1 | 1 | 2 | 4    | 6    | 9   | -3  |
| تم إقصائهم من الدور المجموعات |                |          |     |   |   |   |      |      |     |     |
| 17                            | السنغال        | ط        | 3   | 1 | 1 | 1 | 4    | 4    | 4   | 0   |
| 18                            | إيران          | ب        | 3   | 1 | 1 | 1 | 4    | 2    | 2   | 0   |
| 19                            | كوريا الجنوبية | س        | 3   | 1 | 0 | 2 | 3    | 3    | 3   | 0   |
| 20                            | بيرو           | ج        | 3   | 1 | 0 | 2 | 3    | 2    | 2   | 0   |
| 21                            | نيجيريا        | د        | 3   | 1 | 0 | 2 | 3    | 3    | 4   | -1  |
| 22                            | ألمانيا        | س        | 3   | 1 | 0 | 2 | 3    | 2    | 4   | -2  |
| 22                            | صربيا          | ر        | 3   | 1 | 0 | 2 | 3    | 2    | 4   | -2  |
| 24                            | تونس           | ص        | 3   | 1 | 0 | 2 | 3    | 2    | 5   | -3  |
| 25                            | بولندا         | ط        | 3   | 1 | 0 | 2 | 3    | 2    | 5   | -3  |
| 26                            | السعودية       | أ        | 3   | 1 | 0 | 2 | 3    | 2    | 7   | -5  |
| 27                            | المغرب         | ب        | 3   | 0 | 1 | 2 | 1    | 2    | 4   | -2  |
| 28                            | آيسلندا        | د        | 3   | 0 | 1 | 2 | 1    | 2    | 5   | -3  |
| 28                            | كوستاريكا      | ر        | 3   | 0 | 1 | 2 | 1    | 2    | 5   | -3  |
| 28                            | أستراليا       | ج        | 3   | 0 | 1 | 2 | 1    | 2    | 5   | -3  |
| 31                            | مصر            | أ        | 3   | 0 | 0 | 3 | 0    | 2    | 6   | -4  |
| 32                            | بنما           | ص        | 3   | 0 | 0 | 3 | 0    | 2    | 11  | -9  |

## الجائزة المالية
| المركز        | الجائزة (مليون دولار أمريكي $ ) | الجائزة (مليون دولار أمريكي $ ) |
| المركز        | نسخة 2014                       | نسخة 2018                       |
| ------------- | ------------------------------- | ------------------------------- |
| البطل         | 35                              | 38                              |
| الوصيف        | 25                              | 28                              |
| المركز الثالث | 22                              | 24                              |
| المركز الرابع | 20                              | 22                              |
| دور الثمانية  | 14                              | 16                              |
| دور الستة عشر | 9                               | 12                              |
| الدور الأول   | 8                               | 8                               |
| المجموع       | 338                             | 400                             |

أعلن الاتحاد الدولي لكرة القدم أن مجموع الجوائز المالية المقدمة في كأس العالم 2018، قد ارتفع عن النسخة 2014 المقامة في البرازيل بزيادة بسيطة بلغت 16.5%. حيث ارتفع إجمالي قيمة الجوائز المالية المقدمة إلى المنتخبات المشاركة في البطولة ومكافئات الفوز بالبطولة حوالي 60 مليون $ (52 مليون €). فبلغت جوائز هذه البطولة 400 مليون $ (422 مليون €) من غير احتساب قيمة التأمين المضافة وحصة الأندية نظير مشاركة لاعبيها مع منتخبات بلادهم، بينما بلغ إجمالي قيمة الجوائز المالية في نسخة 2014 ما يقارب 338 مليون $ (291 مليون €).
فقد رصد الاتحاد الدولي لكرة القدم مكافئة بلغت 38 مليون $ (32.7 مليون €) للمنتخب الفائز بلقب البطولة، بينما سيحصل الفائز بالمركز الثاني على جائزة مالية وقدرها 28 مليون $ (24.1 مليون €)، والفائز بالمركز الثالث سيحصل على 24 مليون $ (20.6 مليون €)، في حين أن صاحب المركز الرابع سيحصل على جائزة مالية قدرها 22 مليون $ (19 مليون €). حيث قام الاتحاد الاتحاد الدولي لكرة القدم بزيادة جوائز أصحاب المراكز الأربعة، ففي بطولة 2014، حصل المنتخب الفائز بلقب البطولة على مكافئة بلغت 35 مليون $، بينما حصل الفائز بالمركز الثاني على جائزة مالية قدرها 25 مليون $، والفائز بالمركز الثالث حصل على 22 مليون $، في حين أن صاحب المركز الرابع حصل على جائزة مالية قدرها 20 مليون $.
وقد أوضح الاتحاد الدولي لكرة القدم أن المنتخبات التي ستبلغ دور الثمانية ستحصل على جائزة مالية قدرها 16 مليون $ (13.7 مليون €)، بينما ستحصل المنتخبات التي ستبلغ الدور الستة عشر على جائزة مالية قدرها 12 مليون $ (10.3 مليون €)، بينما سيحصل كل منتخب يخرج من الدور الأول للبطولة على مبلغ وقدره 8 مليون $ (6.9 مليون €). حيث قام الاتحاد الاتحاد الدولي لكرة القدم بزيادة جوائز المنتخبات الواصلة لدور الثمانية من 14 مليون إلى 16 مليون $، والمنتخبات الواصلة لدور الستة عشر من 9 مليون إلى 12 مليون $، بينما لم تشهد المنتخبات الخارجة من الدور الأول على أي زيادة.

## التسويق

### الشعار
تم تحديد شعار البطولة في 28 أكتوبر 2014 من طرف رواد محطة الفضاء الدولية، وتم العمل عليه بمسرح البولشوي في موسكو تزامنا مع برنامج تلفزيوني روسي مسائي. وقد أكد وزير الرياضة الروسي فيتالي موتكو أن الشعار يعبر أساسًا عن غنى الثقافة الروسية التقليدية. كذلك صرح رئيس الاتحاد الدولي لكرة القدم آنذاك السويسري سيب بلاتر أن الشعار المختار يعكس قلب وروح البلاد. وقد تم ابتكار عائلة الخط من أجل تصميم الشعار، أطاق عليه دوشا (بالروسية: Душа) والتي تعني الروح في اللغة الروسية. تم تصميم هذا الخط من طرف المصمم البرتغالي برانديا سينترال في عام 2014.

### التذاكر
أعلن الاتحاد الدولي لكرة القدم عن آلية لطرح تذاكر المباريات للبيع، وقد وصفت هذه الآلية بالعادلة، حيث ستتيح هذه الآلية فرصة عادلة للحصول على التذاكر، كما صرت بهذا فاطمة سامورا الأمين العام للاتحاد الدولي لكرة القدم. وستتوفر التذاكر للبيع خلال مراحل 3 مراحل أساسية.

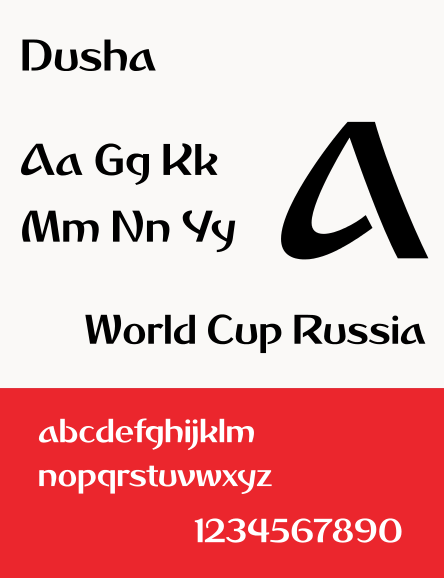
تصميم الحروف والأرقام المستعملة في شعار البطولة.

- مرحلة المبيعات الأولى (مقسمة إلى فترتين): انطلقت هذه المرحلة في 14 سبتمبر وانتهت في 12 أكتوبر 2017، حيث تمكنت الجماهير من إرسال طلبات الحصول على التذاكر. ولن يكون هناك فرق بين تسليم الطلبات في اليوم الأول أو اليوم الأخير؛ إذ ستحظى جميع الطلبات بفرصة نجاح متساوية.[236] وفي حالة أن عدد الطلبات التي تقدم الجمهور تجاوز عدد التذاكر المتاحة، سيتم إجراء قرعة اختيار عشوائية من أجل تحديد أصحاب الطلبات المقبولة، وسيتم إبلاغهم في موعد أقصاه 16 نوفمبر 2017. أما الفترة الثانية لهذه المرحلة فهي ستنطلق في 16 نوفمبر إلى 28 نوفمبر والتي خلالها ستخصص التذاكر بنظام الأسبقية.[237]
- مرحلة المبيعات الثانية (مقسمة إلى فترتين): وبدأت بعد إجراء القرعة النهائية لكأس العالم 2018 في 1 ديسمبر 2017. وستضم هذه المرحلة فترة تخصص فيها التذاكر بقرعة الإختيار العشوائية وتبدأ في 5 ديسمبر 2017 وتنتهي في 31 يناير 2018. ثم فترة تخصص فيها التذاكر بنظام الأسبقية وتبدأ في 13 مارس وتنتهي في 3 أبريل 2018. ستُرسل التذاكر التي تم شراؤها في المرحلتين 1 و2 مجاناً إلى الجماهير في الأسابيع التي تسبق انطلاق البطولة حيث ستبدأ عمليات التسليم في شهري أبريل ومايو 2018.[238]
- مبيعات اللحظة الأخيرة: وهي الفرصة الأخيرة للجمهور لشراء التذاكر، سيحصل ال أيضاً على فرصة عبر مرحلة مبيعات اللحظة الأخيرة والتي ستجرى هذه المرحلة بنظام أسبقية الشراء في الفترة من 18 أبريل إلى 15 يوليو 2018 وهو موعد إقامة المباراة النهائية لكأس العالم 2018.[239]

حدد الاتحاد الدولي لكرة القدم أنواع التذاكر المباعة كما يلي:
- تذاكر مباريات مفردة: وهي تذاكر لمباريات معينة، وتتوفر لجميع المباريات بدءاً من مباراة الافتتاح وحتى النهائي.
- سلسلة تذاكر خاصة بملعب معين: هي مجموعة تذاكر لملعب معين. حيث تضم هذه السلسلة مجموعة من مباريات دور المجموعات (باستثناء مباراة الافتتاح)، ومباراة في دور الستة العشر كذلك، ومباراة تحديد المركز الثالث في الملعب الذي يختاره المشجع.
- سلسلة تذاكر خاصة بمباريات منتخب معين: هي مجموعة تذاكر للجماهير التي ترغب في حضور مباريات منتخب وطني معين. وتتوفر هذه السلسلة في صورة حزم تضم ثلاث إلى سبع مباريات ويمكن طلبها فقط في مرحلة المبيعات الأولى.
- تذاكر الفئة الرابعة: تم تطبيق هذه السلسلة من التذاكر في بطولات كأس العالم سابقة مثل كأس العالم 2010 في جنوب إفريقيا، وكأس العالم 2014 في البرازيل، وهي مجموعة تذاكر حصرية لجمهور البلد المضيف، تبدأ أسعار تذاكرها من 1280 روبل روسي.
- تذاكر الوصول الخاص: وهي تذاكر للأشخاص ذوي الاحتياجات الخاصة وذوي الحركة المحدودة والجماهير المصنفين على أنهم يعانون من السمنة المفرطة.

### كرة البطولة

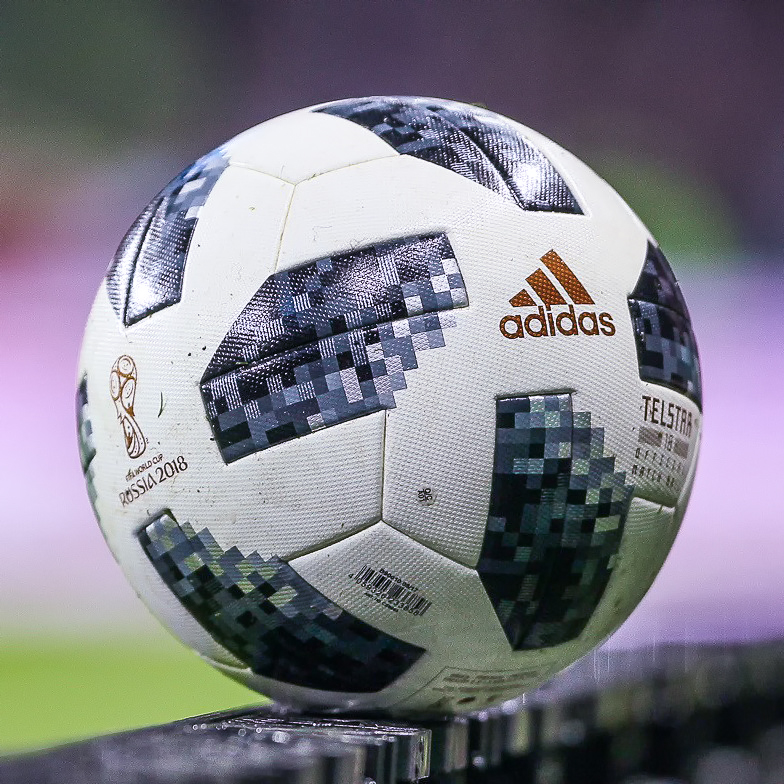
الكرة الرسمية لكأس العالم 2018

أديداس تيليستار 18 (بالإنجليزية: Adidas Telstar 18)، هي الكرة الرسمية لبطولة كأس العالم 2018 المقامة في روسيا، صُممت الكرة من قبل شركة أديداس الرياضية في ألمانيا، وهي الشريك الرسمي للاتحاد الدولي لكرة القدم والمورد الرسمي لكرات كأس العالم منذ بطولة كأس العالم 1970. حيث تم استخدام المنتج الأول لشركة أديداس في كأس العالم 1970 وهي كرة أديداس تيليستار، ومنذ ذلك الوقت تقوم شركة أديداس الرياضية بتصميم الكرات المخصصة لكأس العالم.
وتم اختيار هذا الاسم بسبب ما تستحضره أديداس تيليستار من ذكريات لا تنسى، خاصة من نهائيات كأس العالم 1970، التي شهدت تألق مجموعة من أعظم الأساطير أمثال البرازيلي بيليه والألماني جيرد مولر والإيطالي جاشينتو فاكيتي والأوروغوياني بيدرو روكا والإنجليزي بوبي مور. وقد تم تقديم الكرة للإعلام في العاصمة الروسية موسكو في 9 نوفمبر 2017 من قبل اللاعب الأرجنيتين ليونيل ميسي وصيف بطولة كأس العالم 2014 السابقة، بالإضافة إلى أساطير كرة القدم القدامى الفائزين ببطولات كأس عالم سابقة مثل؛ الفرنسي زين الدين زيدان (الفائز بكأس العالم 1998) والبرازيلي ريكاردو كاكا (الفائز بكأس العالم 2002) والإيطالي أليساندرو ديل بييرو (الفائز بكأس العالم 2006) والإسباني تشابي ألونسو (الفائز بكأس العالم 2010) والألماني لوكاس بودولسكي (الفائز بكأس العالم 2014).

### التميمة
زابيفاكا (بالروسية: Забива́ка) (بالإنجليزية: Zabivaka) هو تميمة بطولة كأس العالم 2018 في روسيا. وهو عبارة عن حيوان الذئب ذو الصوف البني والأبيض مرتدي قميص مع عبارة مكتوب عليها "روسيا 2018" مع وضع وإزالة النظارات الرياضية البرتقالية. وقد استخدم مزيجاً من ألوان الأبيض والأزرق والأحمر في لباس التميمة للدلالة على الألوان الوطنية للمنتخب الروسي. صممت التميمية من قبل الطالبة الروسية إيكاترينا بوشاروفا، وتم اختيار التميمة عن طريق التصويت على الإنترنت، وبمشاركة أكثر من مليون مصوت.
ترك الاتحاد الدولي لكرة القدم مهمة تسمية التميمة للجمهور من خلال استفتاء على الشبكة العنكبوتية، بعدما رشح 3 أسماء ليتم اختيار إحداها اسماً للتعويذة. شارك في التصويت الذي جرى على الإنترنت ما يقارب مليون مشارك، وأعلنت النتائج في 22 أكتوبر 2016. حيث صوّت 53% منهم مع تميمية زابيفاكا، مقابل 27% مع تميمة نمر يرتدي زي رواد فضاء، و20% مع تميمة القط. شارك أكثر من مليون شخص في عملية التصويت التي جرت في سبتمبر من عام 2016 في منصات فيفا، ومن خلال برنامج حي بث على القناة الأولى الروسية أثناء فترة التصويت التي دامت شهراً.

### لعبة الفيديو
في 30 أبريل 2018، أعلنت EA عن تحديث مجاني للعبة فيفا 18، معتمدة على فعاليات كأس العالم 2018. ويضم هذا التحديث جميع المنتخبات الـ32 المشاركة، وكذلك جميع الملاعب الاثنا عشرة المستخدمة في فعاليات البطولة. وقد تم إصدار هذا التحديث في 29 مايو 2018، على الأجهزة التالية؛ بلاي ستيشن 3 وبلاي ستيشن 4 وإكس بوكس 360 وإكس بوكس ون ومايكروسوفت ويندوز ونينتندو سويتش. وستحصل الأجهزة المحمولة على التحديث الخاص بها في 6 يونيو 2018.

تميمة زابيفاكا، تميمة كأس العالم 2018.

### الأغنية الرسمية
اختار الفيفا المغني وكاتب أغاني الأمريكي نيكي جام لأداء أغنية كأس العالم الرسمية، والتي عنوانها (بالإنجليزية: Live It Up) وتعني عيش اللحظة، بالاشتراك مع الممثل الأمريكي ويل سميث والمغنية وكاتبة الأغاني الألبانية/الكوسوفية إيرا إستريفي. وقد تم إنتاج الأغنية من قبل منتج أسطوانات ومغني الراب الأمريكي ديبلو. تم إصدار الأغنية رسمياً في 25 مايو 2018. بينما سيُصدر الفيديو الموسيقي الرسمي للأغنية بتاريخ 7 يونيو 2018.

### الرعاة
تنقسم الرعاية في بطولة كأس العالم 2018 إلى 3 أقسام (رعاة الفيفا ورعاة كأس العالم والرعاة المحليون (من جميع القارات)).
- شركاء الفيفا: أديداس[263] كوكا كولا،[264] غازبروم،[265] هيونداي–كيا،[266] طيران قطر،[267] فيزا،[268] مجموعة واندا.[269]
- رعاة كأس العالم: Anheuser-Busch InBev[270][271] هايسنس،[272] ماكدونالدز،[273] فيفو.[274]
- مساعدين أوروبيين: ألفا بنك،[275] آلروسا،[276] روس-تيليكوم،[277] السكك الحديدية الروسية.[278]
- مساعدين الأفارقة: مصر للتجربة والاستثمار[279]
- مساعدين الآسيويون: ديكينغ،[280] لوسي، ياديا[281]

### البث التلفزيوني
حقوق بث مباريات كأس العالم هي مجموعة من الحقوق التي يمنحها الاتحاد الدولي لكرة القدم (الفيفا) للقنوات التلفزيونية، ليتمكن المشاهد من متابعة منتخب بلده أو منتخبه المفضل، ويتم تسليم الحقوق باتفاق بين إدارة الفيفا المختصة في النقل التلفزيوني والقنوات التلفزيونية مقابل مبالغ مالية متفق عليها، سواء أكانت قنوات رسمية للدول أو قنوات خاصة عن طريق مزايدة في حالة توافر قناتين أو أكثر في نفس البلد أو المنطقة. وقد وزع الفيفا حقوق بث مباريات كأس العالم حسب المناطق والدول، حيث ستنقل مباريات البطولة في منطقة الشرق الأوسط وشمال إفريقيا من خلال شبكة بي إن سبورتس العربية.
| المنطقة | الباقة الناقلة                             | مصادر                           |
| --- | ------------------------------------------ | ------------------------------- |
| الكاريبيالدول والمناطق التابعة - أنتيغوا وباربودا - أنغويلا - أروبا - باربادوس - بليز - جزر العذراء البريطانية - جزر كايمان - كوراساو - جمهورية الدومينيكان - غرينادا - غيانا - هايتي - مونتسرات - سانت لوسيا - سانت كيتس ونيفيس - سانت فينسنت والغرينادين - جزر توركس وكايكوس | دايريك تيفي                                | [ 285 ] [ 286 ]                 |
| شبه قارة الهندالدول التابعة - بوتان - الهند - المالديف - نيبال - باكستان - سريلانكا | سوني بيكتشرز إنترتينمنت                    | [ 285 ]                         |
| الشرق الأوسط وشمال إفريقياالدول التابعة - الجزائر - البحرين - جزر القمر - جيبوتي - مصر - إيران - العراق - الأردن - الكويت - لبنان - ليبيا - موريتانيا - عمان - فلسطين - قطر - السعودية - الصومال - جنوب السودان - السودان - سوريا - تونس - الإمارات العربية المتحدة - اليمن | بي إن سبورتس العربية                       | [ 287 ] [ 288 ] [ 289 ] [ 290 ] |
| أوقيانوسياالدول التابعة - جزر كوك - فيجي - كيريباتي - ولايات ميكرونيسيا المتحدة - ناورو - بالاو - بابوا غينيا الجديدة - ساموا - جزر سليمان - تونغا - توفالو - فانواتو | سكاي باسيفيك                               | [ 285 ]                         |
| إفريقيا جنوب الصحراءالدول التابعة - أنغولا - بنين - بوتسوانا - بوركينا فاسو - بوروندي - الكاميرون - الرأس الأخضر - جمهورية أفريقيا الوسطى - تشاد - جمهورية الكونغو - ساحل العاج - جمهورية الكونغو الديمقراطية - غينيا الاستوائية - إريتريا - إثيوبيا - الغابون - غامبيا - غانا - غينيا - غينيا بيساو - كينيا - ليسوتو - ليبيريا - مدغشقر - مالاوي - مالي - موريشيوس - موزمبيق - ناميبيا - النيجر - نيجيريا - رواندا - السنغال - سيشل - سيراليون - سوازيلاند - تنزانيا - توغو - أوغندا - زامبيا - زيمبابوي | كويسي سبورتس، سوبر سبورت، ستارتايمز، كنال+ | [ 285 ] [ 291 ]                 |

## البنية التحتية والاستعدادات

### الاستعدادات والتكاليف

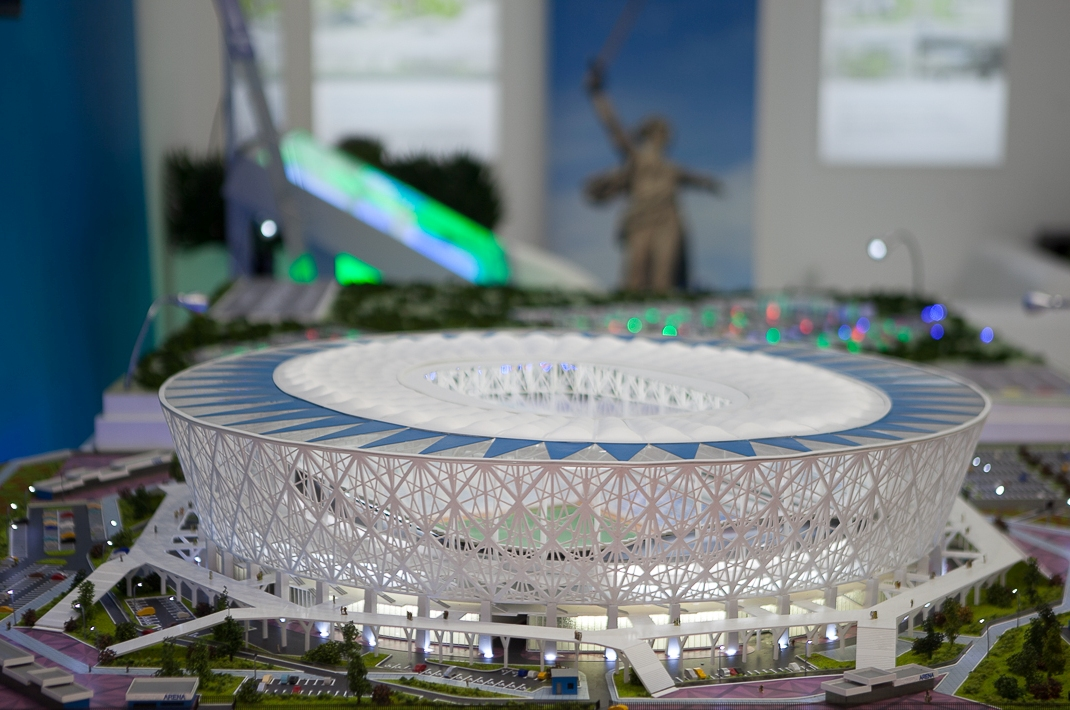
نموذج قياسي لملعب فولغوغراد أرينا. والذي اكتمل بناءه في 2017.

خصصت الحكومة الروسية ميزانية ضخمة من أجل استضافة منافسات كأس العالم 2018، حيث بلغت في بادئ الأمر حوالي 20 مليار دولار أمريكي. لكن بسبب الأزمة المالية في الاقتصاد الروسي، صدر مرسوم حكومي في يونيو من عام 2015 يقضي بخفض الميزانية بمقدار 560 مليون دولار أمريكي، ليبلغ مجموعها 11.8 مليار دولار. على الرغم من خفض ميزانية التحضيرات عدة مرات، في عام 2017 تم زيادة الميزانية مرة أخرى بمقدار 600 مليون دولار أمريكي وتصبح مرة أخرى الميزانية النهائية حوالي 11.8 مليار دولار. وتم إنفاق نصف هذه الميزانية على البنية التحتية لوسائل النقل. حيث تم التركيز خصوصًا على المطارات، بالإضافة إلى تجديد وتحديث العديد من وسائل النقل في المدن المضيفة. ففي سامارا على سبيل المثال تم وضع خطوط ترام جديدة. بينما حصلت مدينة سارانسك على فندقين جديدين بالإضافة إلى عدد قليل من مرافق الإقامة الأصغر حجماً.

### البنية التحتية
من أجل التحضير لفعاليات كأس العالم، طرحت روسيا برنامج فدرالية أطلقت عليه "تشييد وتحديث البنية التحتية للنقل" (بالإنجليزية: Construction and Renovation of Transport Infrastructure) بميزانية إجمالية قدرها 352.5 مليار روبل روسي (أي ما يقارب 5.655 مليار دولار أمريكي)، منها 170.3 مليار من الميزانية الفيدرالية، و35.1 مليار من الميزانيات الإقليمية، بينما 147.1 مليار من المستثمرين.
```
كان للبنية التحتية للمطارات حصة كبيرة من الإنفاق الفيدرالي، حيث بلغ جملة ما تم إنفاقه ما يقارب 117.8 مليار 
روبل روسي
.
[
299
]
 كان إنشاء فنادق جديدة للمشجعين مجالًا هامًا في تطوير 
البنية التحتية
 في المدن المستضيفة لفعاليات كأس العالم.
[
300
]
 تعرضت البنية التحديدة للنقل الجوي للعديد من عمليات التطوير والتحديث، فتم تحديث 
مطار بلاتوف الدولي
 الواقع بمدينة 
روستوف-نا-دونو
 على ضفاف 
نهر الدون
، مع تركيب أنظمة 
مراقبة الحركة الجوية
 مع أجهزة أخرى 
للملاحة
 
والاتصالات
 
والتحكم
، مع نظم دعم 
الأرصاد الجوية
.
[
301
]
 بينما تم ترقية 
مطار كولتسوفو
 بأدوات هندسة راديوية لتشغيل الطائرة. وقد تلقى 
مطار سارانسك
 نظام جديد 
للملاحة الجوية
. وفي 
مطار كالينينغراد
 تم ترقية معدات الملاحة الجوية ومعدات الطقس.
[
302
]
 كذلك طالت عمليات التجديد عدة مطارات رئيسية في روسيا، حيث تم تجديد وتحديث أدوات الهندسة اللاسلكية في مطارات 
موسكو
 الثلاث (
مطار دوموديدوفو الدولي
 
ومطار شيريميتييفو الدولي
 
ومطار فنوكوفو الدولي
) وكذلك مطارات المدن الكبرى؛ وهي 
سانت بطرسبرغ
 
وفولجوجراد
 
وسامارا
 
وإيكاترينبرج
 
وكازان
 
وسوتشي
.
[
303
]
```

### النقل

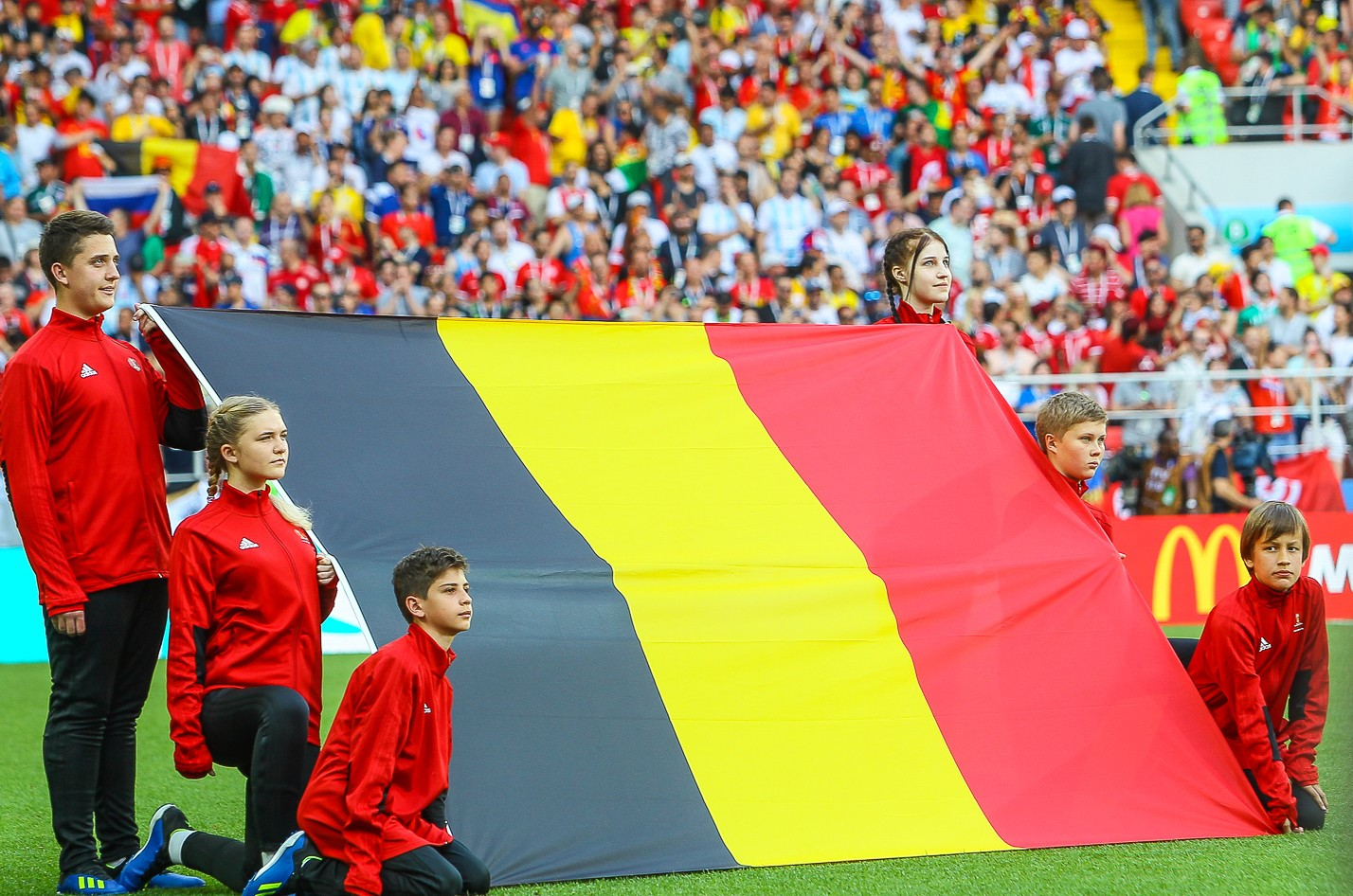
حاملي العلم المتطوعين في الميدان قبل مباراة بلجيكا ضد تونس في دور المجموعات.

سيتمكن المشجعون القادمون من أجل حضور مباريات كأس العالم، والذين يحملون تذكرة أو هوية المشجعين (بالإنجليزية: FAN ID) من استخدام خط السكك الحديدية بشكل مجاني من أجل الوصول إلى المدينة التي ستستضيف المباراة، وسيتم توفير قطارات إضافية للمشجعين منعاً للازدحام. كذلك سيتمكن المشجعون الذين يحملون تذكرة وبطاقة FAN ID من استخدام وسائل النقل العام في المدن المستضيفة مجانًا.

### المتطوعون
بداية من شهر يونيو من عام 2016، فتح اللجنة المنظمة باب استقبال طلبات المتطوعين الراغبين بالمشاركة في البرنامج التطوعي الخاص بكأس العالم، وهو برنامج تطوعي يهدف لخدمة السائحين والتسهيل عليهم في حالة مواجهتهم لأي عائق. وقد وصل عدد الراغبين في الانضمام للبرنامج لرقم قياسي جديد؛ فبحلول تاريخ 30 ديسمبر (آخر يوم في فترة التقديم) وصل عدد الرغبين بالانضمام ما يقارب 177 ألف طلب. وسيتواجد حوالي 18 ألف متطوع في المدن الإحدى عشرة المستضيفة لمباريات البطولة. تلقى المتطوعين تدريباً مكثفاً في 15 مركز تطوعي للجنة التنظيم المحلية، وكذلك في عدة مراكز المتطوعين في المدن المضيفة. يتم إعطاء الأفضلية -وخاصة في المدن الرئيسية- لأولئك الذين لديهم معرفة باللغات الأجنبية ولديهم خبرة سابقة في العمل التطوعي. يذكر أن برنامج التطوع ليس حكراً على المواطنين الروس، بل لإمكان أي متطوع تقديم طلب الانضمام للبرنامج.

## الخلافات
كما كان الحال مع الألعاب الأولمبية الشتوية 2014 والتي أقيمت في مدينة سوتشي الروسية، كان اختيار روسيا لاستضافة منافسات كأس العالم تحدياً كبيراً. فالعديد من القضايا قد ألقت بضلالها على روسيا؛ مثل مستوى العنصرية في كرة القدم الروسية، وقضية ضم الاتحاد الروسي للقرم، ثم تبعها التدخل العسكري الروسي في أوكرانيا، وازدادت تلك الضغوط ووصلت للقمة في قضية فساد الفيفا 2015. يُذكر أن في عام 2014 صرح رئيس الفيفا السابق سيب بلاتر أن "استضافة كأس العالم قد أعطيت لروسيا بالتصويت، ونحن نمضي قدما في عملنا".

### ادعاءات الفساد
تسببت مزاعم الفساد في عملية اختيار الدولة المستضيفة لكأس العالم 2018 وكأس العالم 2022 بلغط كبير، خاصة بعد تهديدات الاتحاد الإنجليزي لكرة القدم بمقاطعة البطولة. تلك البطولات أجبرت الفيفا في فتح تحقيق لبحث ملابسات القضية، فكلف الاتحاد الدولي لكرة القدم المحامي الأمريكي مايكل غارسيا بالتحقيق وإصدار تقرير حول مزاعم الفساد. وعلى الرغم من عدم نشر التقرير كاملاً كما أصدره غارسيا، أصدر الفيفا ملخصًا مؤلفًا من 42 صفحة حول النتائج التي توصل إليها التقرير، وفقًا لما حدده القاضي الألماني هانس يواكيم إيكيرت. الملخص الذي تم نشره قد نفى ودحض جميع الاتهامات الموجهة لروسيا وقطر التي تدعي فساد الملفين المرشحين لاستضافة كأس العالم، وهي الذي تم استنكاره من قبل النقاد. وانتقد غارسيا الملخص واصفاً إياه "بالغير كامل ماديًا" مع "تمثيل خاطئ للوقائع والاستنتاجات"، وناشد لجنة الاستئناف في الفيفا، لكن قوبل طلبه بالرفض من قبل اللجنة التنفيذية التي رفضت الاستماع إلى استئنافه. تلك الممارسات أجبرت مايكل غارسيا بتقديم استقالته احتجاجًا على تصرفات الفيفا، مشيرًا إلى "غياب القيادة" وانعدام الثقة في استقلال إيكيرت في عملية اتخاذ القرار.
وفي 3 يونيو من عام 2015، أكد مكتب التحقيقات الفيدرالي أن السلطات الفيدرالية تحقق في عملية تقديم رشوة في عملية التصفيات للفوز بحق باستضافة كأس العالم 2018 وكأس العالم 2022. ففي مقابلة نشرت يوم 7 يونيو 2015، صرح رئيس لجنة التدقيق والامتثال السابق السويسري دومينيكو سكالا قائلاً أنه "إذا كان هناك دليل على أن حق الاستضافة التي فازت بها قطر وروسيا جاءت كانت فقط بسبب الأصوات المشتراة، فإنه من المكن سحب هذا الشرف منهما". كذلك حضر الأمير ويليام دوق كامبريدج ورئيس الوزراء البريطاني الأسبق ديفيد كاميرون اجتماعاً مع نائب رئيس الاتحاد الدولي لكرة القدم الكوري الجنوبي تشونج مونج - جون، من أجل مناقشة الحلول الممكنة في مسألة لاستضافة قعاليات كأس العالم 2018.

### المنشطات
بدأت مشكلة المنشطات في الرياضة الروسية بعدما أُدرِجَ 33 لاعباً في تقرير مكلارين، وهو تقرير كُلِّفَ به المحقق الكندي ريتشارد مكلارين من الوكالة الدولية لمكافحة المنشطات، ونُشِرَ التقرير كاملاً في ديسمبر من عام 2016؛
وقد توصل فيه لوجود 1000 رياضي في 30 رياضة مختلفة في روسيا يتعاطون المنشطات، منهم 33 لاعب في لعبة كرة القدم. وقد أدى هذا التقرير إلى حرمان أكثر من مئة رياضي روسي من المشاركة في دورة الألعاب الأولمبية الصيفية 2016 التي أقيمت هذه في ريو دي جانيرو. وفي 22 ديسمبر 2017، أعلن الاتحاد الدولي لكرة القدم عن تسريحه للطبيب الذي كان مسؤلاً عن حقن المنشطات في رياضة كرة القدم الروسية. بينما في 22 مايو 2018، أعلن الاتحاد الدولي لكرة القدم عن انتهاء التحقيق مع جميع اللاعبين الروس الذين تم اختيارهم ضمن القائمة الأولية المؤقتة المشاركة في كأس العالم، وأفضى التحقيق إلى عدم وجود أدلة كافية تؤكد أو تدعم انتهاك اللاعبين لقواعد مكافحة المنشطات الخاصة بالوكالة الدولية لمكافحة المنشطات. وكإجراء احترازي، قرر الاتحاد الدولي لكرة القدم منع الروس من إجراء أي عمليات سحب للدم أو عمليات اختبار وجود المنشطات في عينات البول خلال بطولة كأس العالم، لضمان عدم العبث بالعينات المرسلة.

### حادثة تسمم سيرغي سكريبال
رداً على واقعة تسمم سيرغي سكريبال في مارس 2018، أعلنت رئيسة الوزراء البريطانية تيريزا عن عدم تواجد أي من الوزراء البريطانيين أو أعضاء العائلة الملكية في حفل افتتاح نهائيات كأس العالم، وكذلك أكدت على أن بريطانيا لن ترسل أي مسؤول رسمي ممثلاً عنها. وطالبت تيريزا المشجعين الإنجليز المسافرين مع منتخب إنجلترا الوطني من ضرورة توخي الحذر. علاوة على ذلك، قررت آيسلندا مقاطعة كأس العالم مقاطعة دبلوماسية كنوع من التضامن مع بريطانيا. ويأتي ذلك على خلفية إعلان نحو 20 دولة أوروبية، منها 16 دولة من أعضاء الاتحاد الأوروبي والولايات المتحدة وكندا عن طرد دبلوماسيين روس بسبب قضية الجاسوس السابق سيرغي سكريبال، الذي تتهم لندن السلطات الروسية بتسميمه بواسطة غاز الأعصاب. من جهة أخرى، ردت موسكو على التعليقات الواردة من البرلمان البريطاني، بأن "الغرب يحاول سلب كأس العالم من روسيا".

### التهديدات الإرهابية
قبل انطلاق البطولة وتحديداً في مارس 2018، صدر تهديد منسوب لتنظيم تنظيم الدولة الإسلامية (داعش) بقصف المشجعين عبر الطائرات بدون طيار من خلال صور نُشرت عبر برنامج تيليجرام، حيث نشرت صور طائرة من دون طيار تحلق وتحمل صواريخ وقنابل مضادة للدبابات فوق "لوجنيكي" بالعاصمة الروسية موسكو، وهو الملعب الذي من المفترض إقامة المباراة النهائية عليه، وكتبوا على الصورة كلمة "انتظرونا" باللغتين العربية والروسية. ثم تبعتها صورة لأبرز نجوم كرة القدم بالعالم مثل: كريستيانو رونالدو وليونيل ميسي من خلال نشر صورة هدد التنظيم من خلالها بقتل اللاعبَين. بدأت التهديدات الأولى في أكتوبر من عام 2017، عندما نشرت صفحة مؤيدة لداعش صورة لنجم الأرجنتين ليونيل ميسي وهو خلف القضبان مع وجود دماء على وجهه. بعدما تم تغيير الشعار من (بالإنجليزية: Just Do It) وتعني فقط افعلها إلى (بالإنجليزية: Just Terrorism) وتعني فقط إرهاب.

## الملاحظات والمراجع

### الملاحظات
1. ↑  تم أعتماد هذه الطريقة منذ كأس العالم 1986. حيث حدثت حالتين في بطولتين سابقيتن، حدث أن النتيجة أهلت منتخب على حساب منتخب آخر. ففي كأس العالم 1978 شهدت هذه البطولة الكثير من الجدل، فكان المستضيف الأرجنتين يلعب مبارياته ليلاً، بعد جميع المنتخبات بعد معرفة نتائج الآخرين، ففي الجولة الأخيرة فازت البرازيل على بولندا، مما استوجب فوز الأرجنتين بنتيجة 6-0 ليتأهلوا للمباراة النهائية. انتهى الشوط الأول بين الأرجنتين والبيرو بنتيجة 2-0، لكن بعد الاستراحة، استطاع الأرجنتين تسجيل 4 أهداف لتأهل للمباراة النهائية. أثارت تلك المباراة الجدل حول وجود تلاعب في نتيجتها ورشاوي للاعب المنتخب البيروفي،[93] ومساومة الحكومة البيروفية على محكومين لدى الأرجنتين للإفراج عنهم وإعادتهم إلى بيرو مقابل خسارة بيرو المباراة ستة أهداف.[94] اتهم العديد من لاعبي المنتخب البيروفي بالتلاعب، لكن أشهرهم كان حارس المنتخب،[95] خاصة بعد أنباء عن وجود حسابات له في البنوك الأرجنتينية.[96] ولكن لم يتم تأكيد أي شيء حتى الآن حول تلك الواقعة. بينما في كأس العالم 1982 شهد دور المجموعات مفاجئات عديدة، كان أولها فوز المنتخب الجزائري على منتخب ألمانيا الغربية بنتيجة 2-1. وكانت الجزائر قريبة من التأهل للدور المقبل خاصة بعد فوزها على التشيلي بنتيجة 3-2،[97] في المقابل وفي لقاء آخر من نفس المجموعة بين منتخبي ألمانيا الغربية والنمسا،[98] عندما سجل الألمان هدف التقدم، وظل الفريقين يتناقلون الكرة،[99] واتفقوا على انهاء نتيجة المباراة على ما هي عليه ليتأهل كل من المنتخين إلى الدور الثاني من البطولة على حساب الجزائر،[100] في مباراة عرفت باسم فضيحة خيخون[101] (بالألمانية: Non-aggression pact of Gijón).

## وصلات خارجية
لا توجد روابط لمواقع التواصل الاجتماعي.

- الموقع الرسمي نسخة محفوظة 22 سبتمبر 2020 على موقع واي باك مشين.
- موقع Welcome2018.com نسخة محفوظة 22 سبتمبر 2017 على موقع واي باك مشين.